# Biserica de lemn din Bulzeștii de Jos

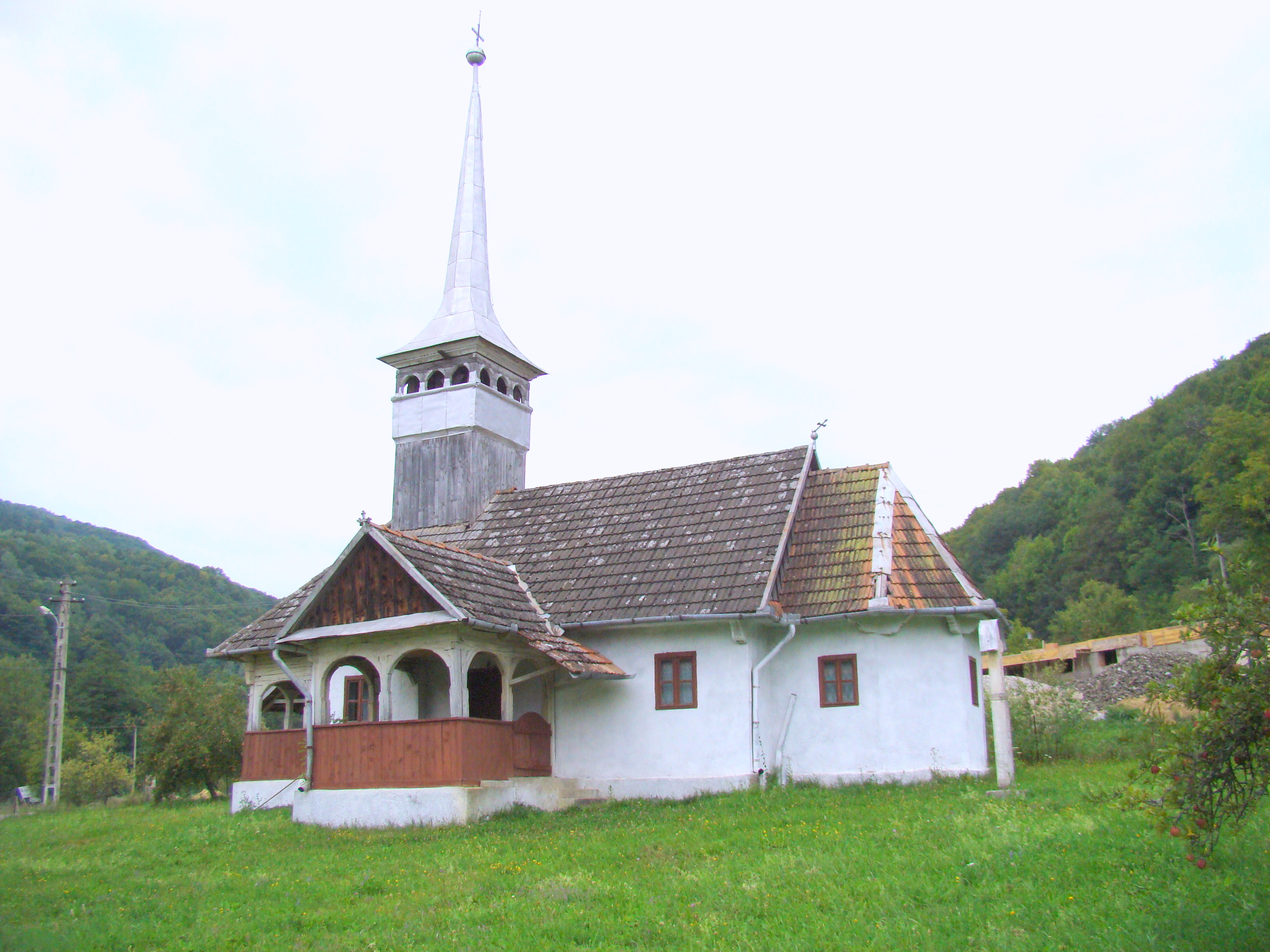
Biserica de lemn „Sf.Arhangheli” din Bulzeştii de Jos, comuna Bulzeştii de Sus, județul Hunedoara, foto: august 2009.

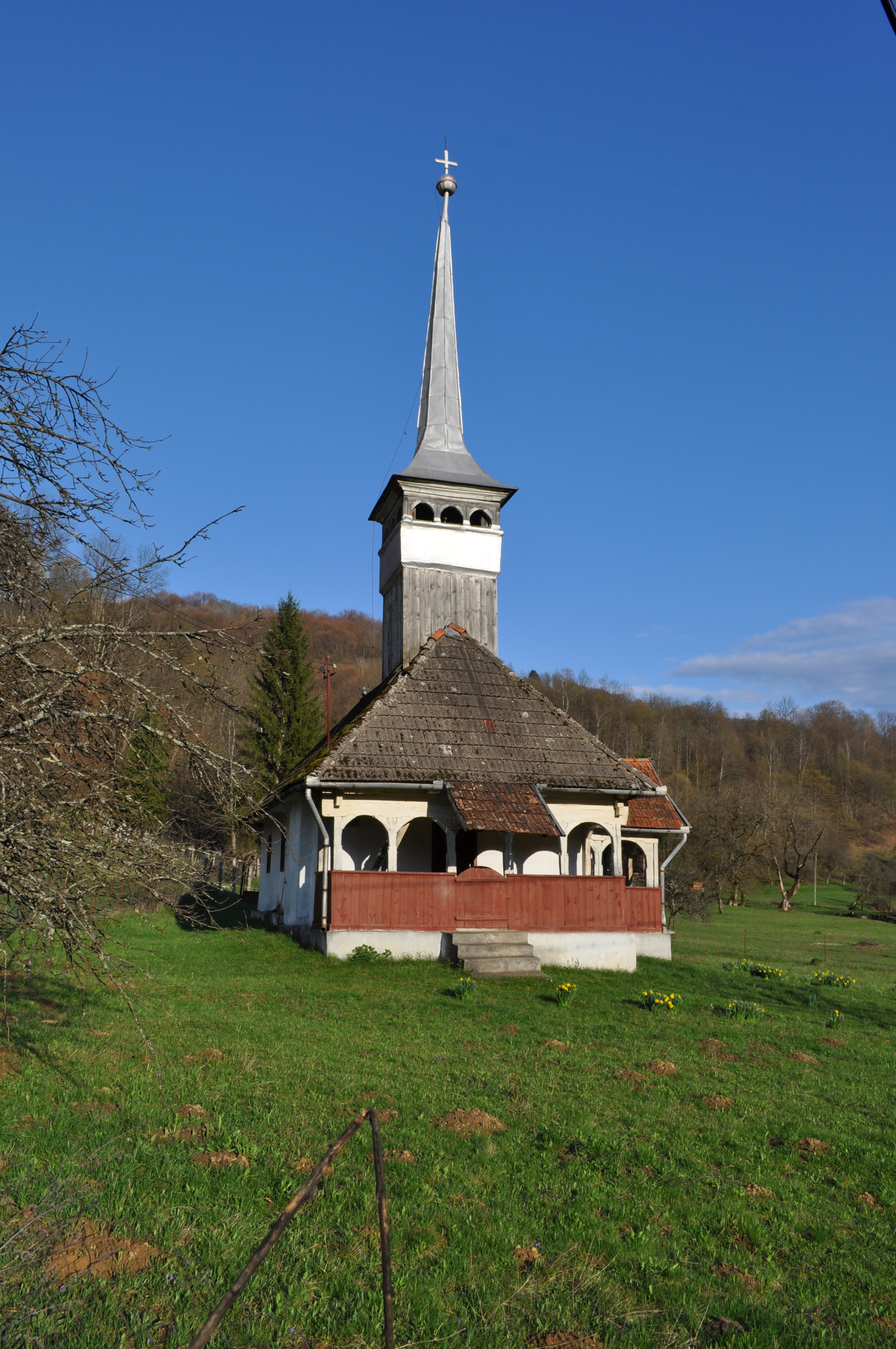
Biserica de lemn „Sfinții Arhangheli Mihail și Gavriil” din Bulzeștii de Jos, comuna Bulzeștii de Sus, județul Hunedoara, foto: aprilie 2013.

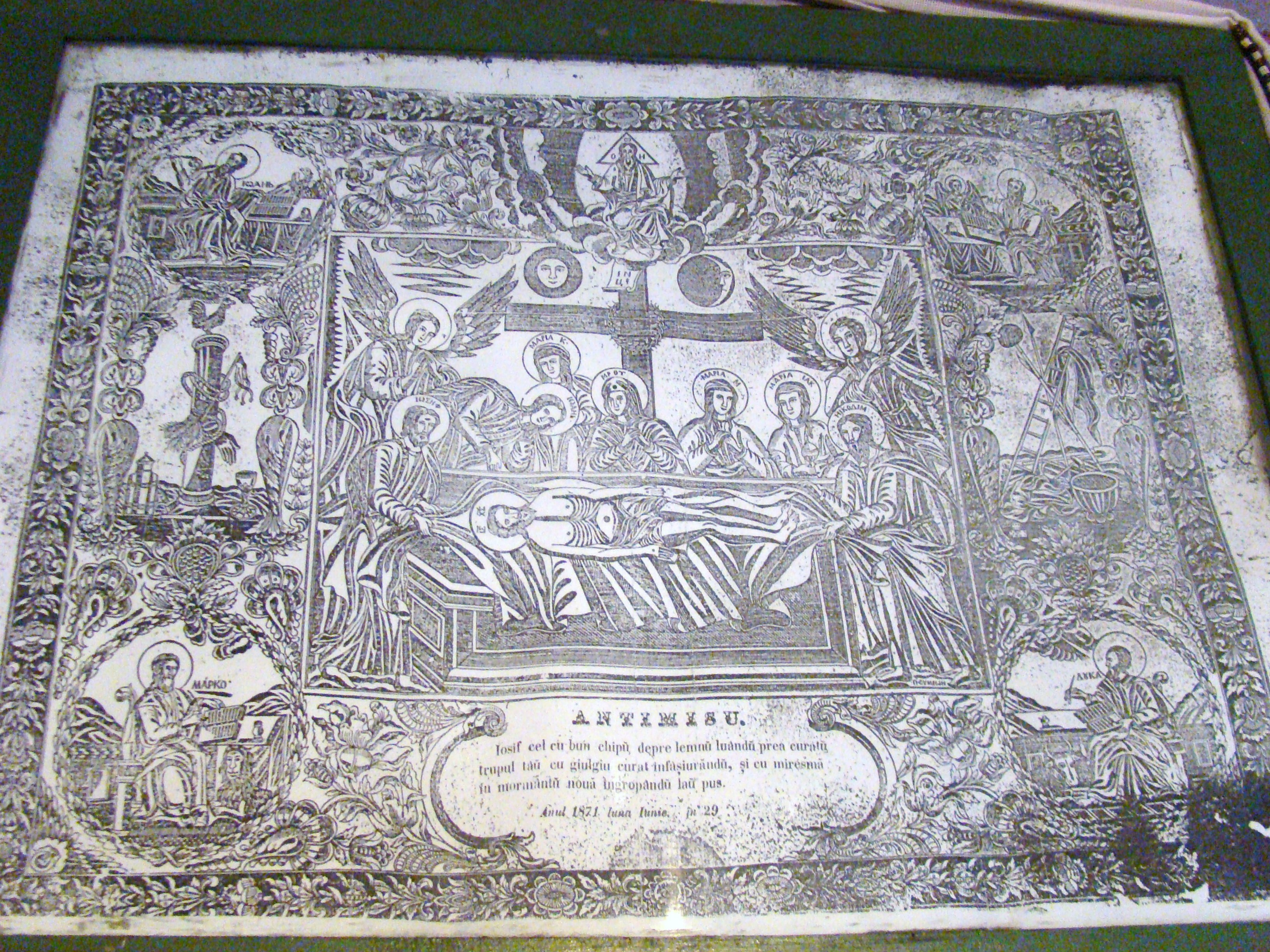
Antimisul de la 1871

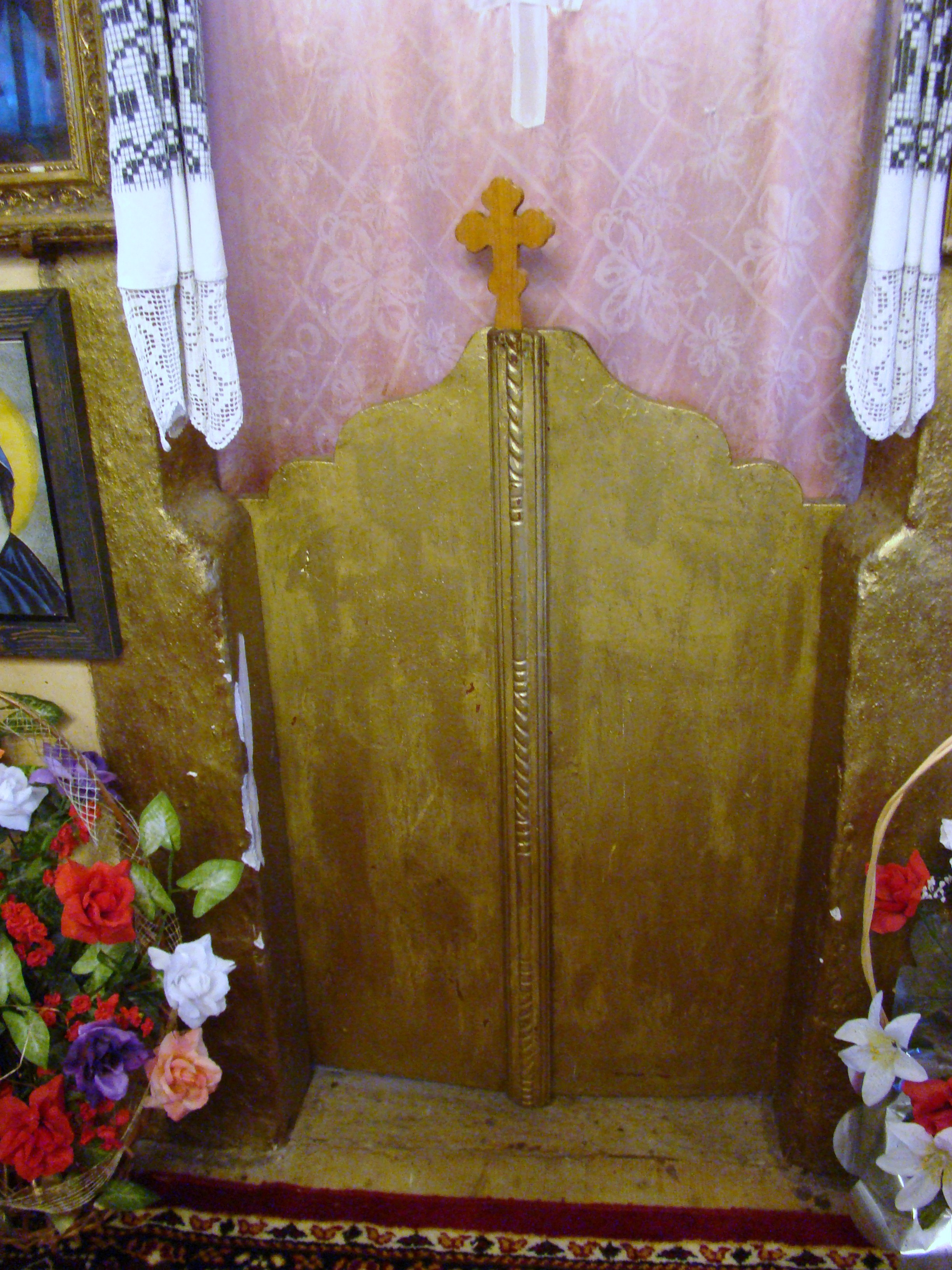
Ușile împărătești, pictate în 1855, acoperite ulterior cu un strat de bronz

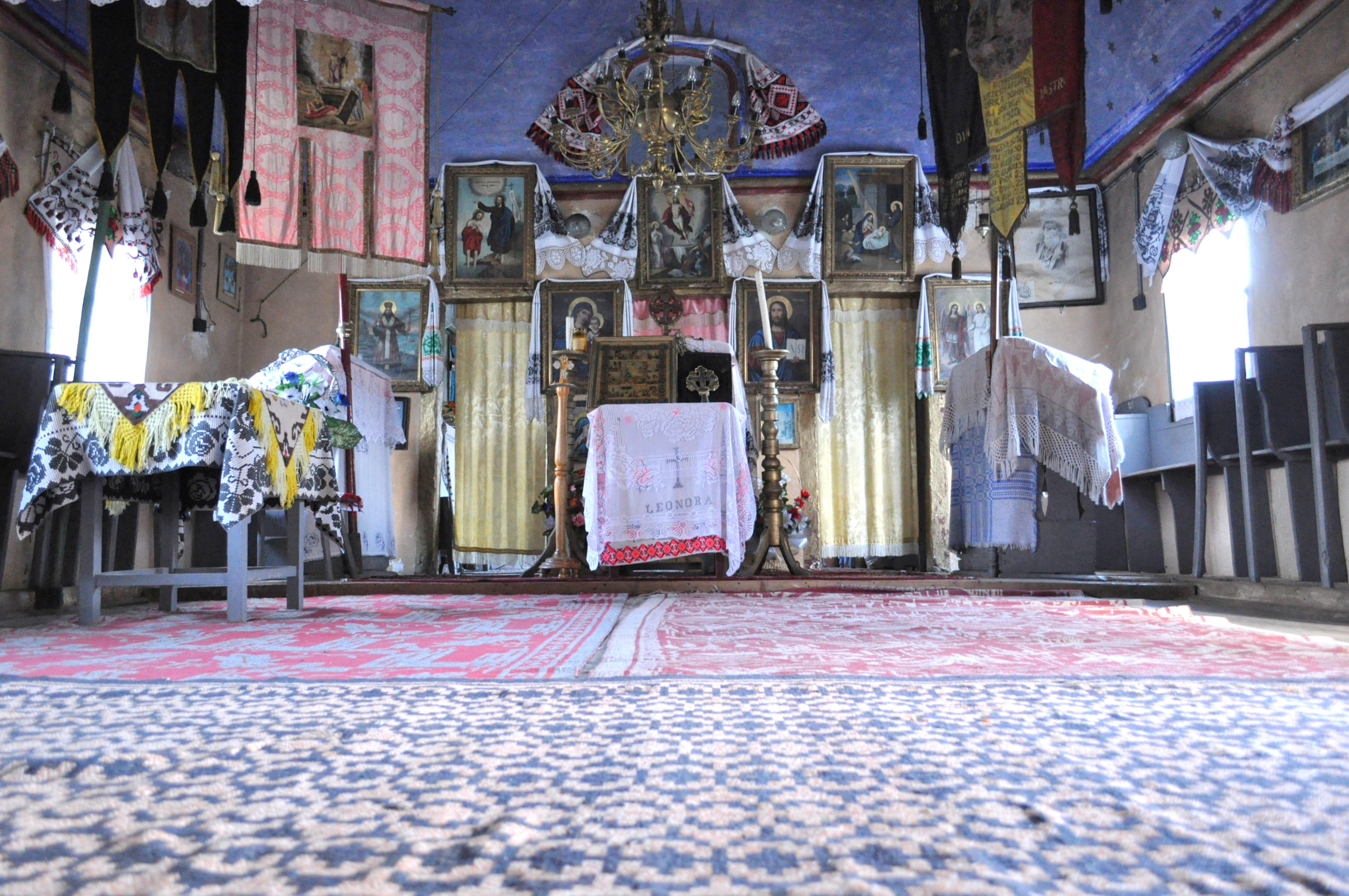
Nava spre iconostas

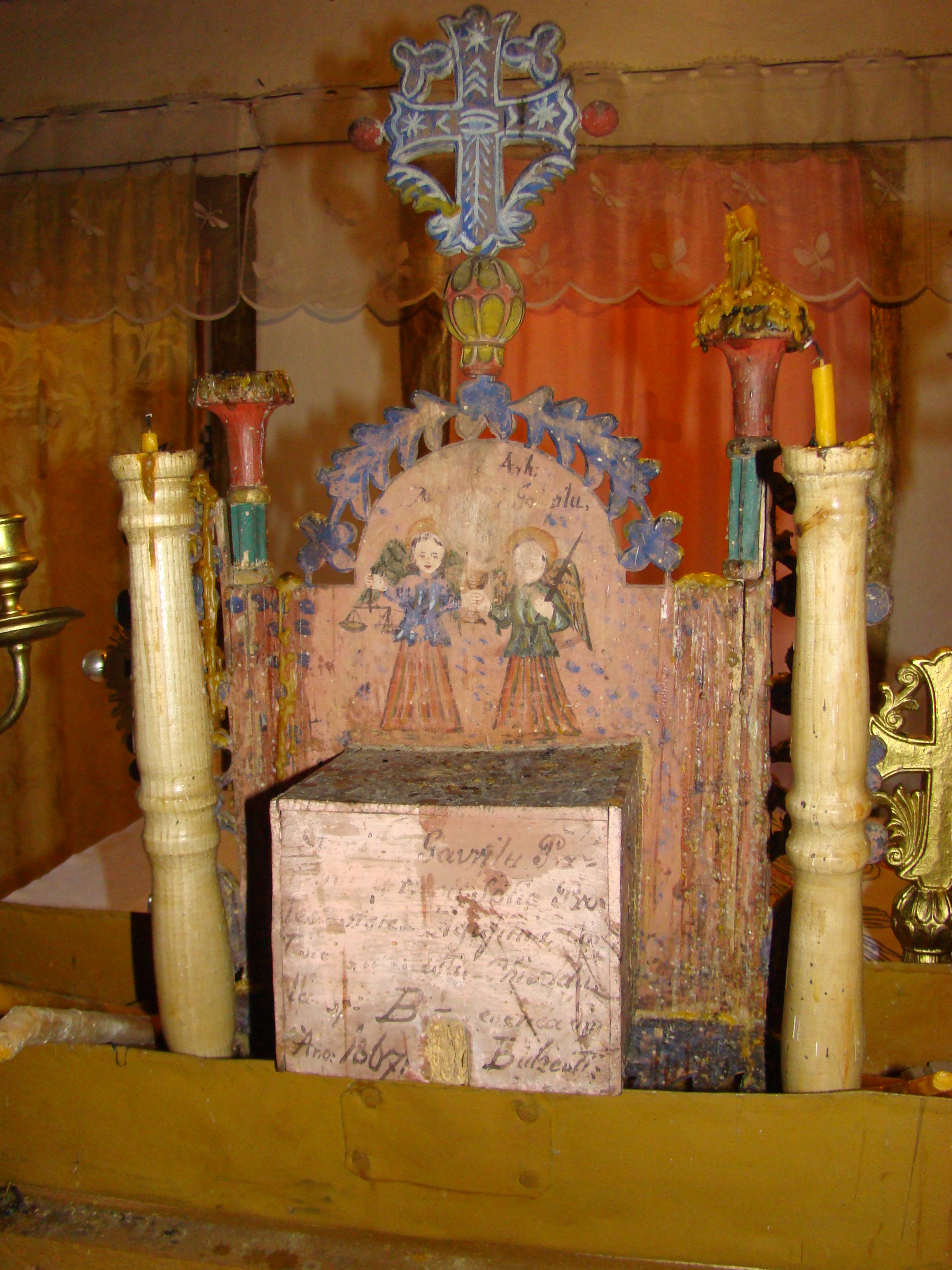
Chivotul de lemn, sculptat în 1867

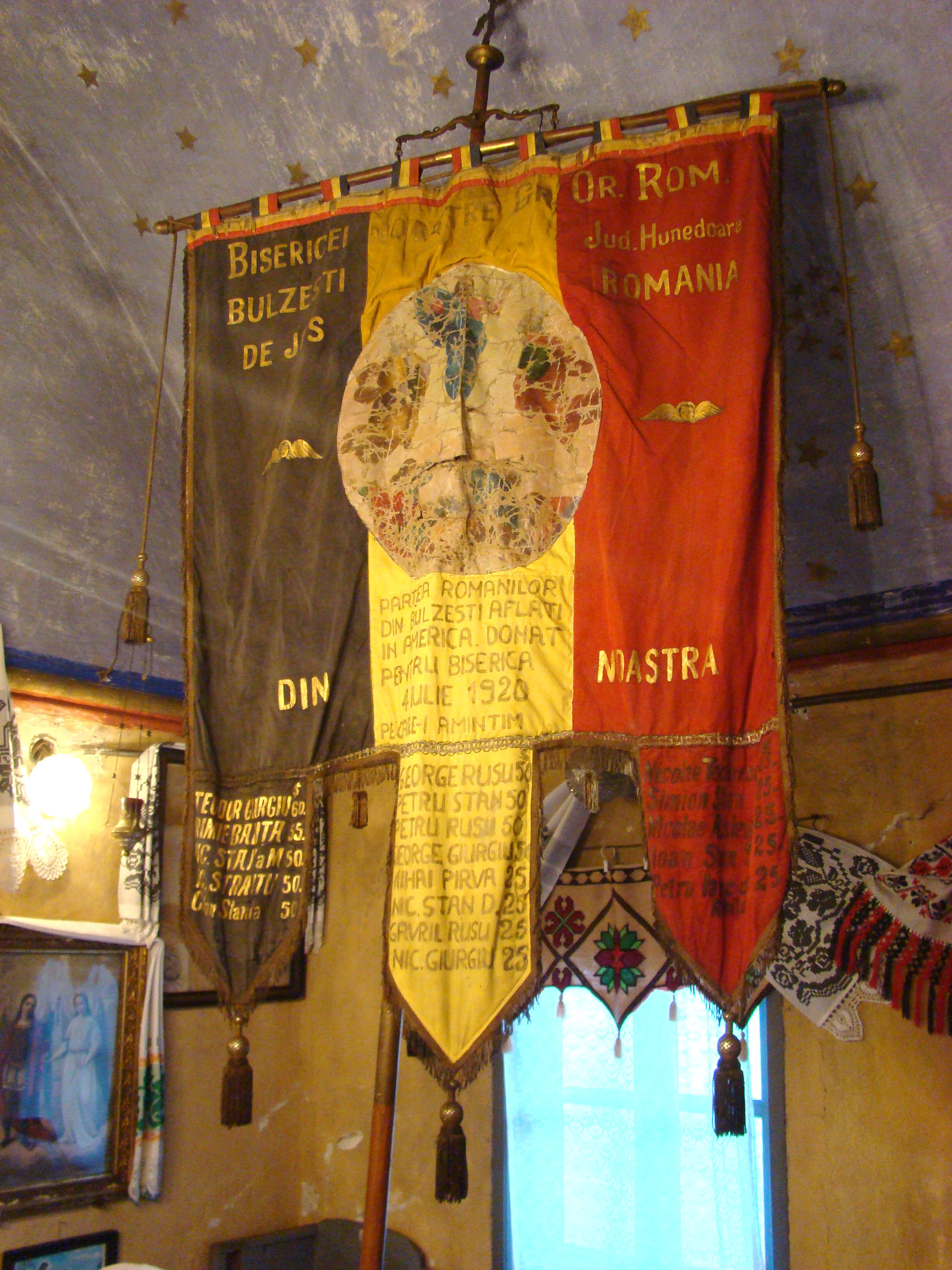
Prapur donat în anul 1920 bisericii de lemn din Bulzeștii de Jos de românii din Bulzești emigrați în SUA

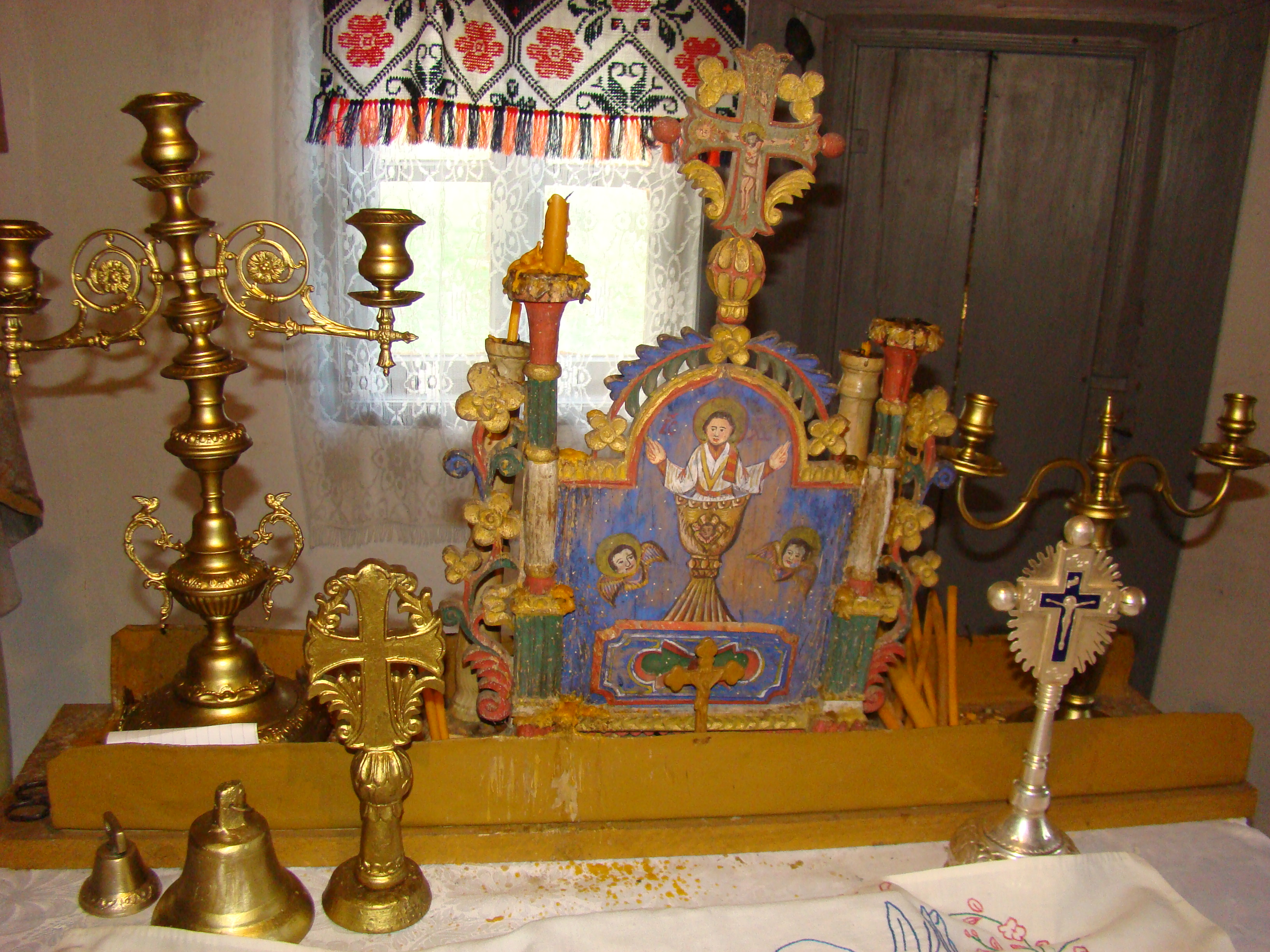
Chivotul de lemn, sculptat în 1867

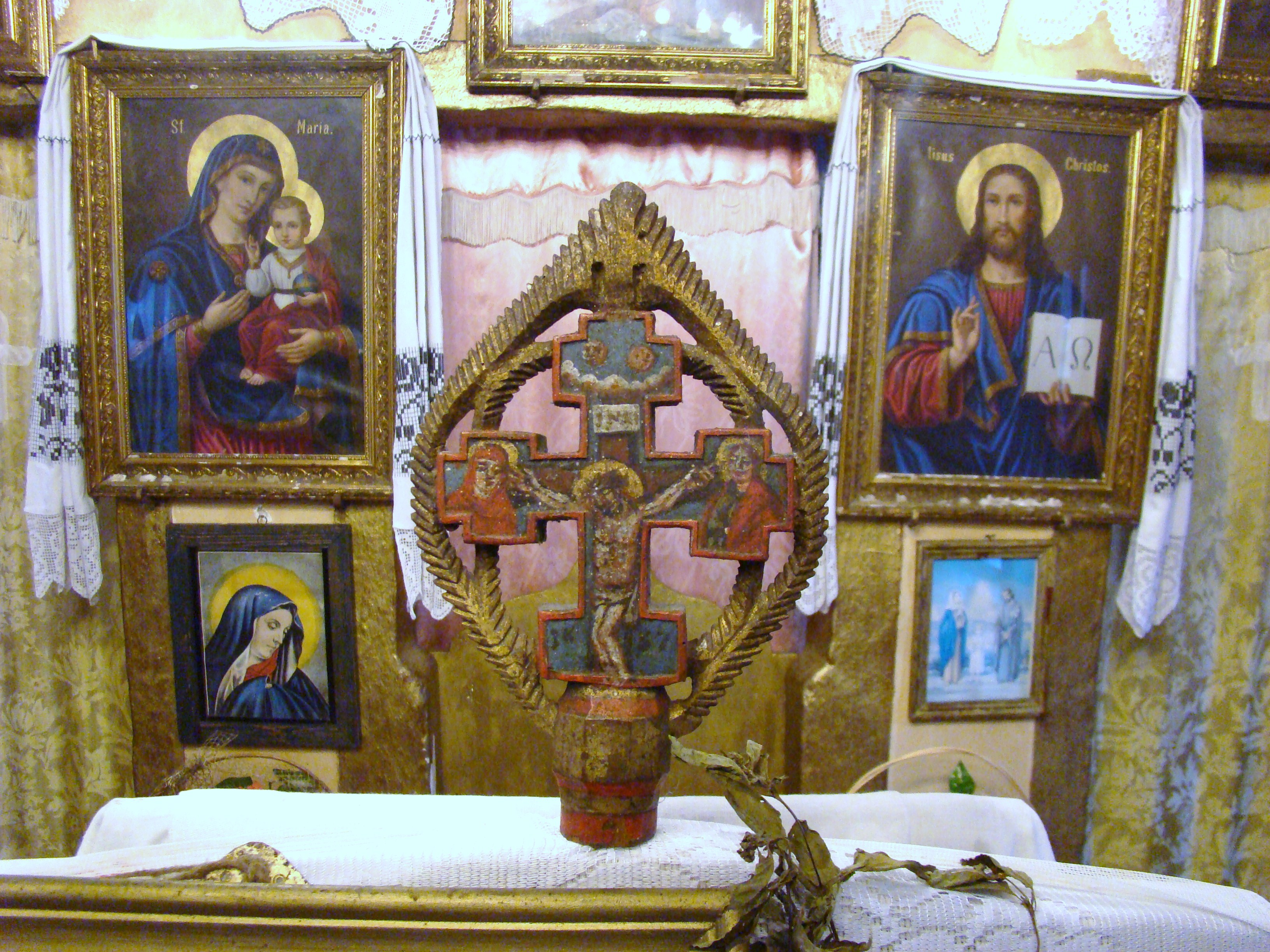
Icoanele împărătești și cruce veche de lemn pictată

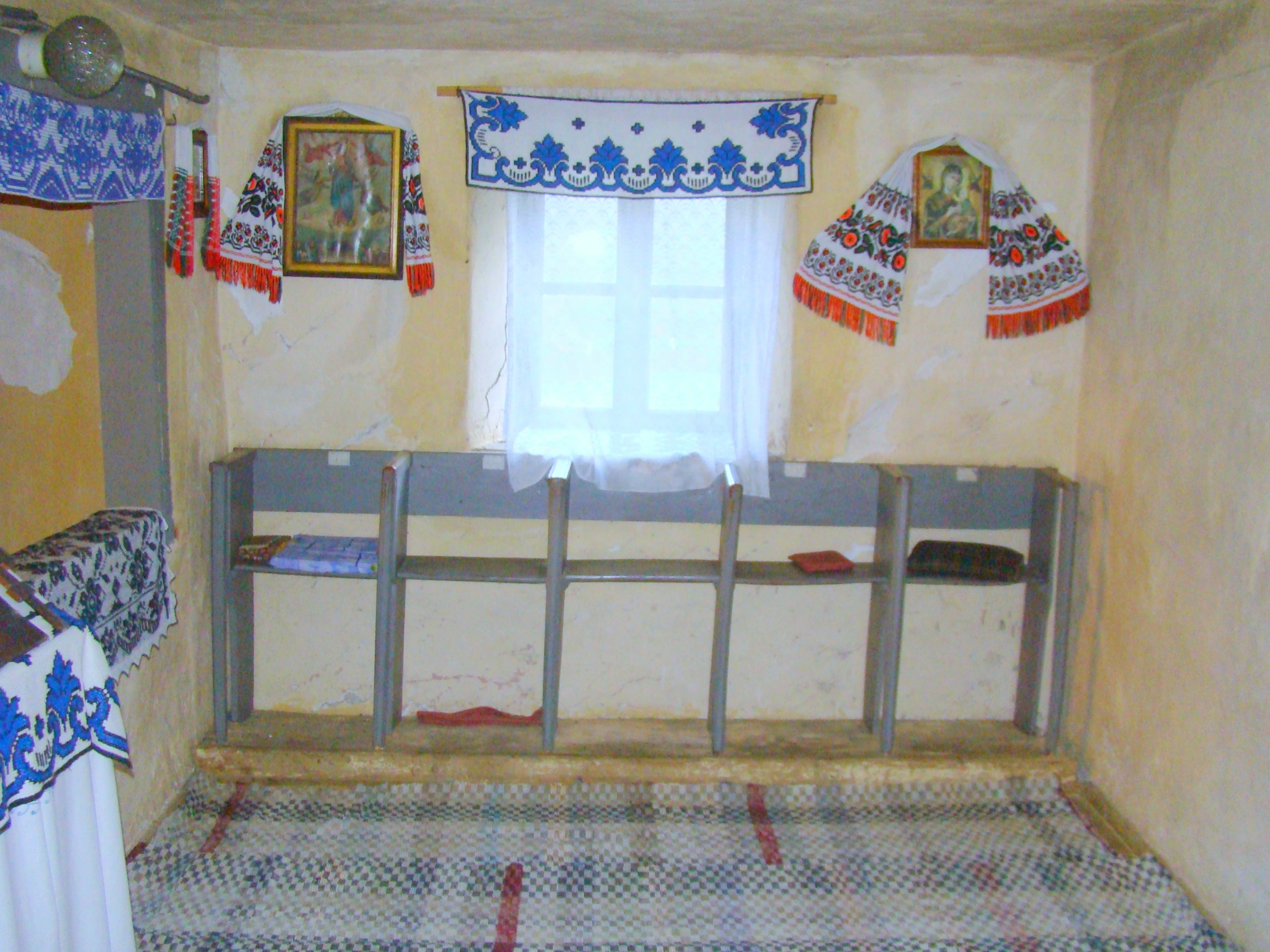
În micul pronaos al bisericii

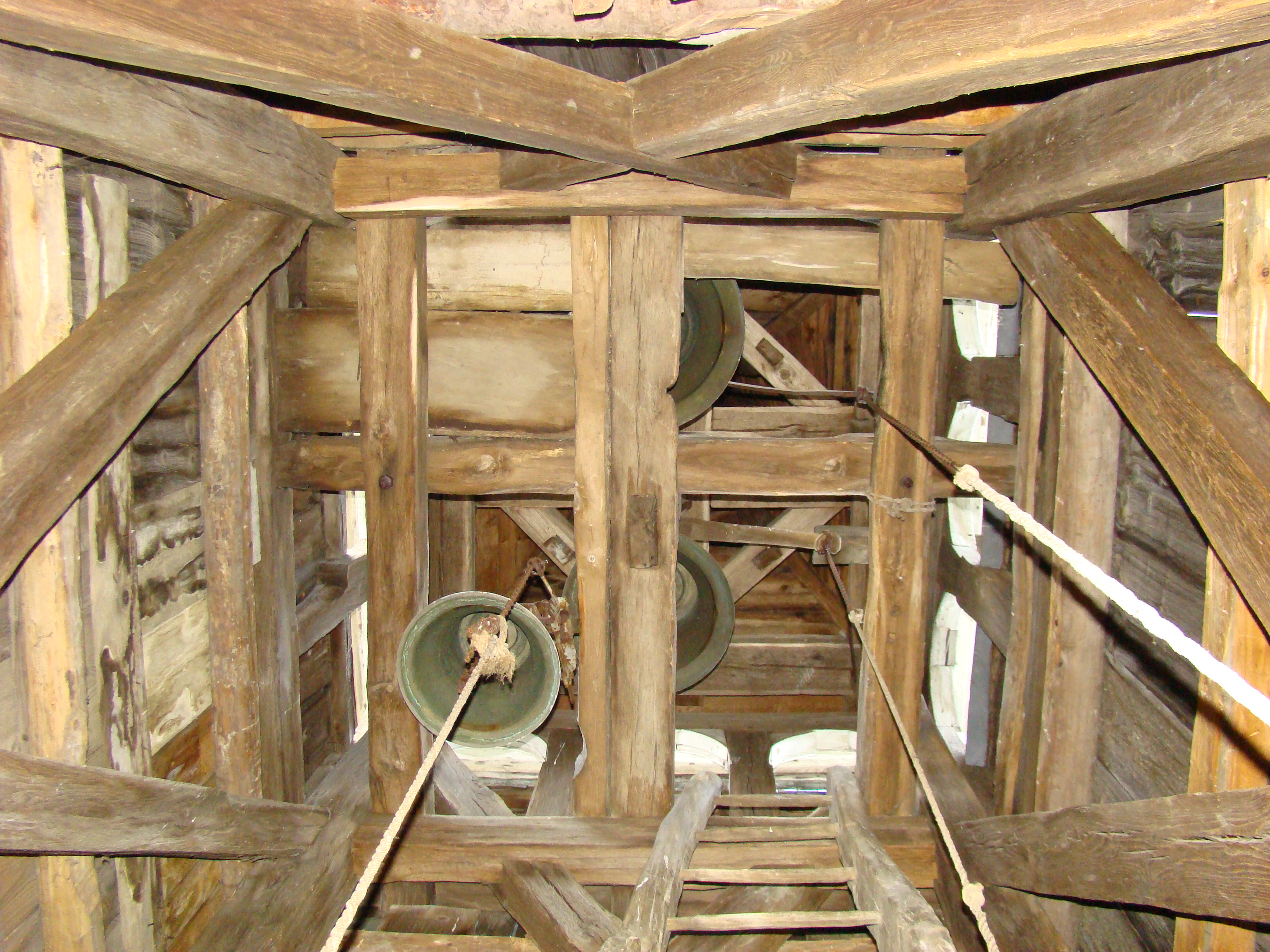
Clopotele bisericii și o parte din galeria turnului

Biserica de lemn din Bulzeștii de Jos, comuna Bulzeștii de Sus, județul Hunedoara a fost ridicată în secolul XIX (1852). Are hramul „Sfinții Arhangheli Mihail și Gavriil” (8 noiembrie) și figurează pe noua listă a monumentelor istorice, cod LMI HD-II-m-B-03273.

## Istoric
Biserica Ortodoxă Română Bulzeștii de Jos, județul Hunedoara, cu hramul Sfinților Arhangheli Mihail și Gavril, este situată în centrul satului, lângă șoseaua ce leagă comuna Baia de Criș de comuna Avram Iancu, din județul Alba. Este construită în anul 1852, cu cheltuiala obștii, în stil ardelenesc, din lemn de stejar pe fundație de piatră uscată. Are absidă, naos și pronaos, două pridvoare, unul în față și unul lateral, în partea de miazăzi, ambele deschise pe stâlpi cu parapeți din scânduri. Turla este înaltă și ascuțită. Învelitoarea de pe corpul bisericii a fost la început de șindrilă, iar în anul 1908 biserica a fost reparată, înlocuindu-se șindrila cu țiglă. Turla este învelită cu tablă zincată, nu se cunosc meșterii care au lucrat la construcția bisericii. Pardoseala în altar, naos și pronaos, precum și în cele două pridvoare este din scândură. Pereții interiori și exteriori sunt tencuiți cu mortar de var și spoiți cu lapte de var, nu a avut și nici nu are nici un fel de pictură, pereții sunt acoperiți cu icoane. Edificiul, reparat în anii 1910, 1922 și 1961, figurează atât în tabelele conscripțiilor din 1761-1762, 1805 și 1829-1831, cât și pe harta iosefină a Transilvaniei (1769-1773); comisiile de catagrafiere din anii 1733, 1750 atestă existența unei înaintașe medievale. Este declarată monument istoric, cod LMI HD-II-m-B-03273.

## Trăsături
Pereții din bârne ai edificiului înfățișează planul dreptunghiular, cu absida decroșată, de formă pentagonală. Deasupra pronaosului tăvănit se înalță un turn-clopotniță suplu, cu foișor și fleșă de o accentuată verticalitate, învelită în tablă. La acoperișul propriu-zis s-a folosit țigla. Cele două intrări, de sud și de vest, sunt protejate de intemperii prin pridvoare deschise.
Eventuale fragmente picturale se pot doar bănui, întrucât biserica a fost tencuită și văruită în alb atât la interior, cât și la exterior. Incendiat în martie 1849, lăcașul a fost refăcut în anul 1852, în timpul păstoririi preotului Ionaș Șuțu, respectându-se însă vechea planimetrie și preluându-se de la acel edificiu inițial, de la mijlocul secolului al XVIII-lea, unele bârne și câteva icoane portabile, pe lemn  sau pe sticlă, scăpate, ca prin minune din pârjol; de dată târzie sunt ușile împărătești, pictate în 1855 și acoperite ulterior cu un strat de bronz, precum și un chivot de lemn, sculptat în 1867.

## Imagini din exterior

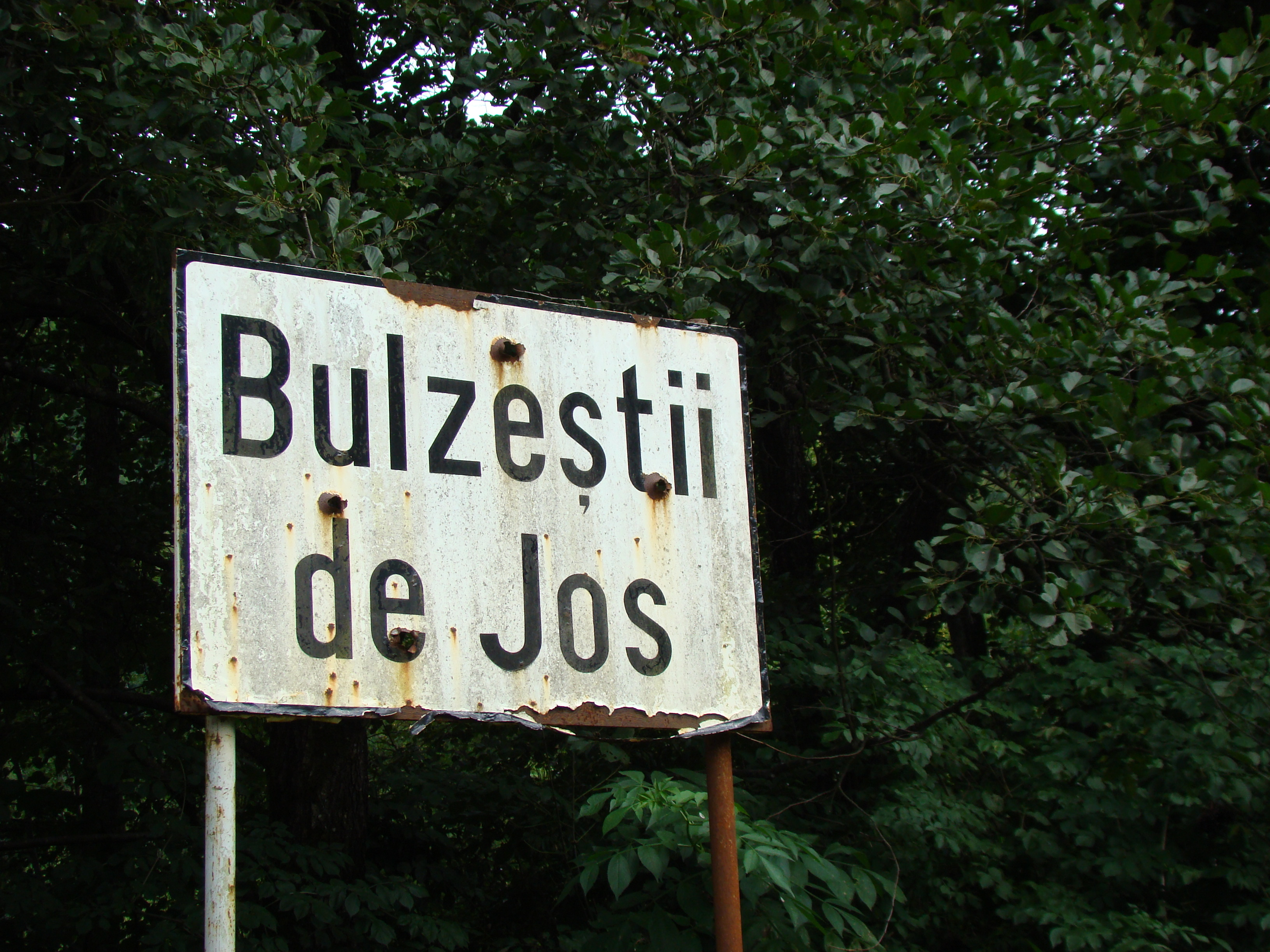
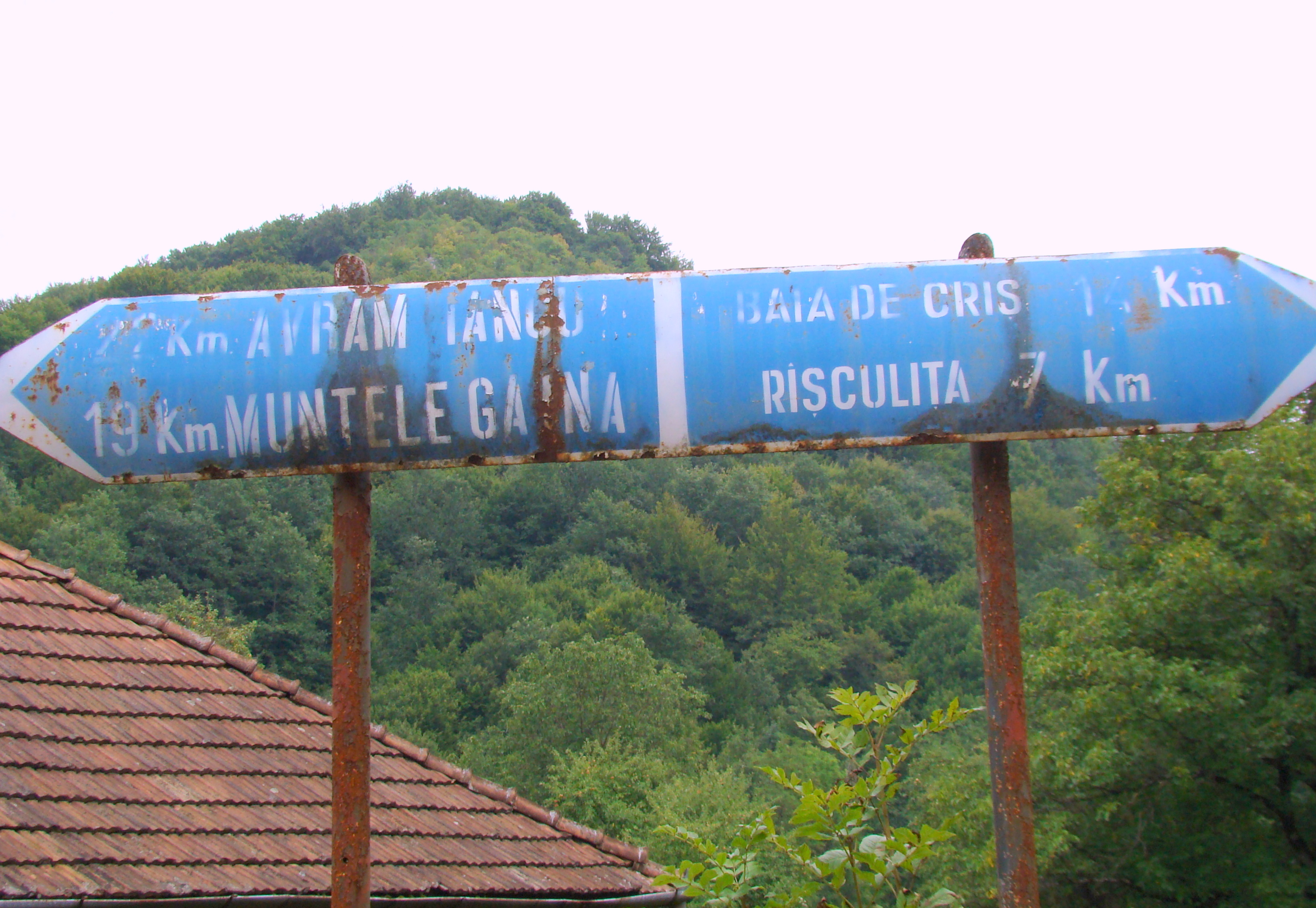
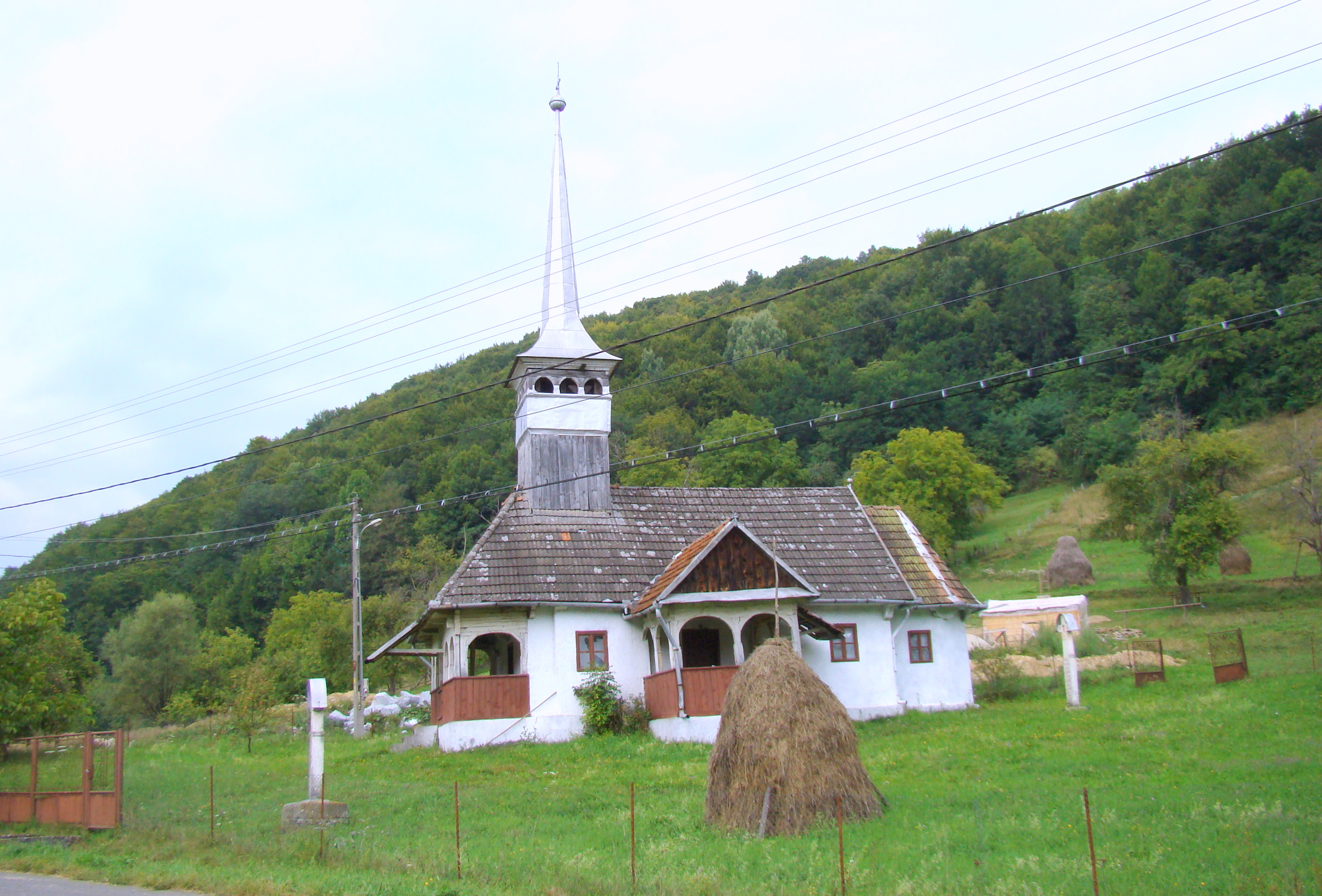
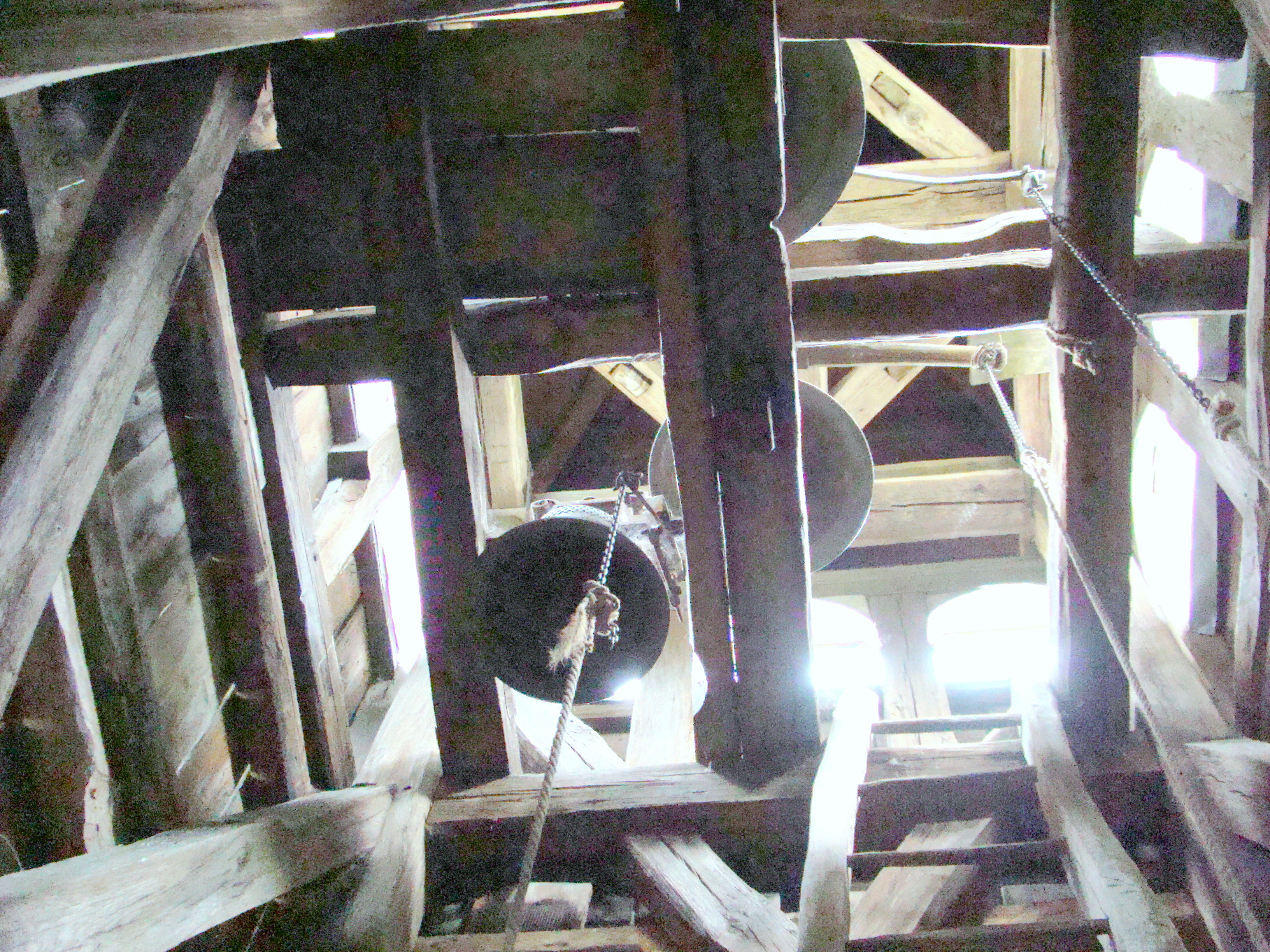
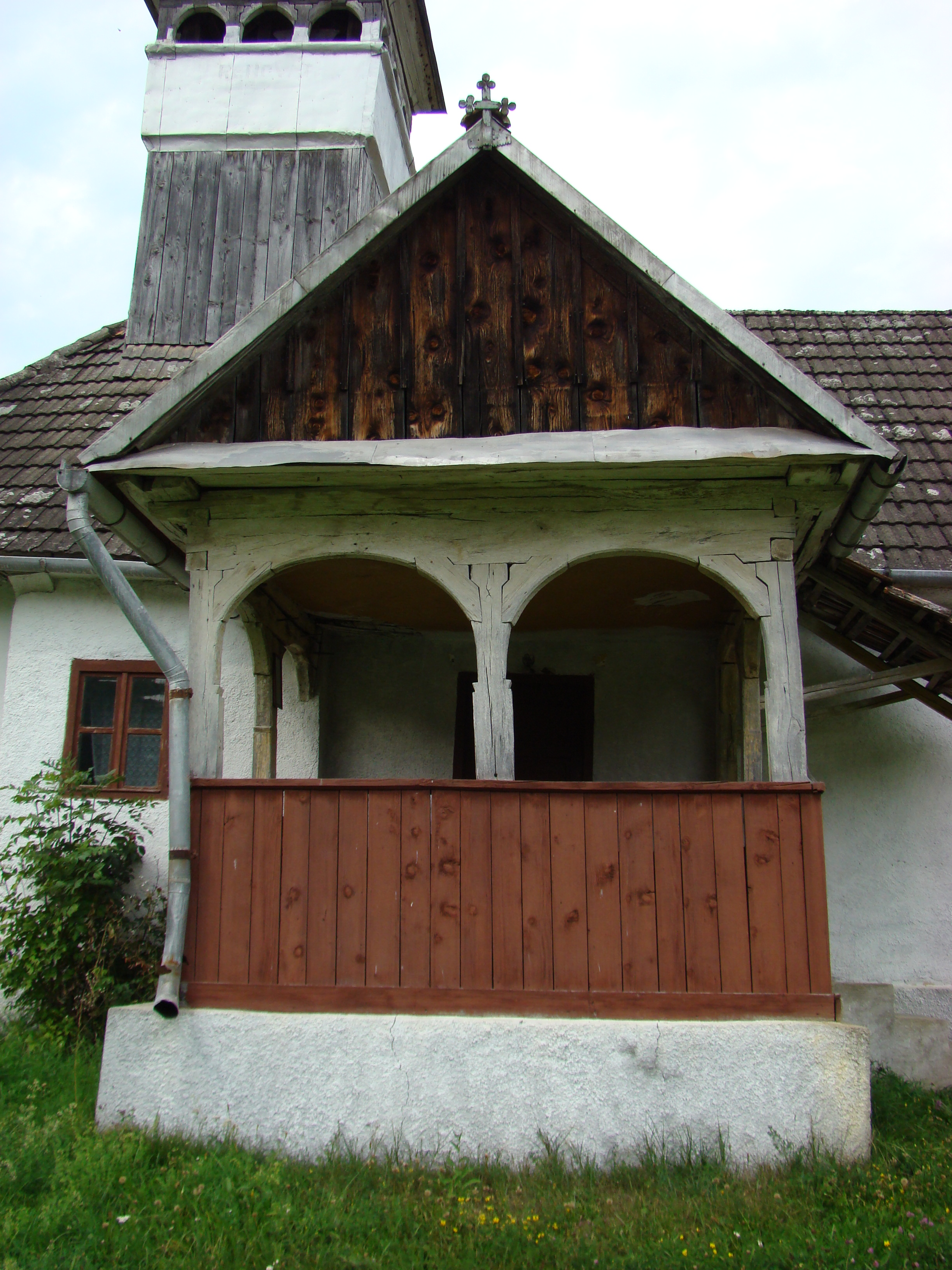
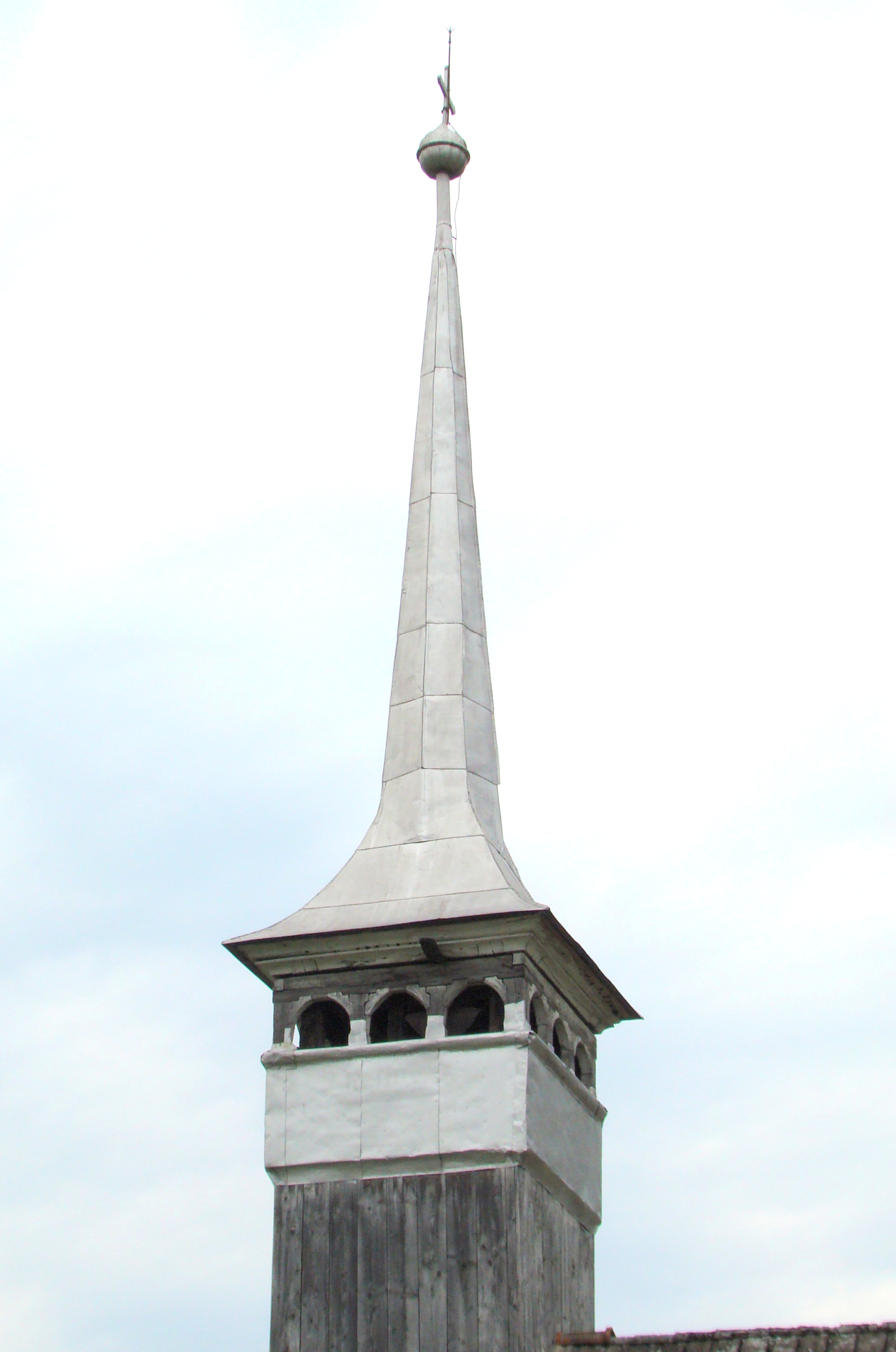
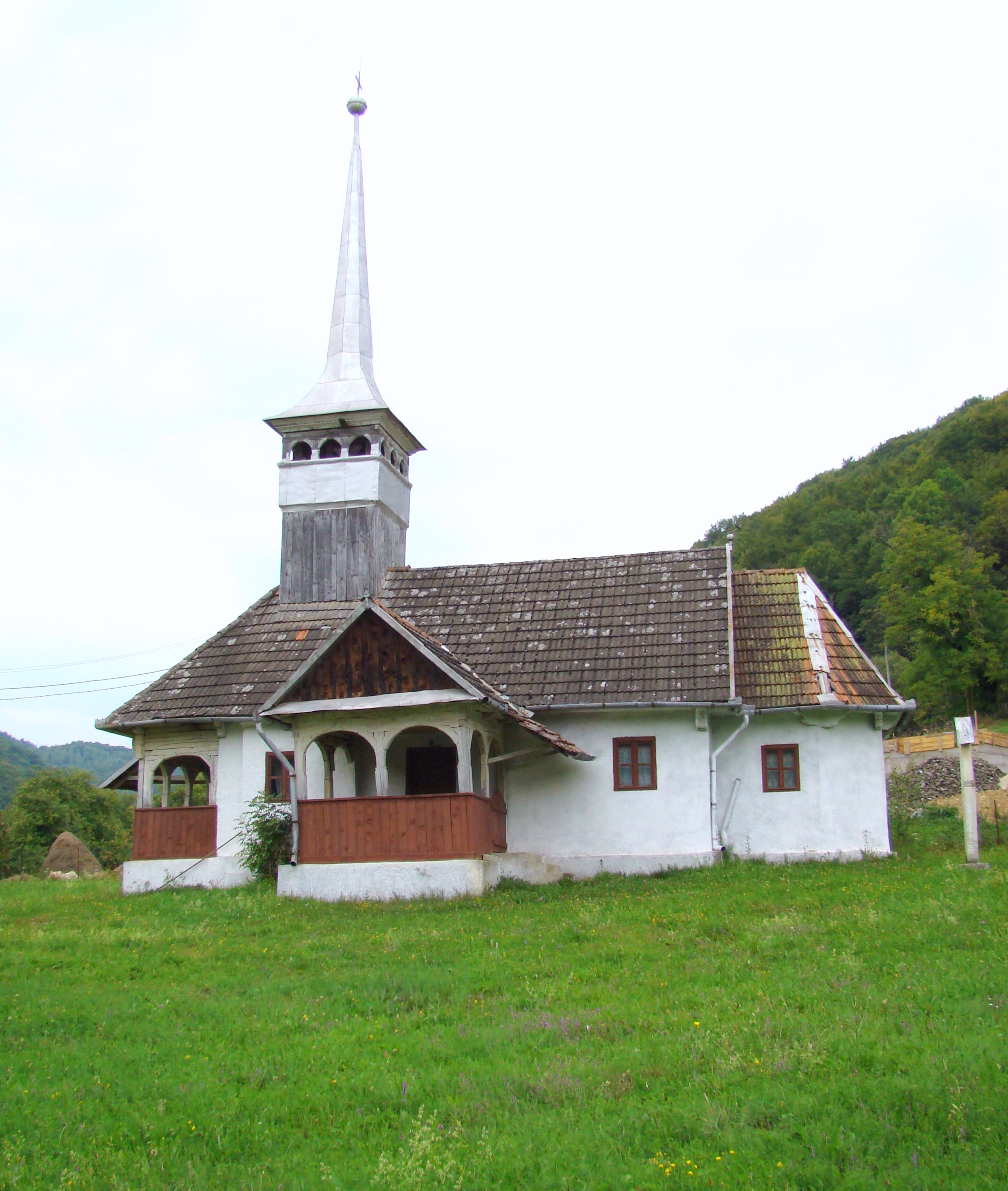
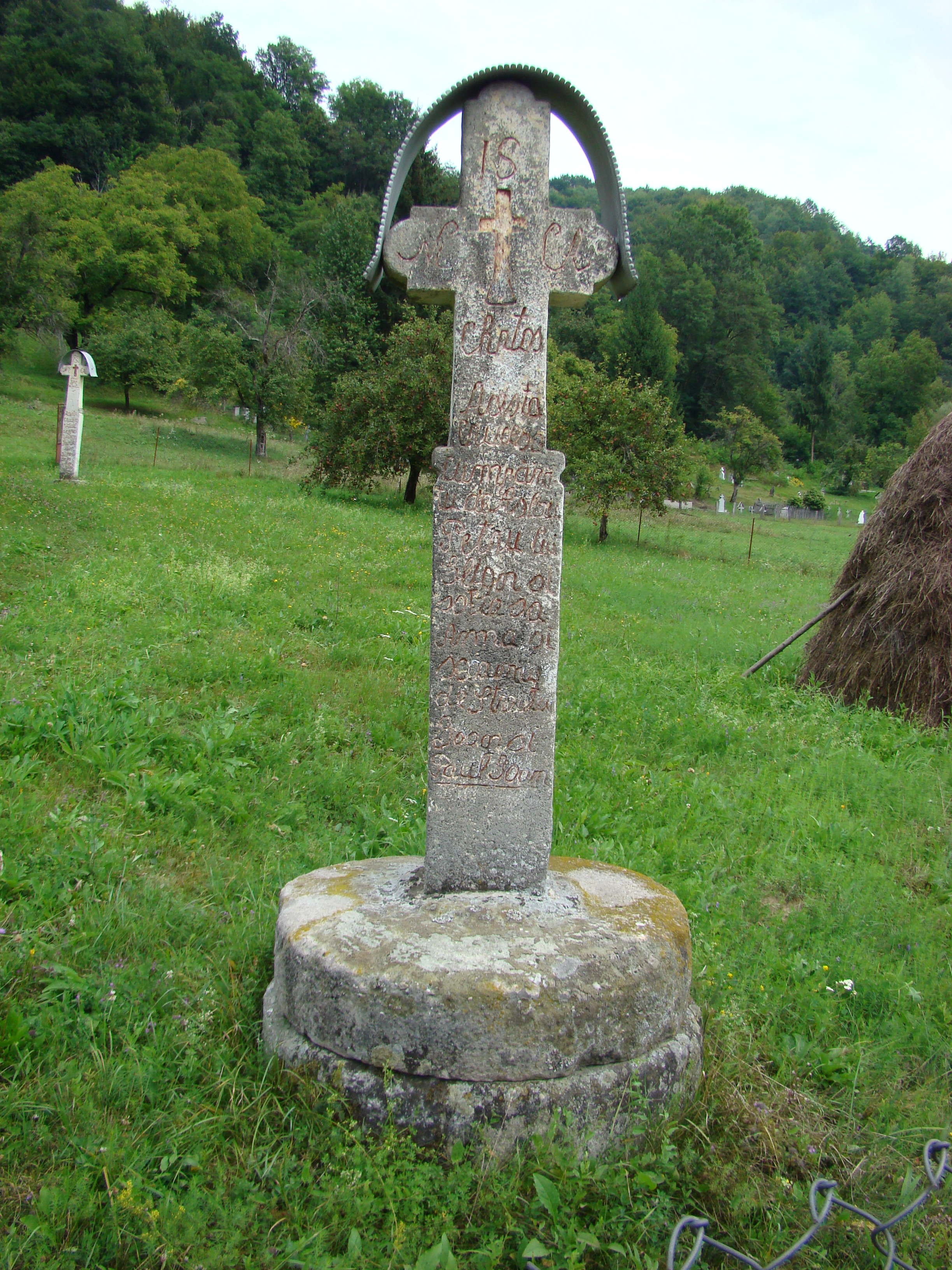
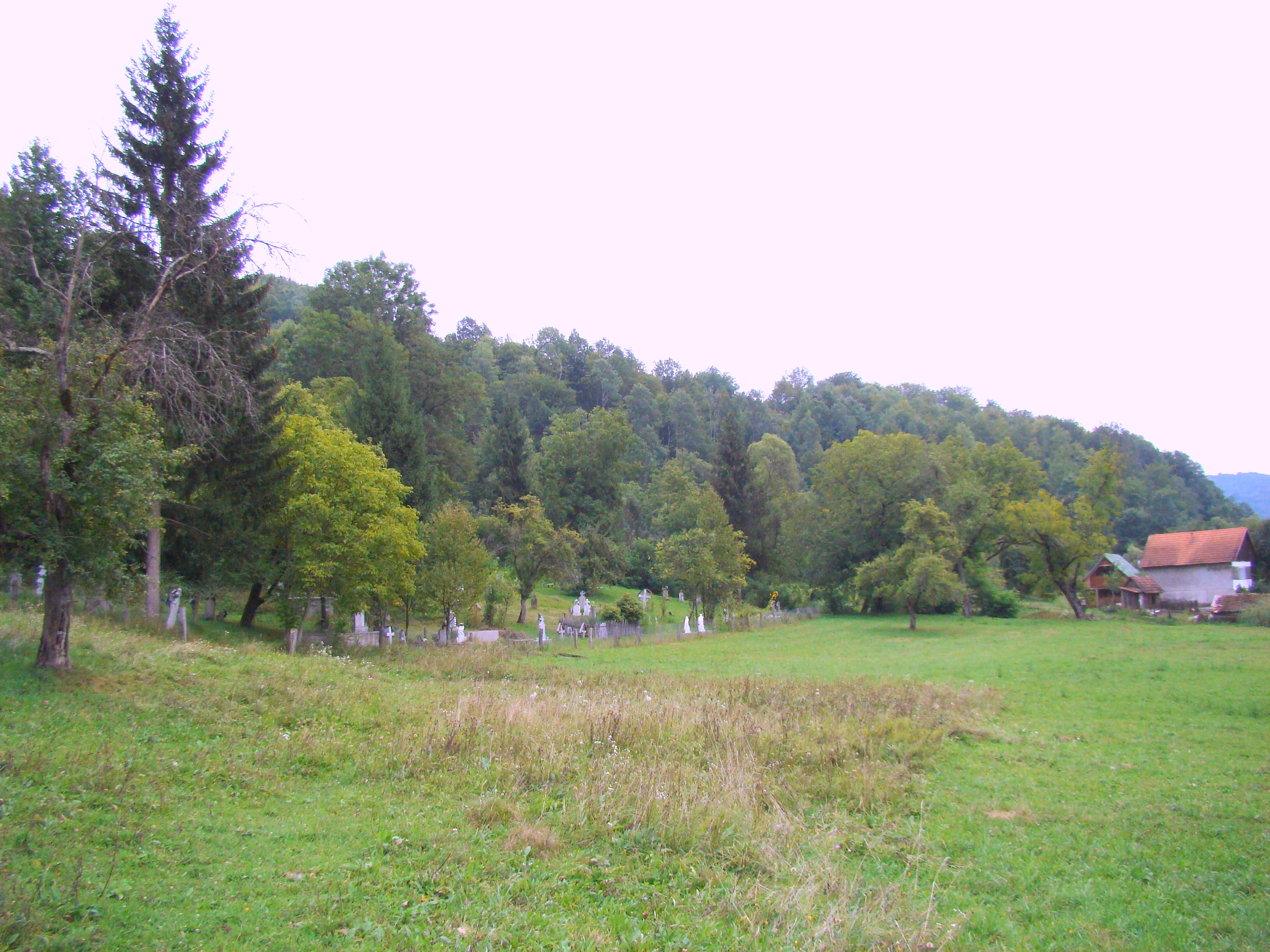
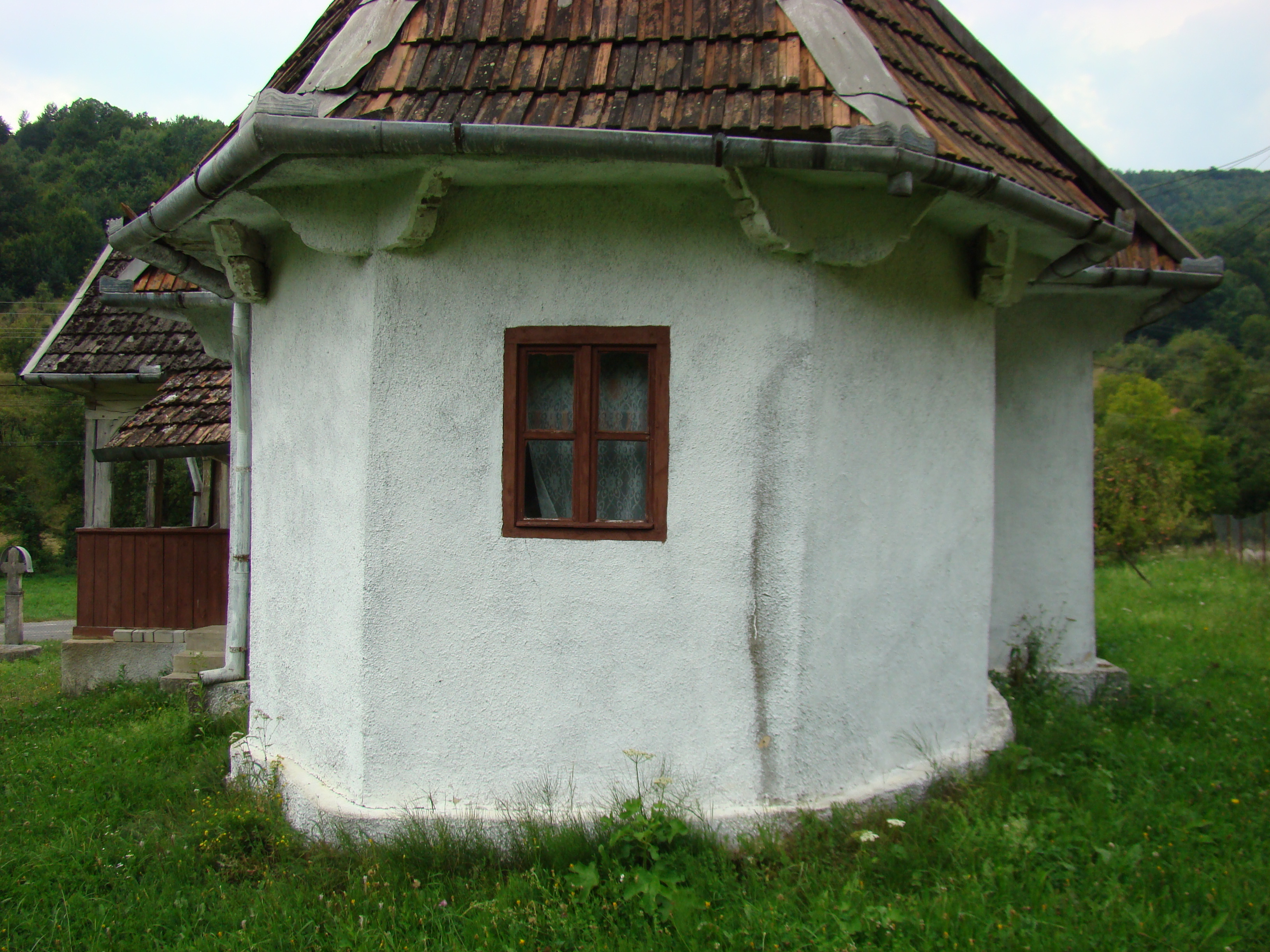
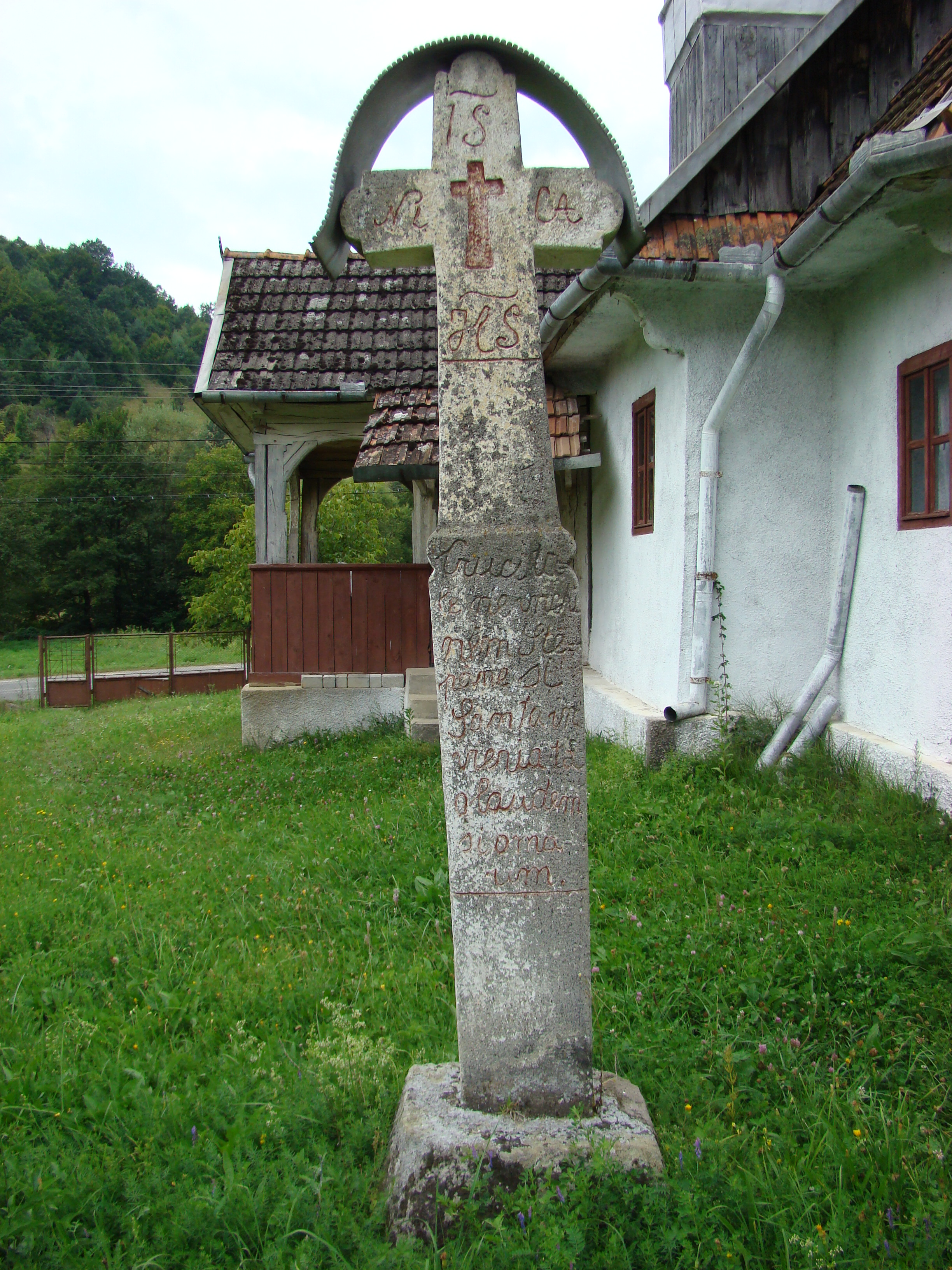
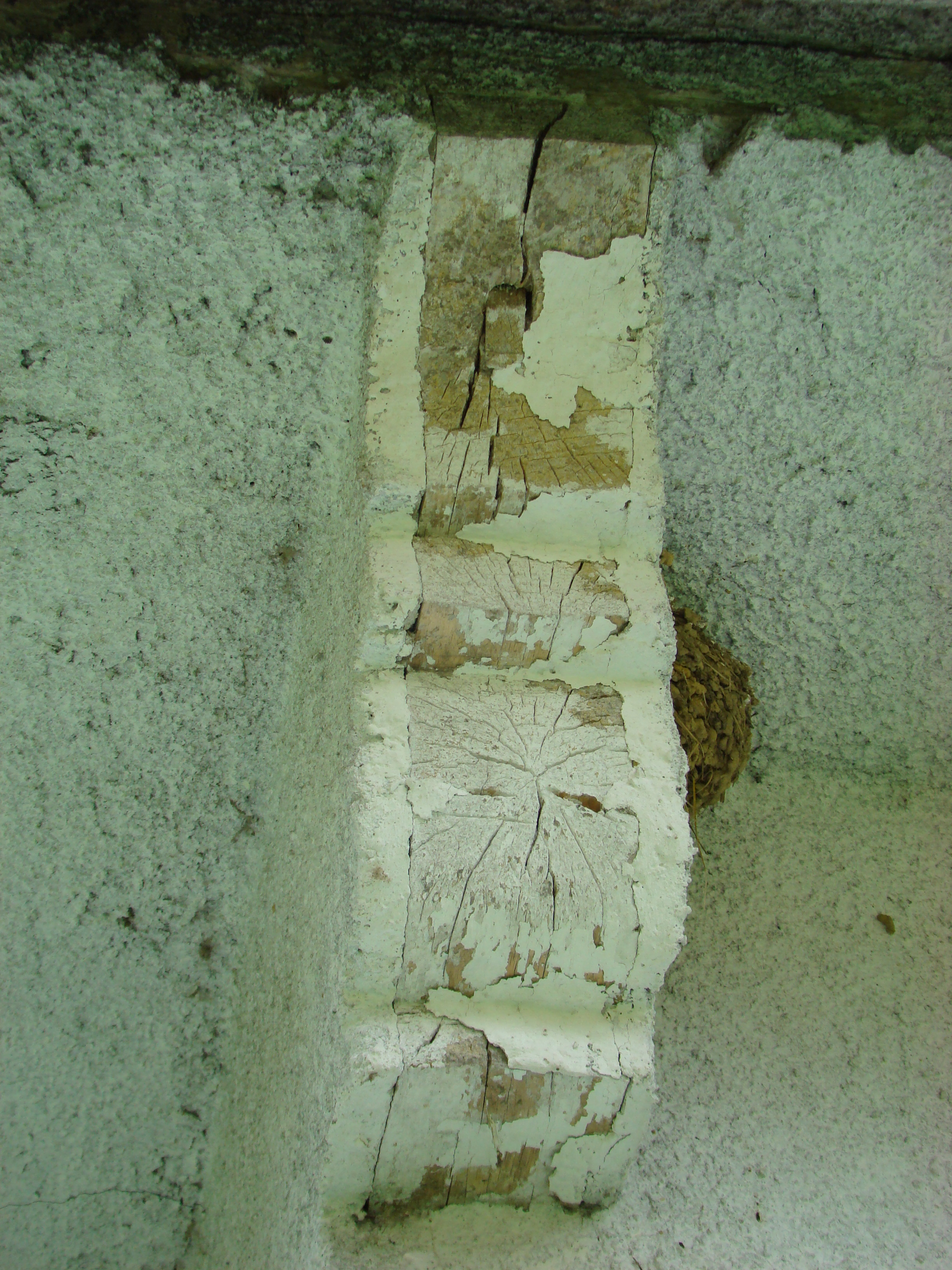
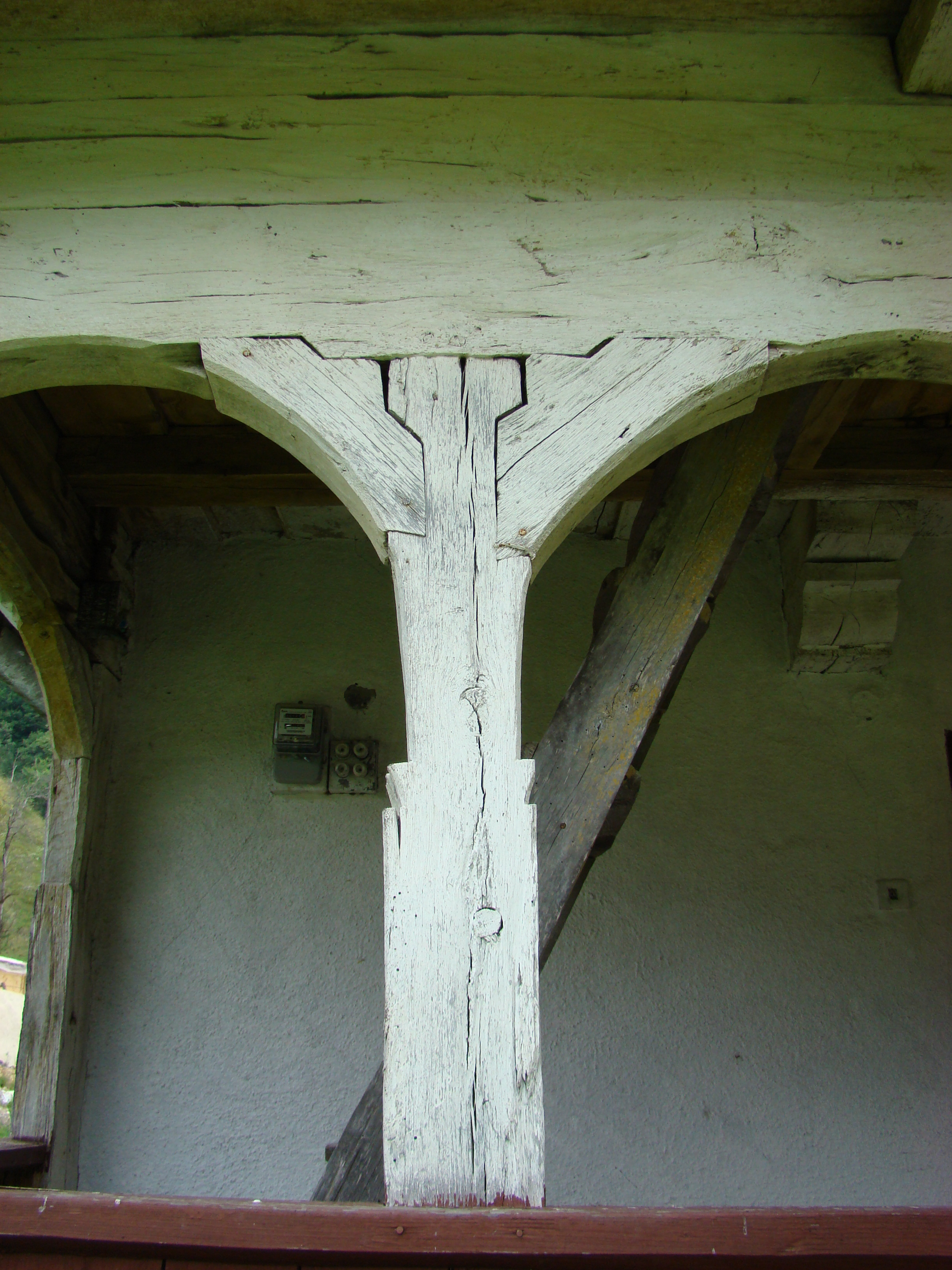
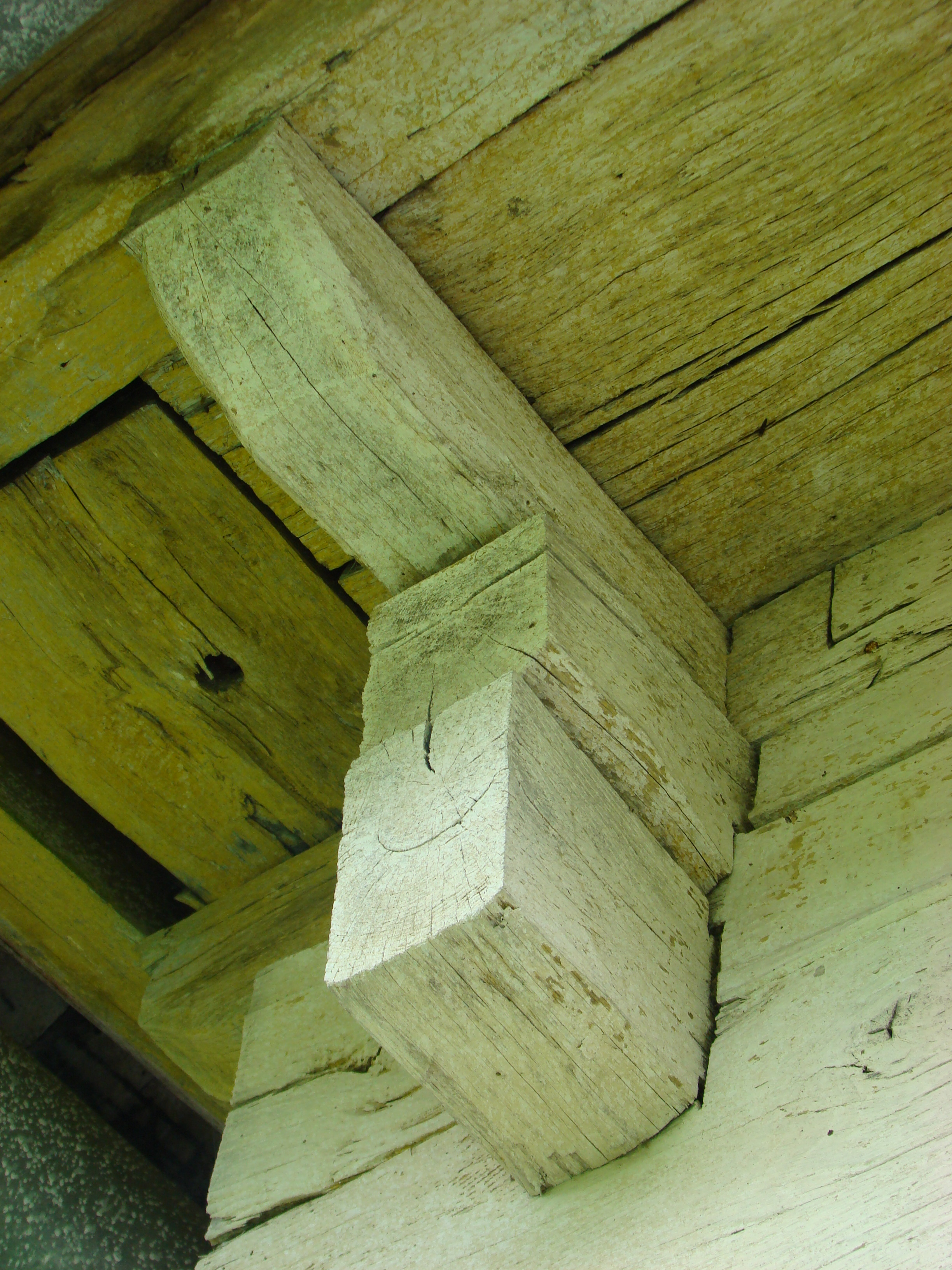
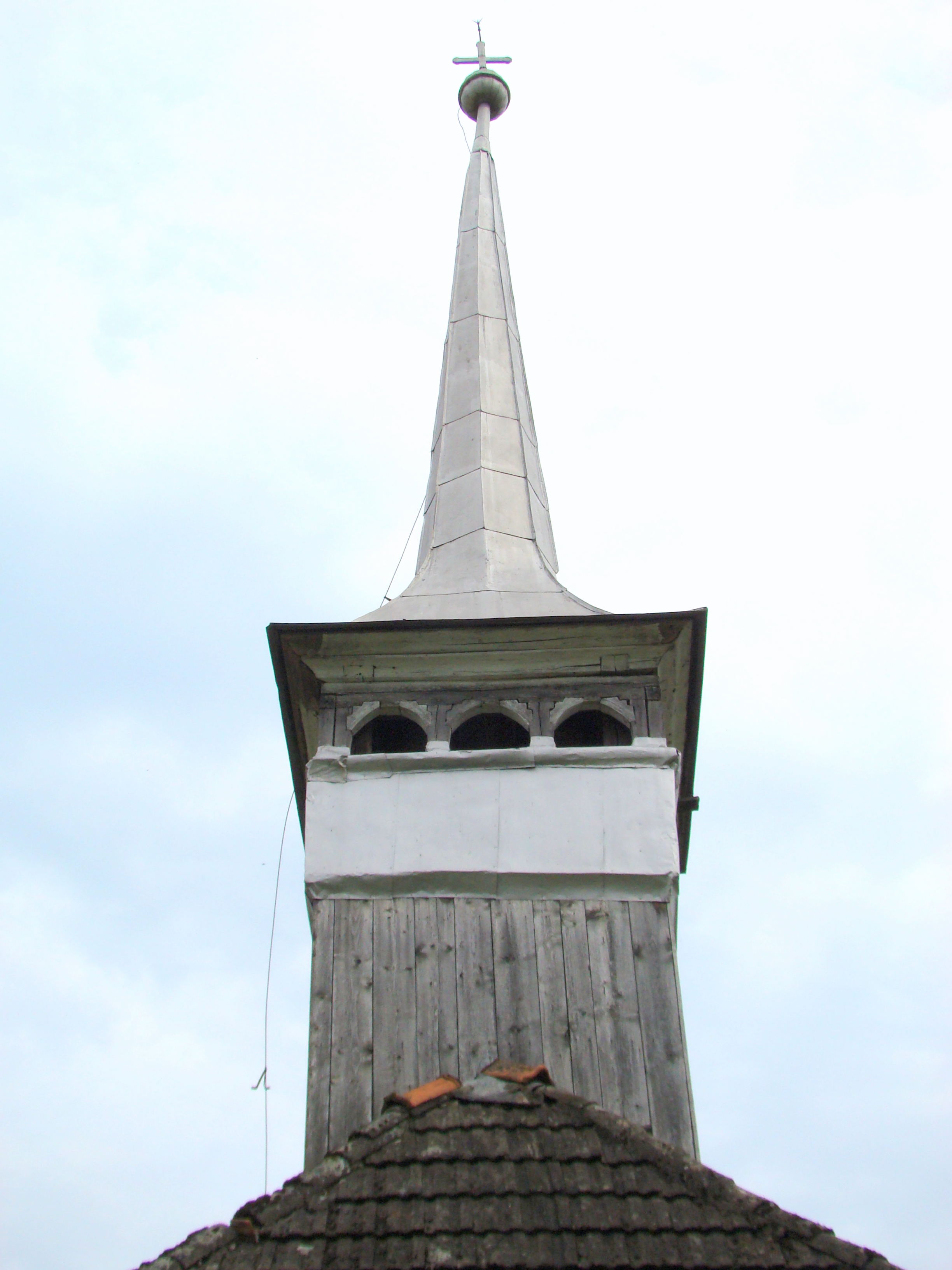
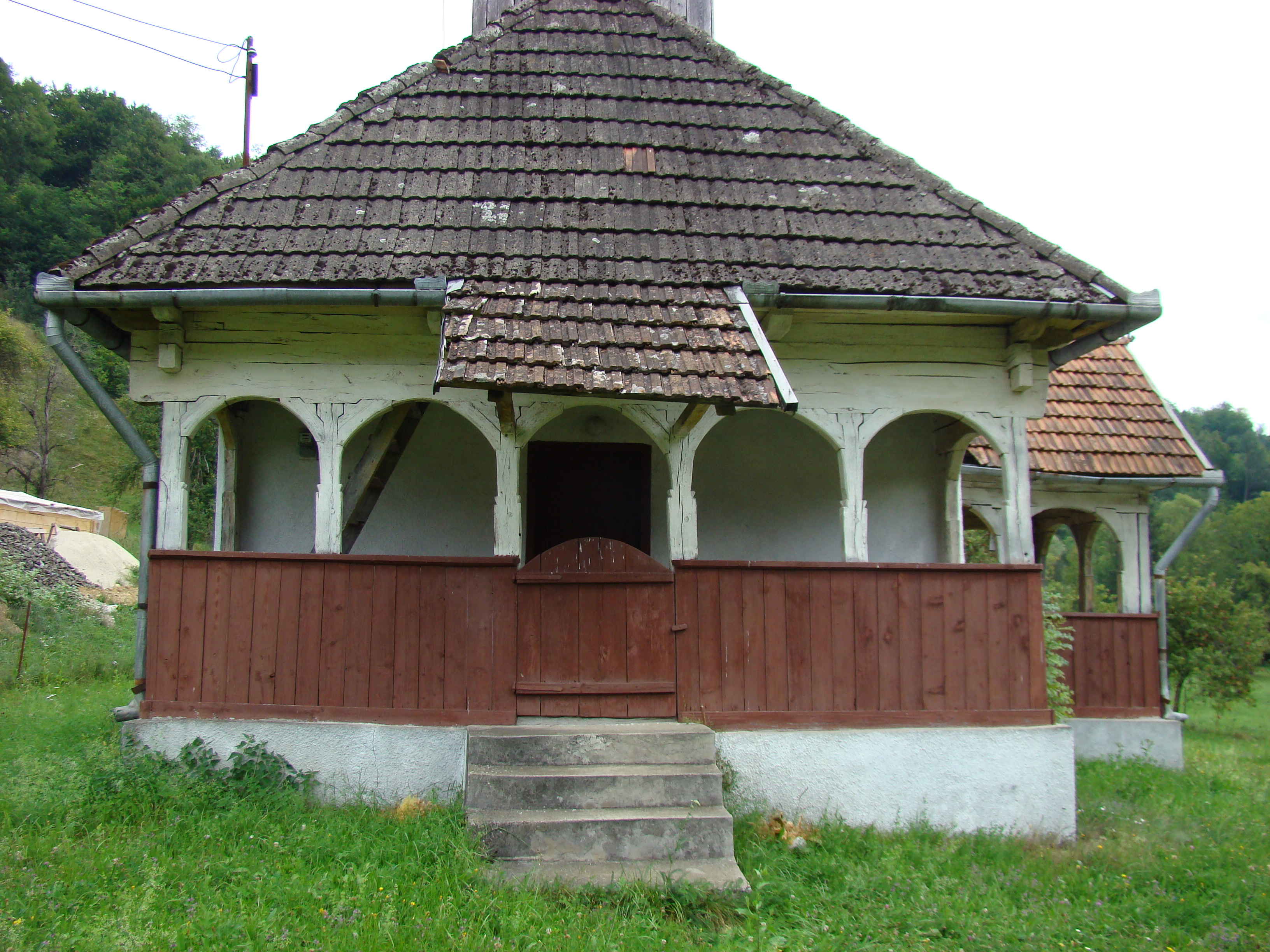
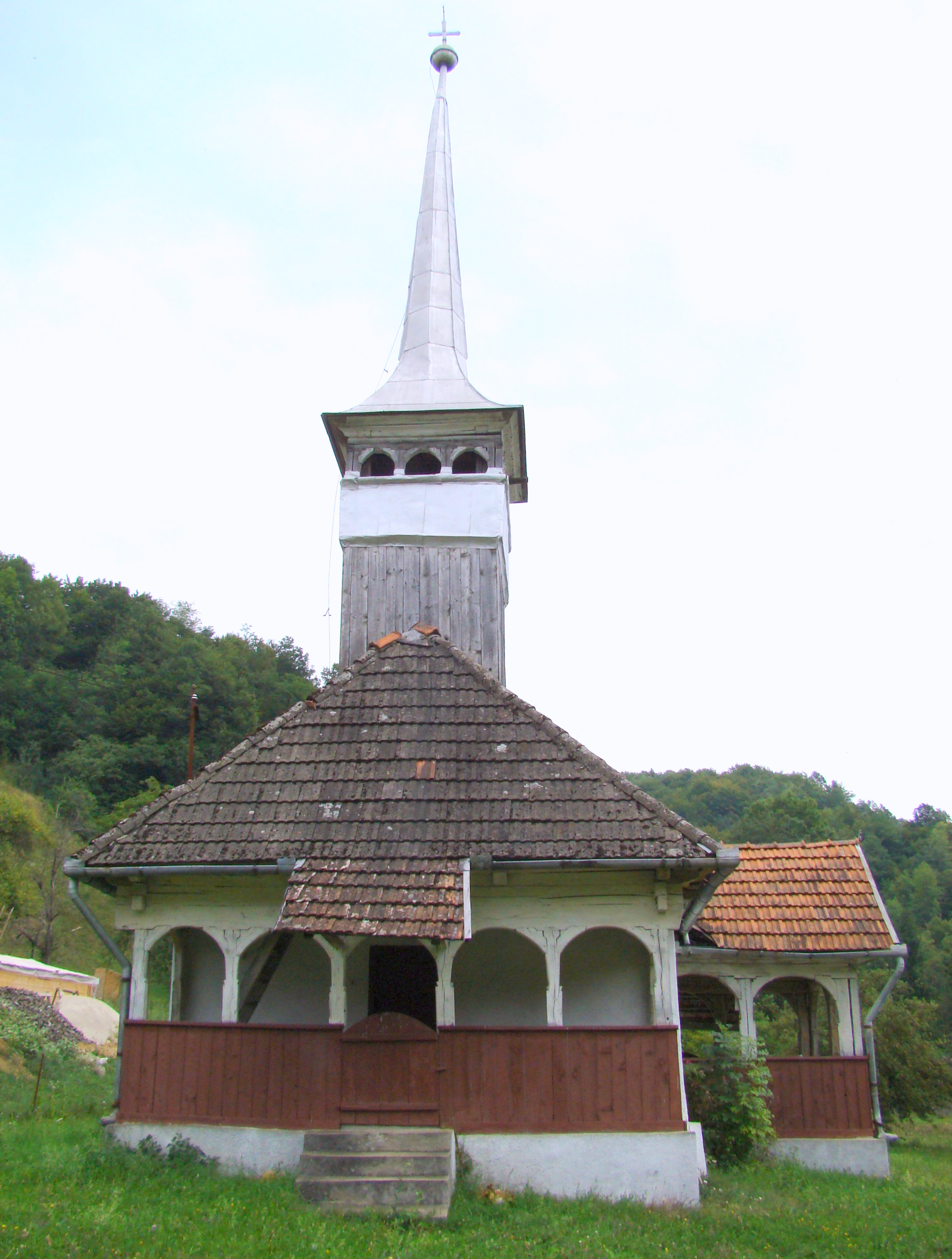
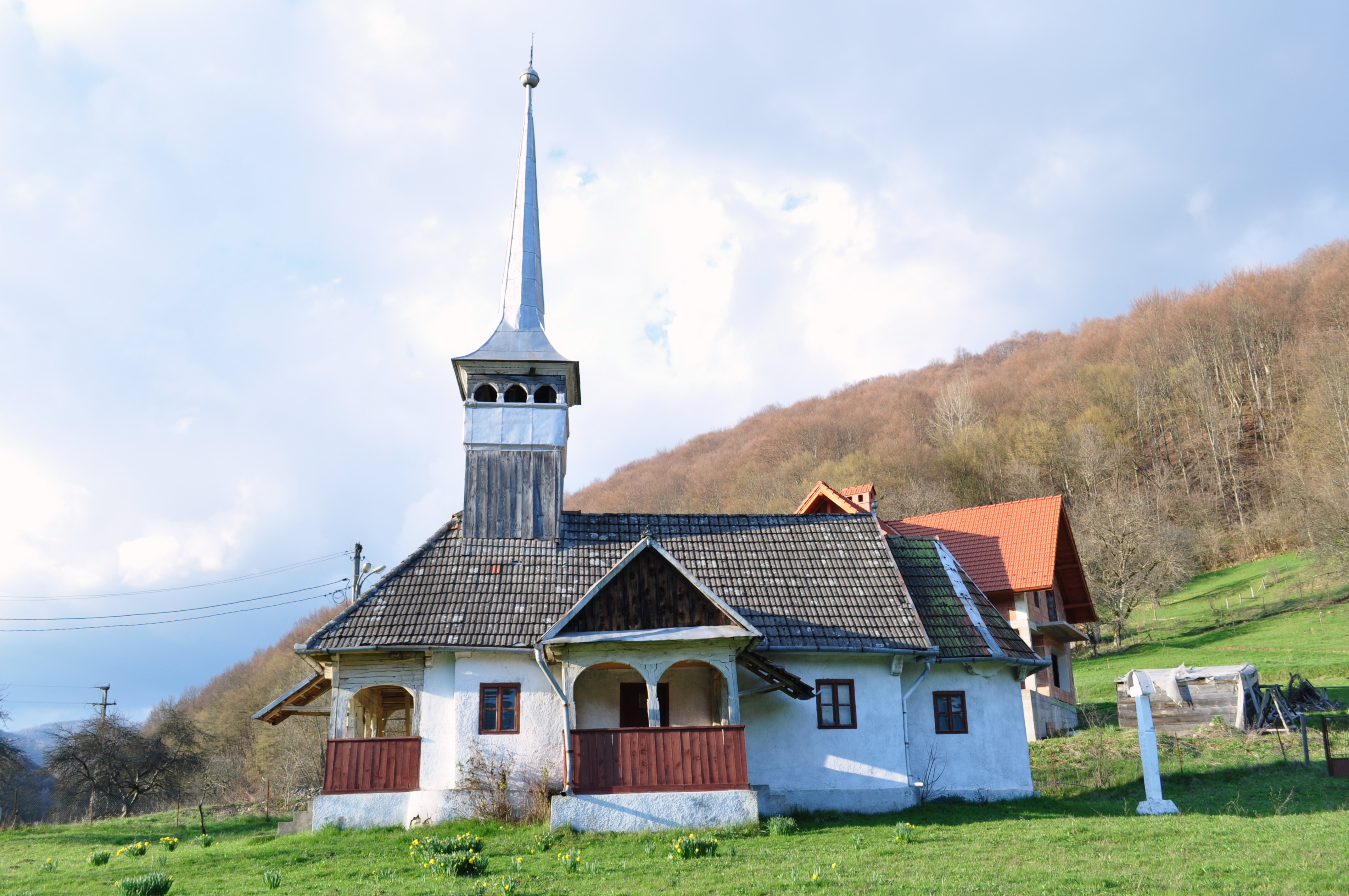
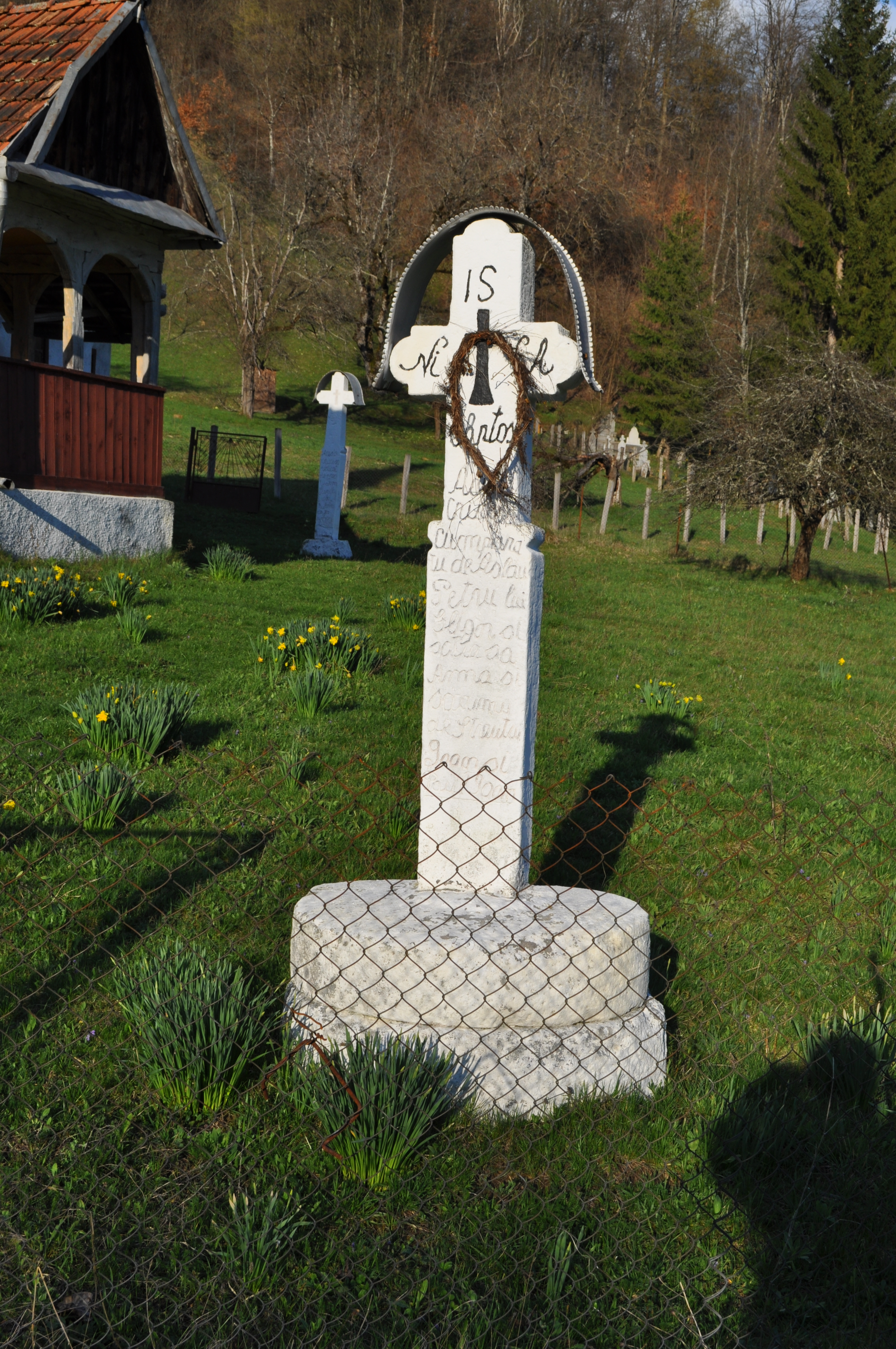
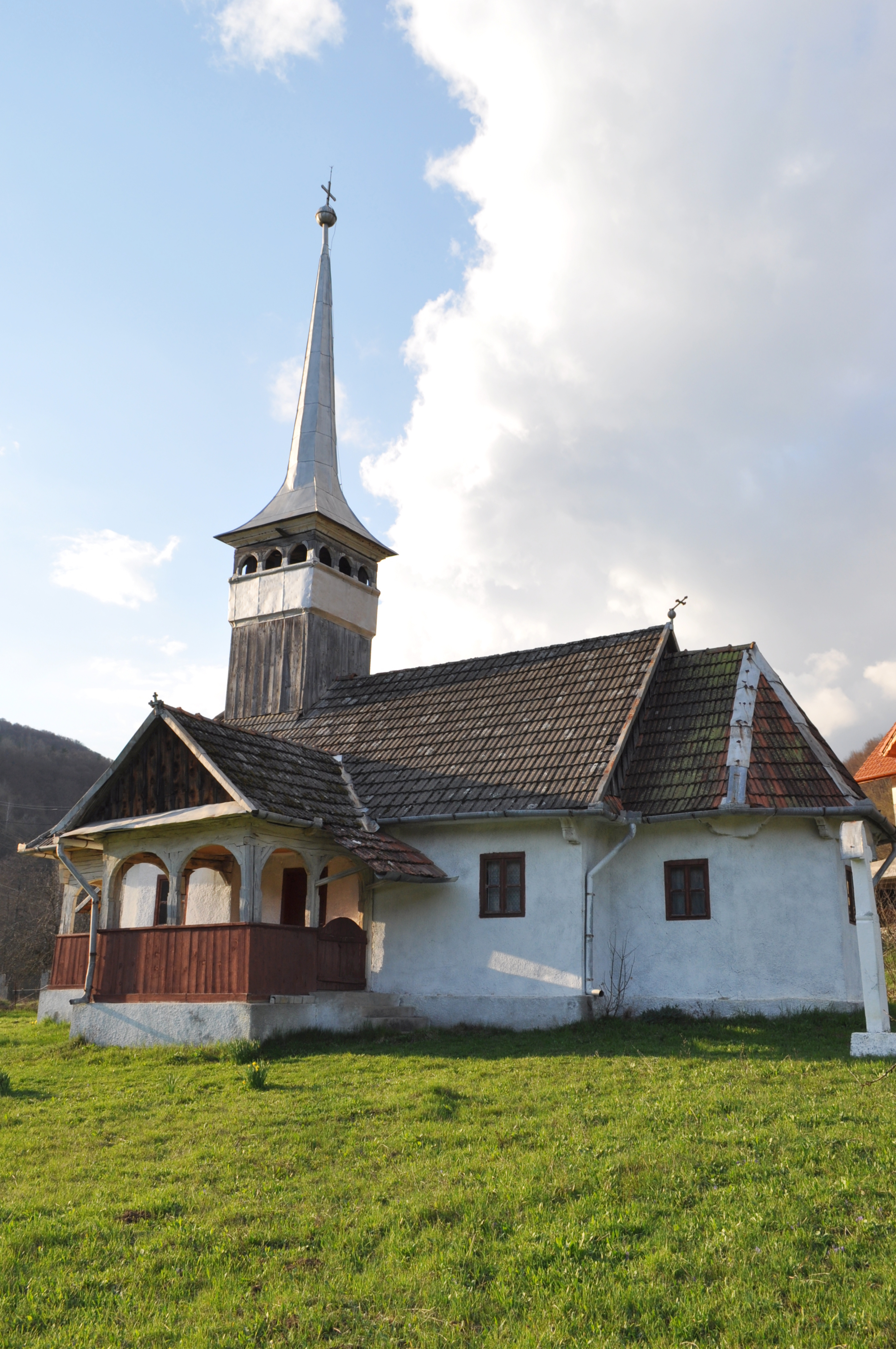
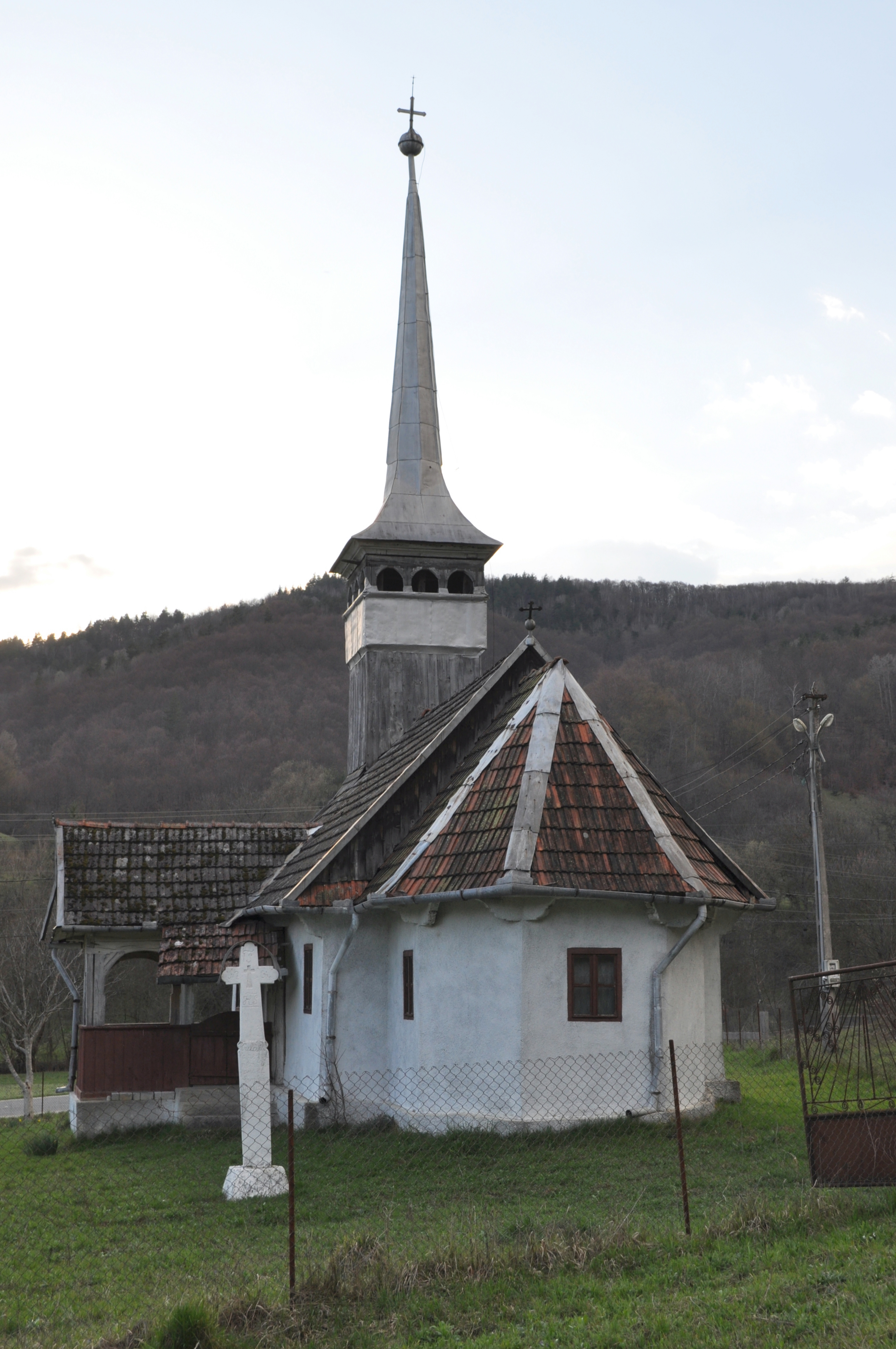
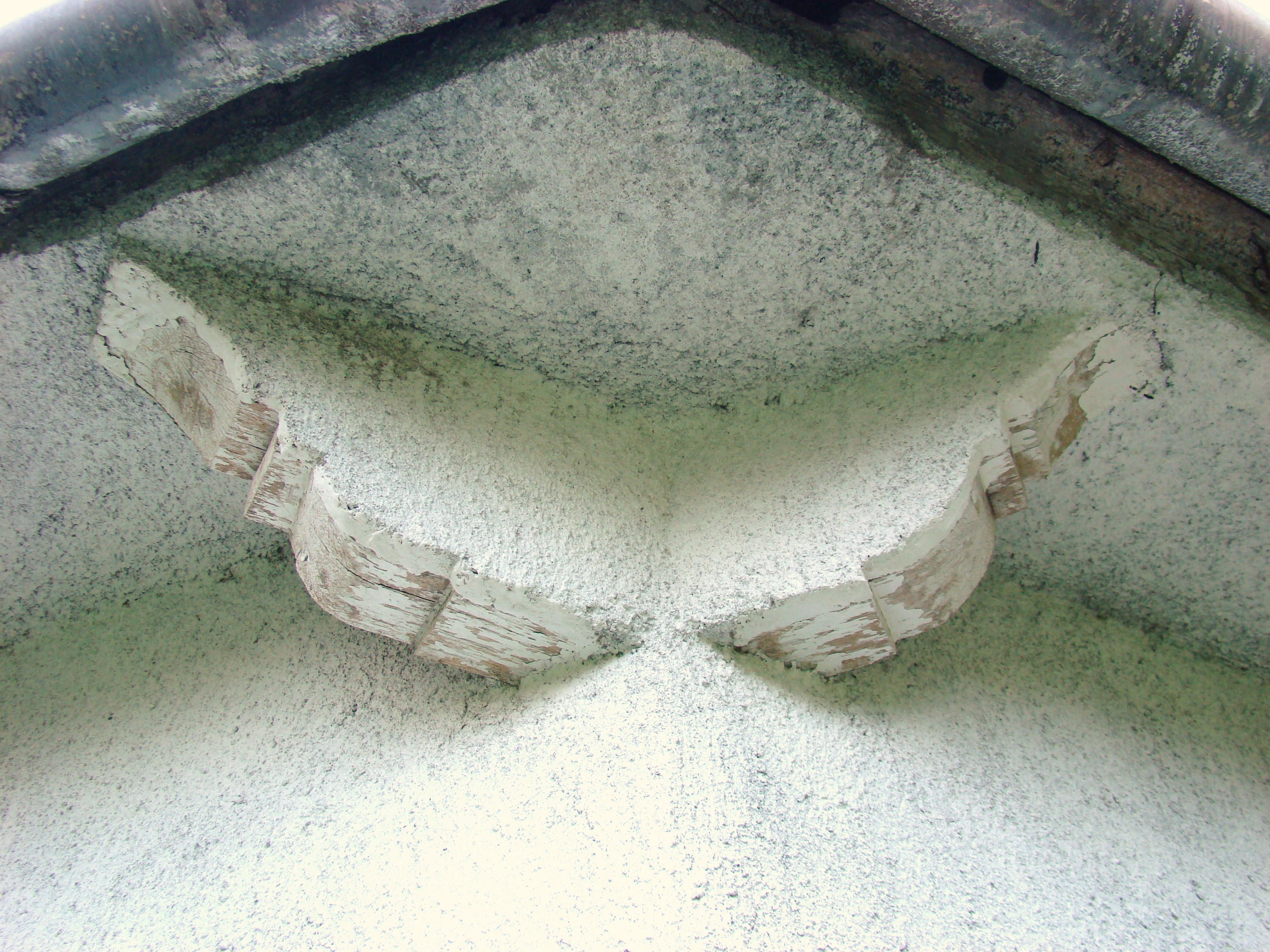
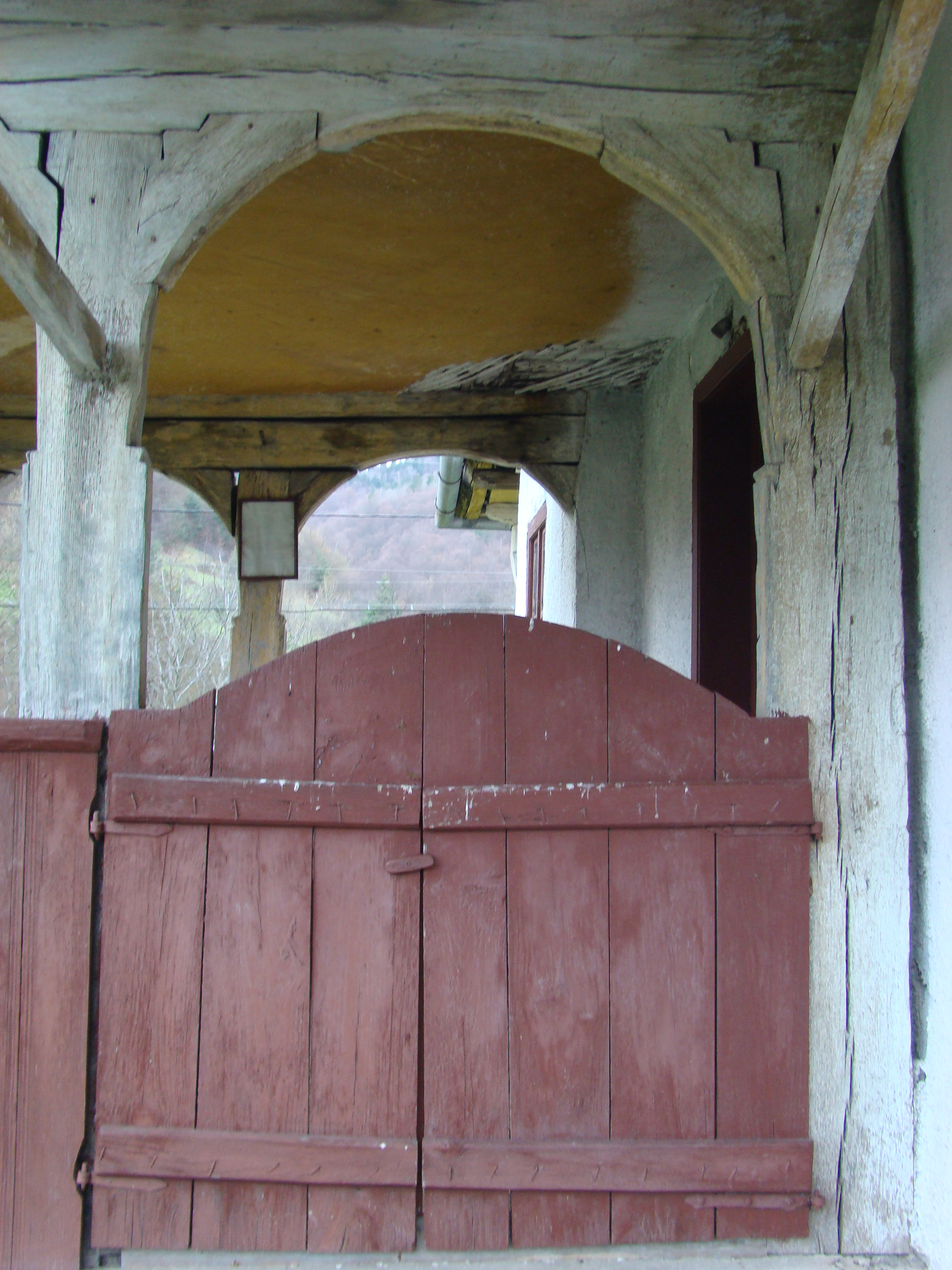
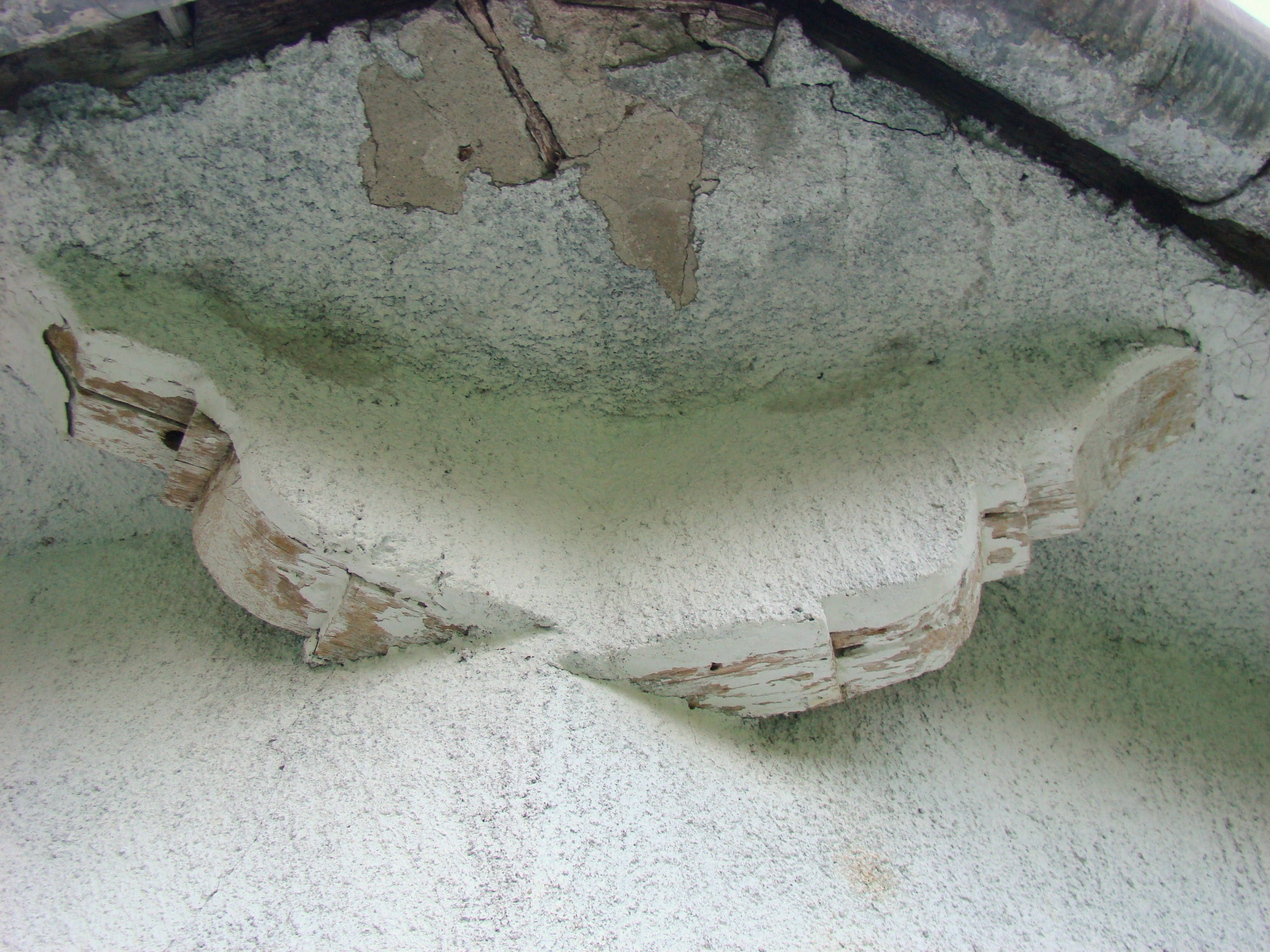
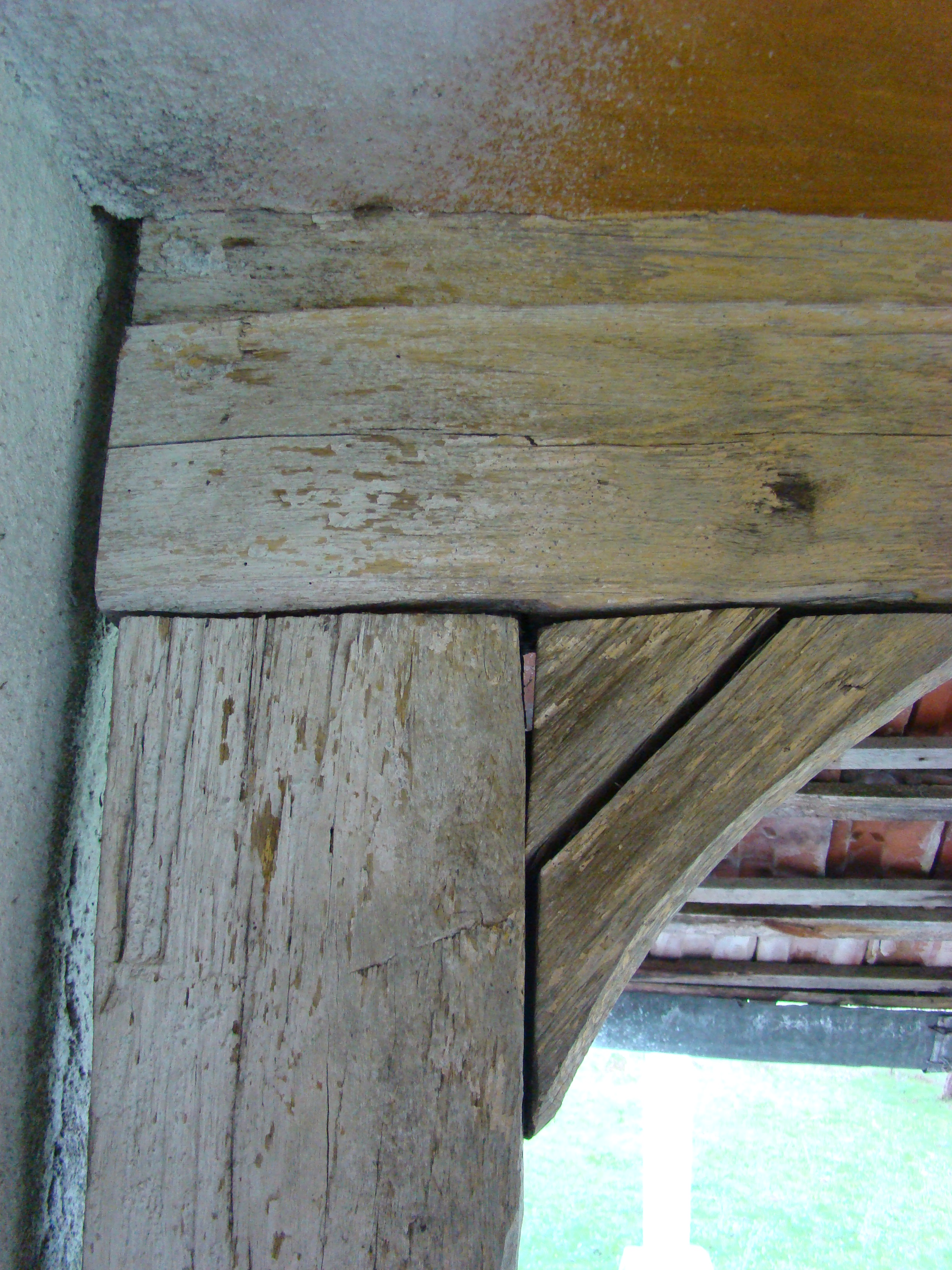
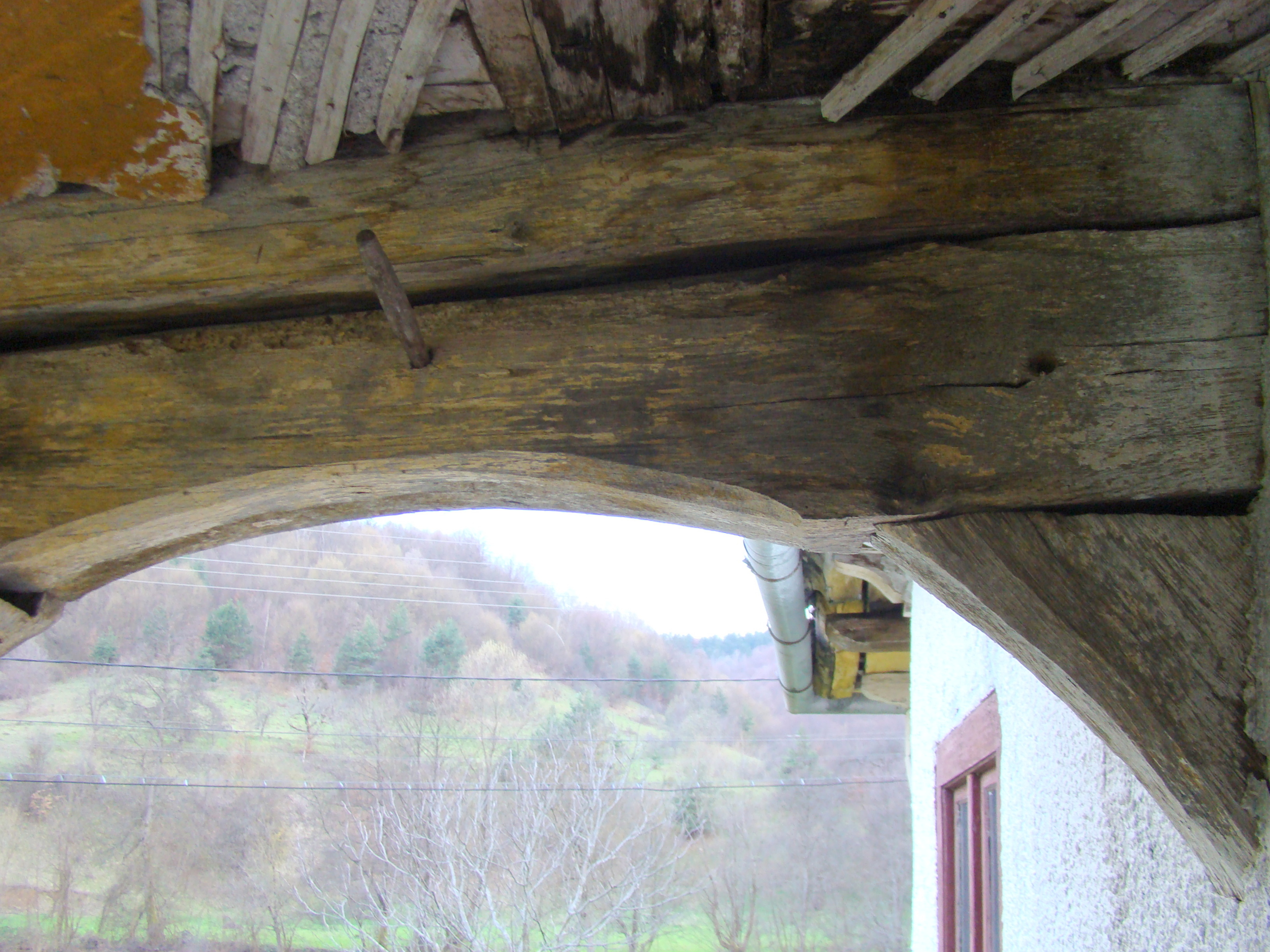
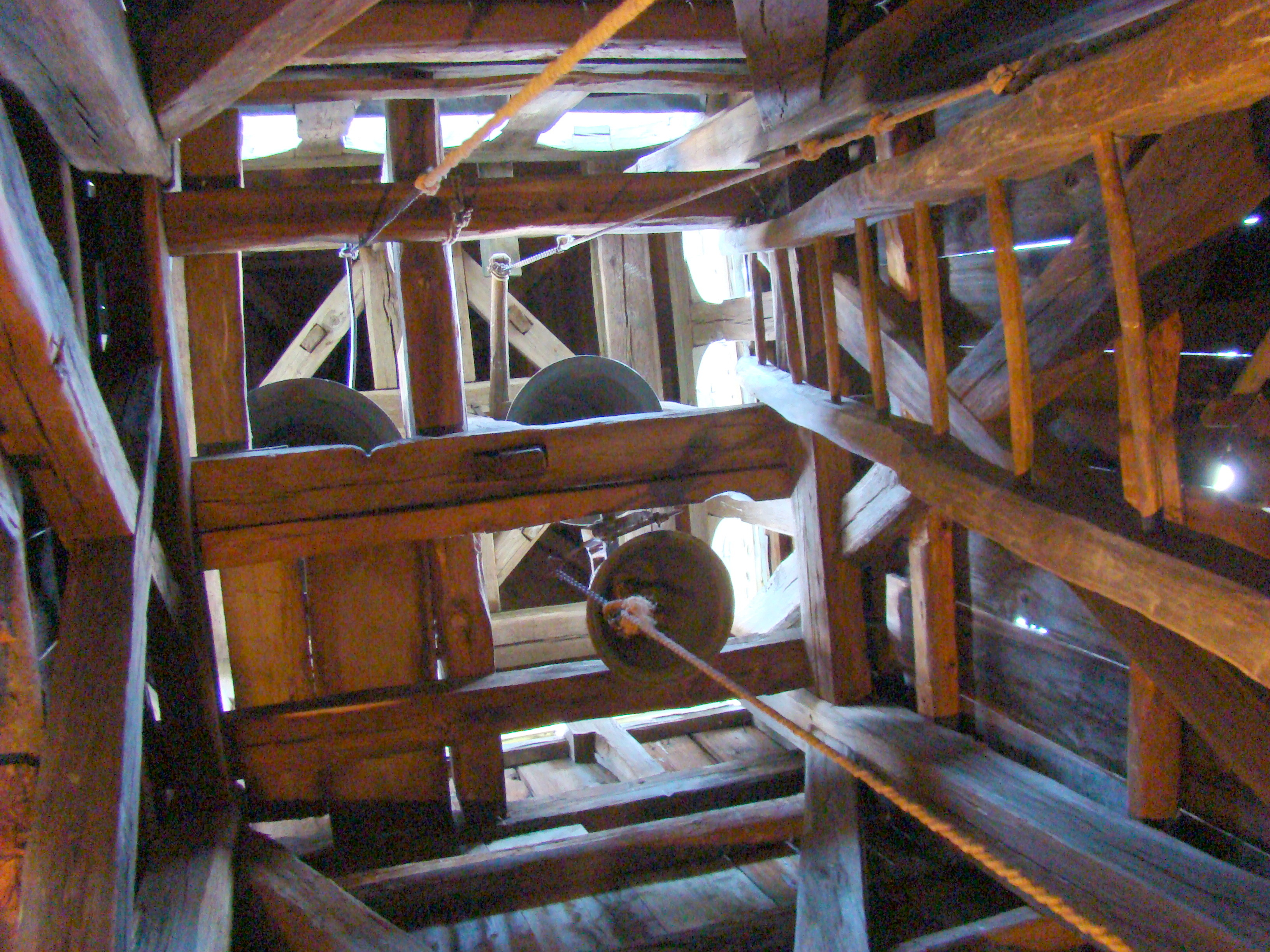
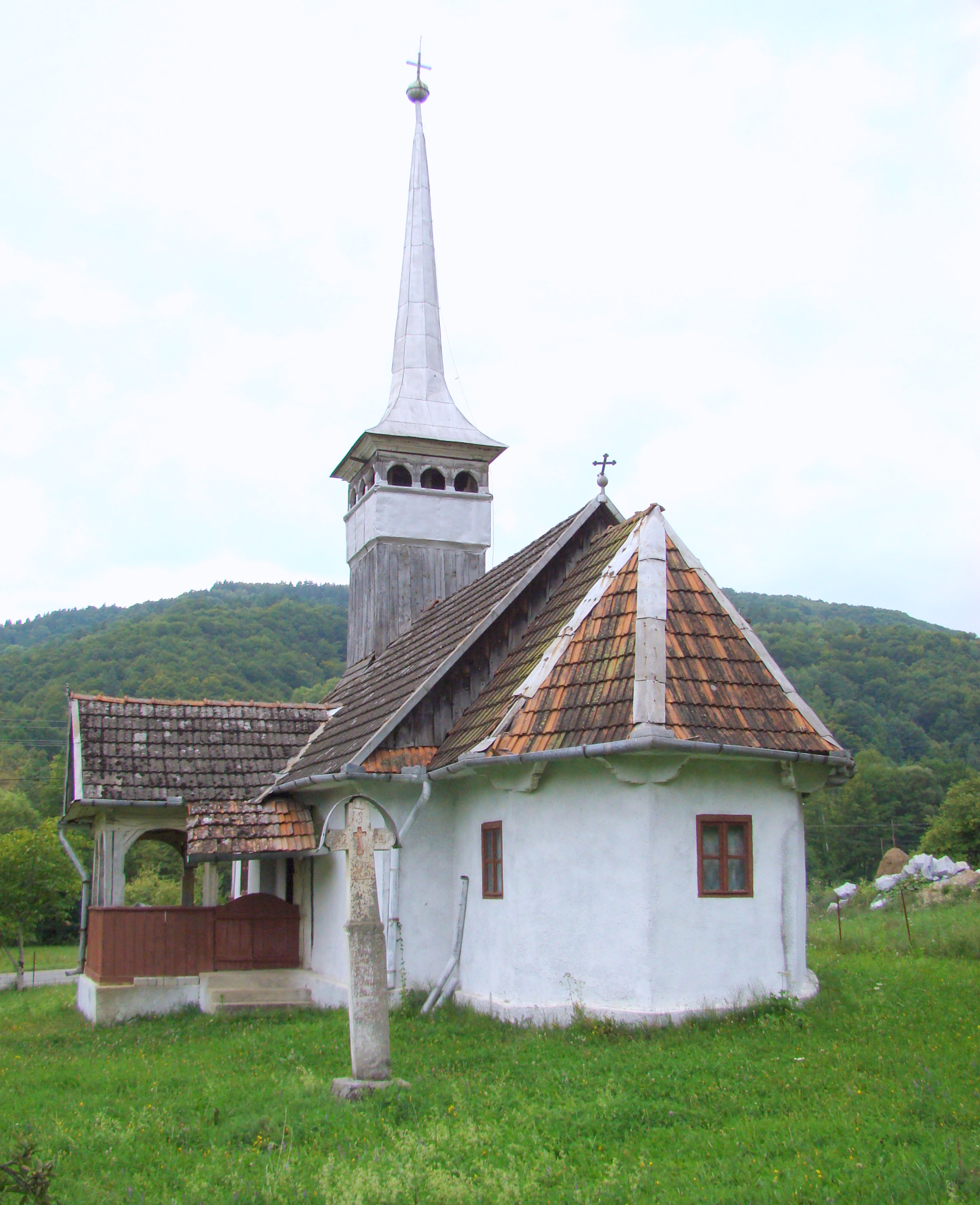
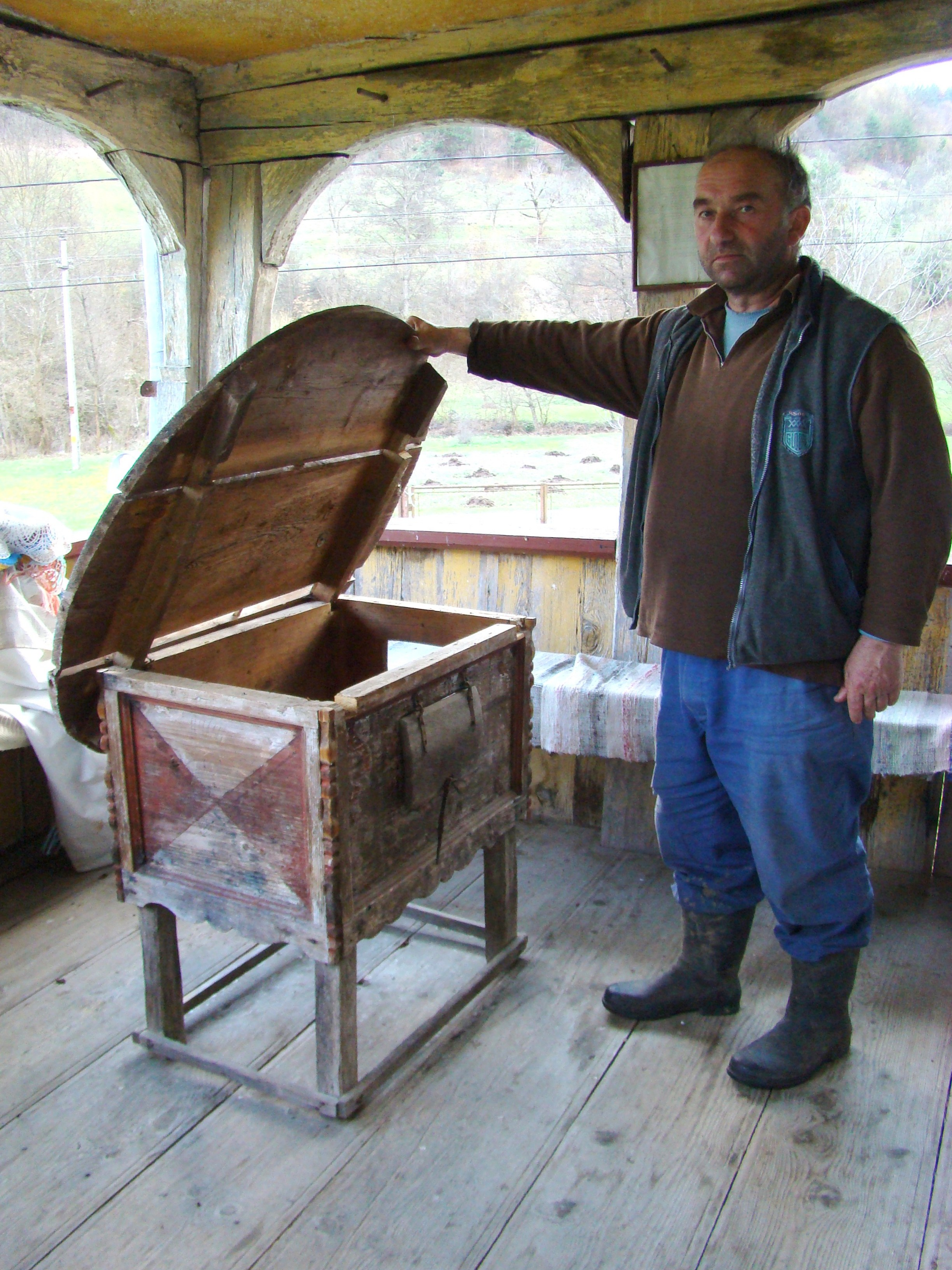
Crâsnicul Danciu Pavel deschizând vechea masă a altarului
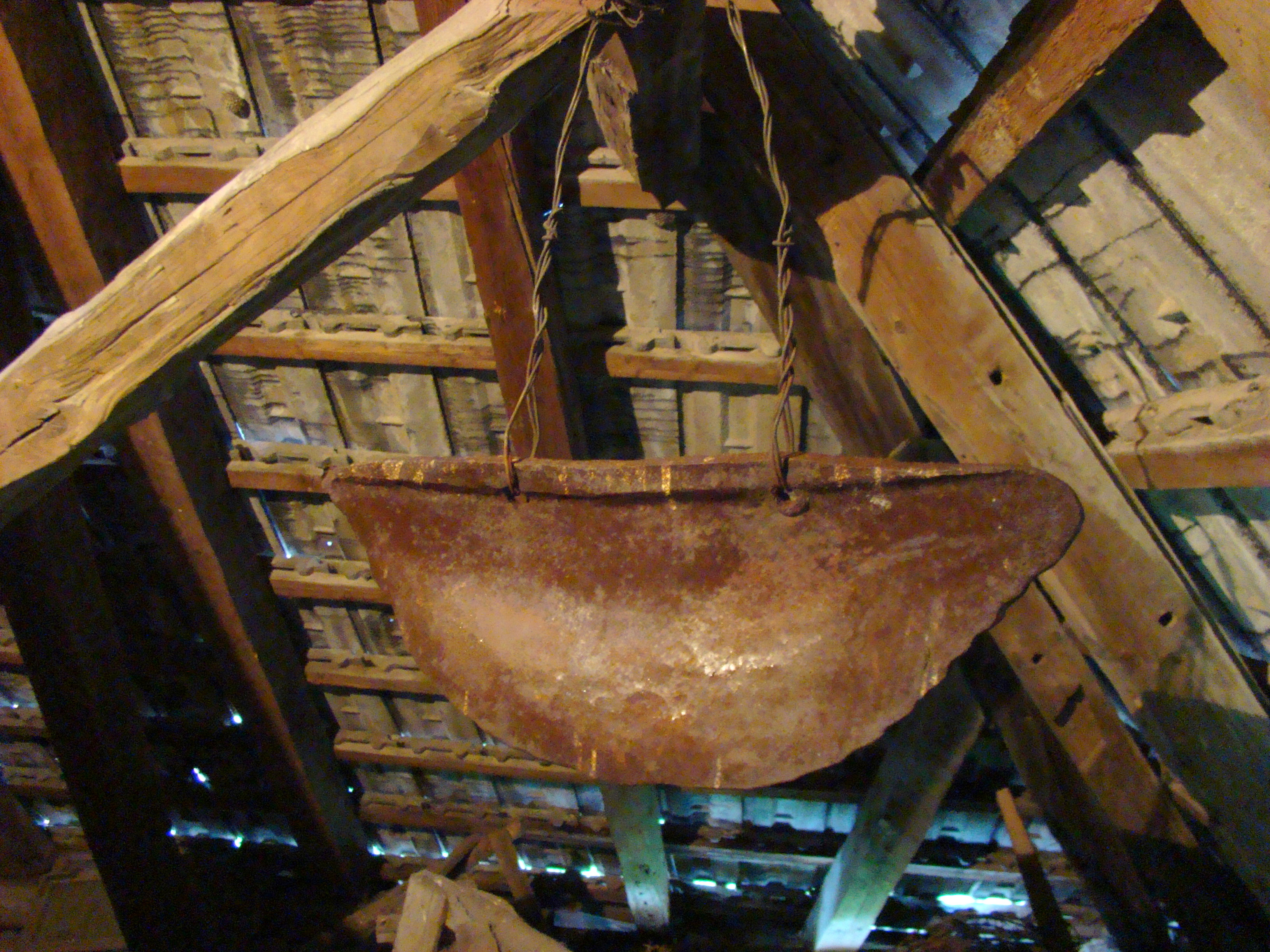
Toaca de fier din podul bisericii

## Imagini din interior

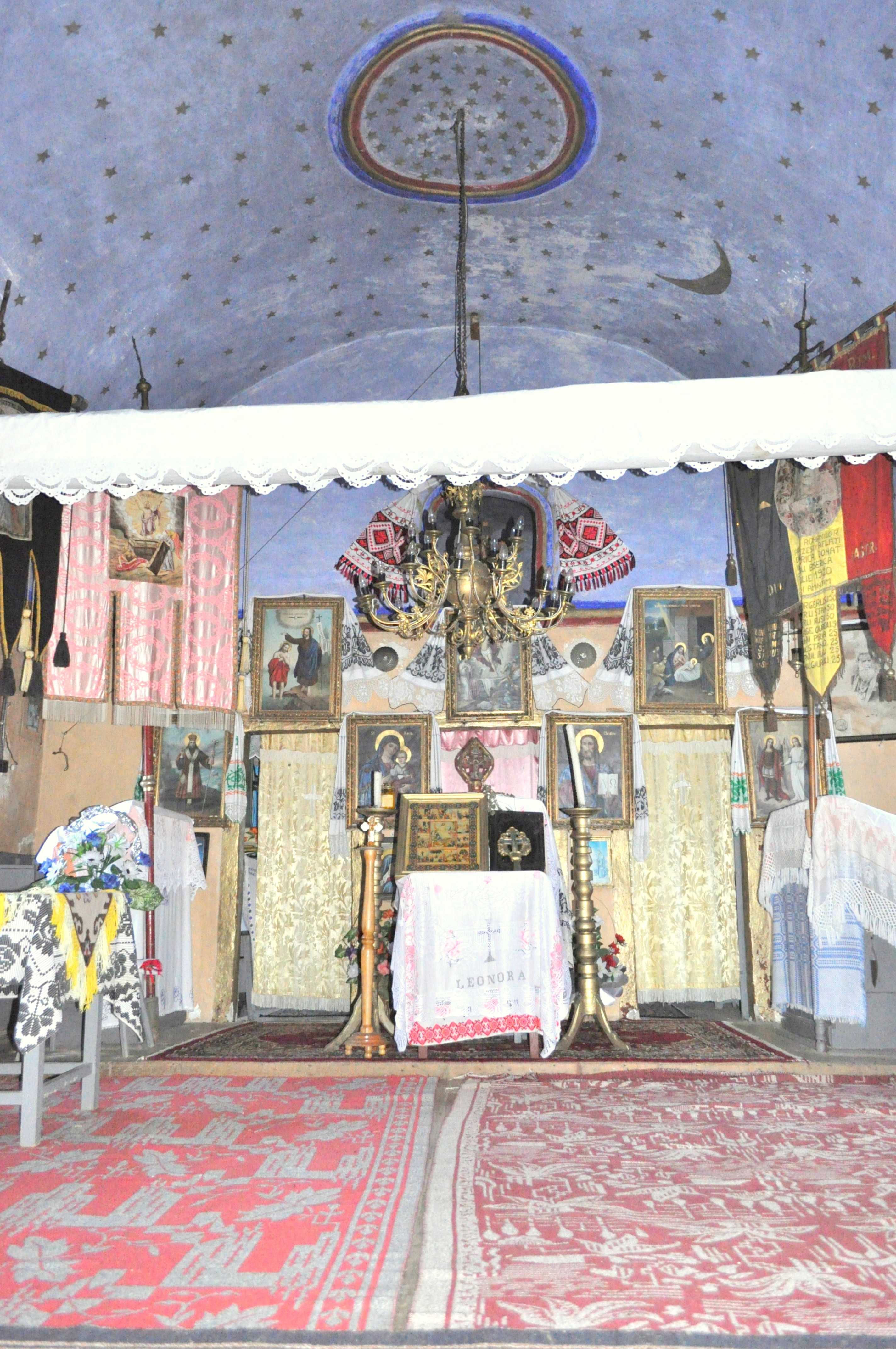
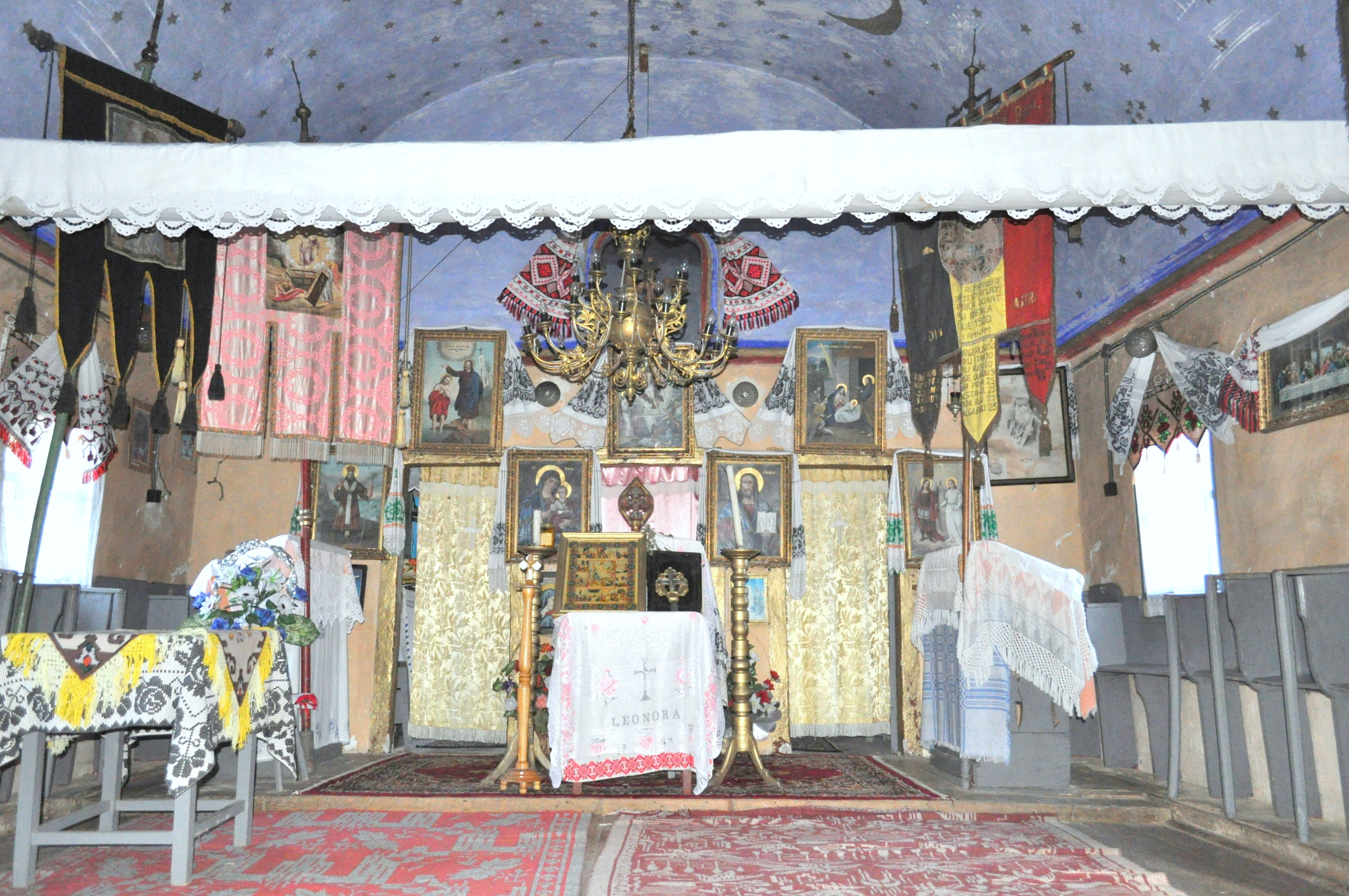
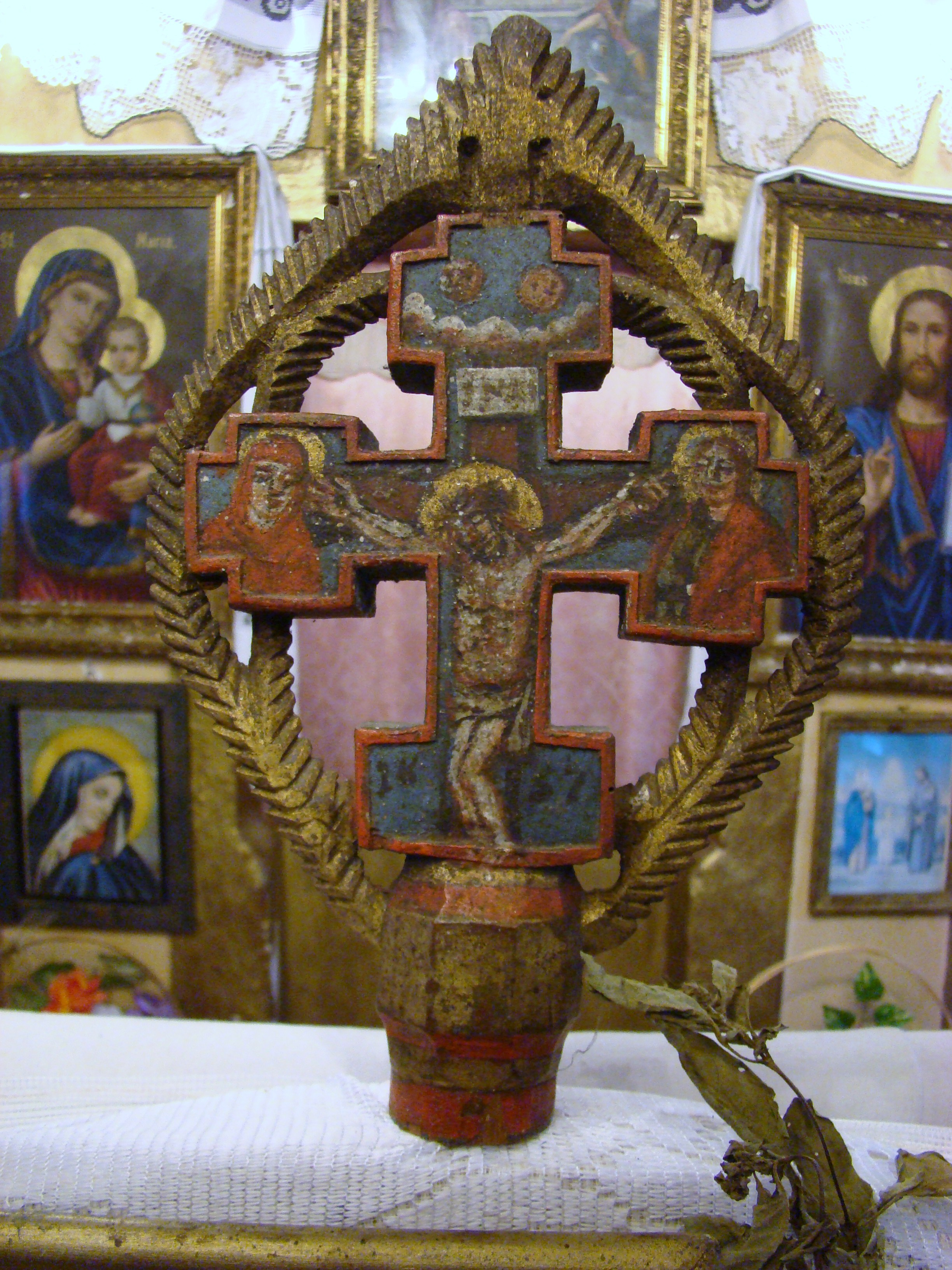
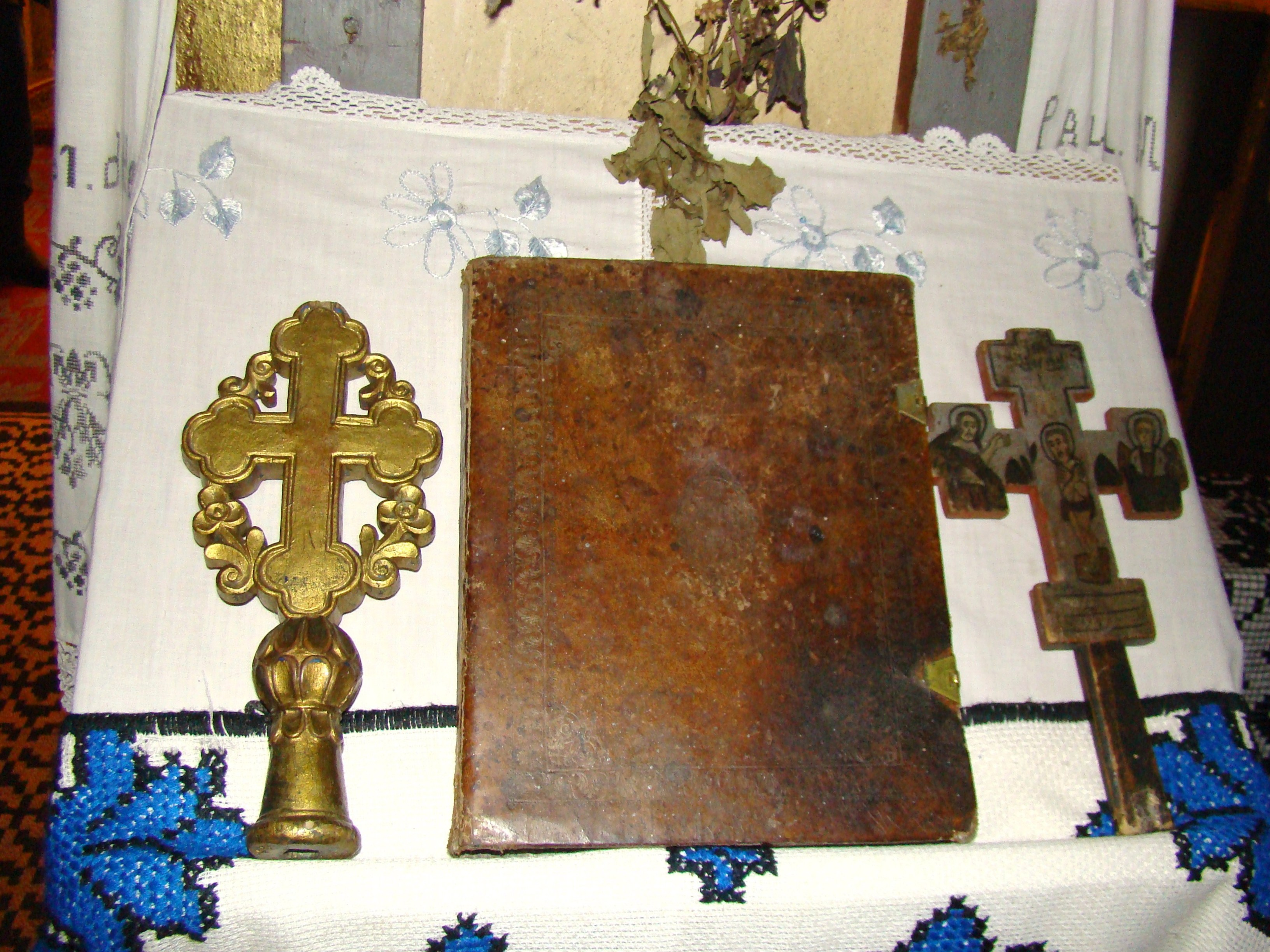
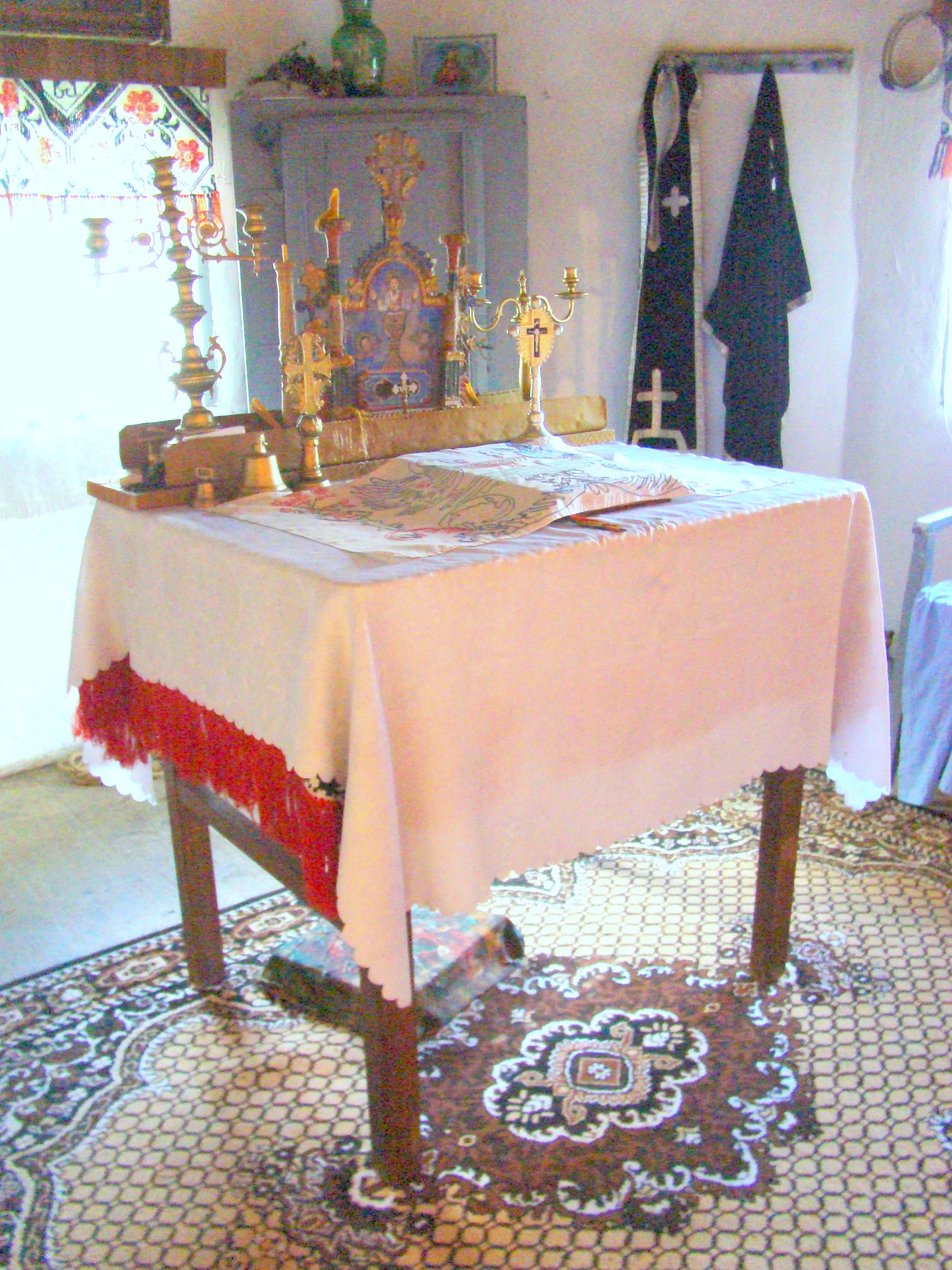
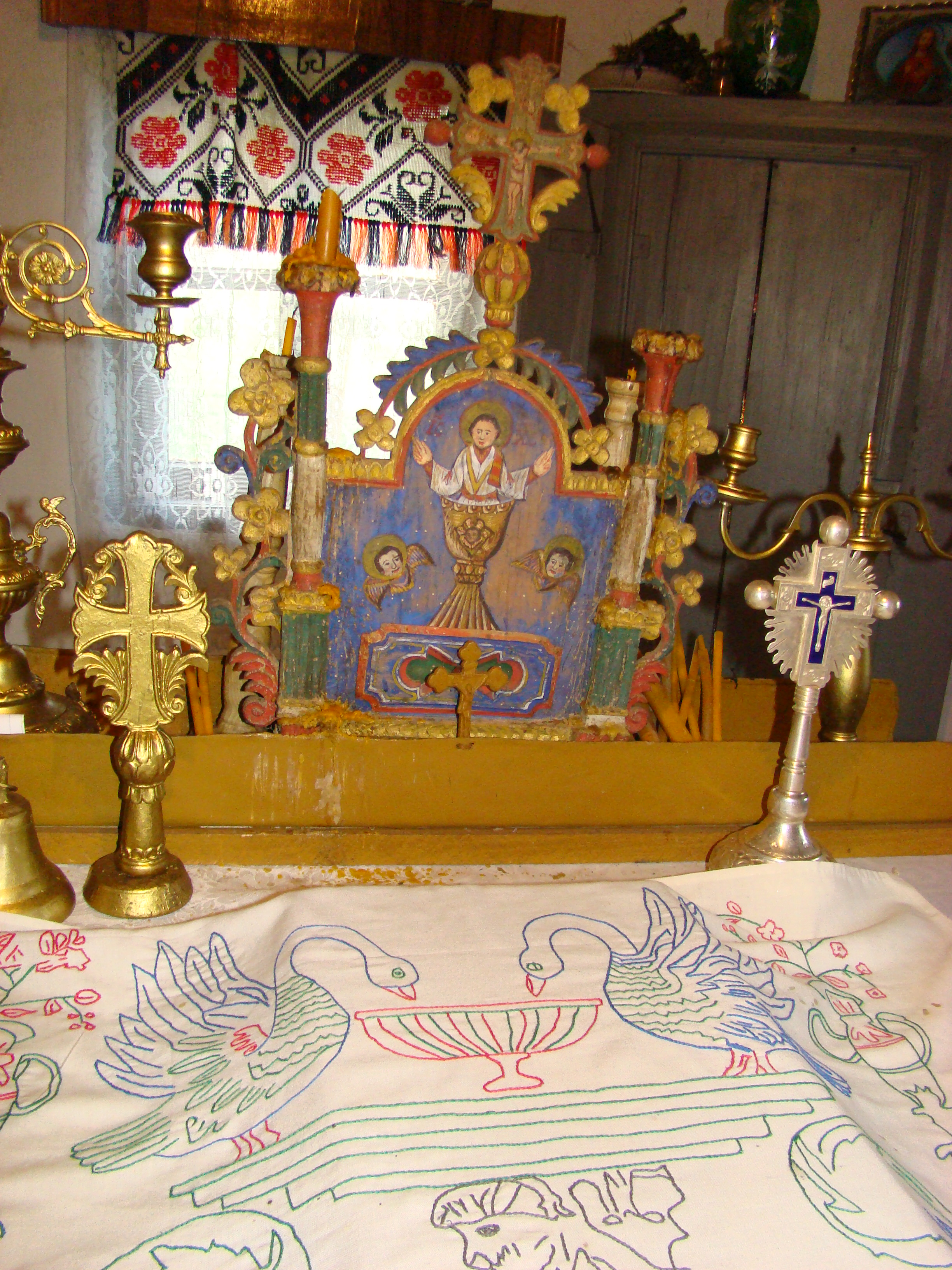
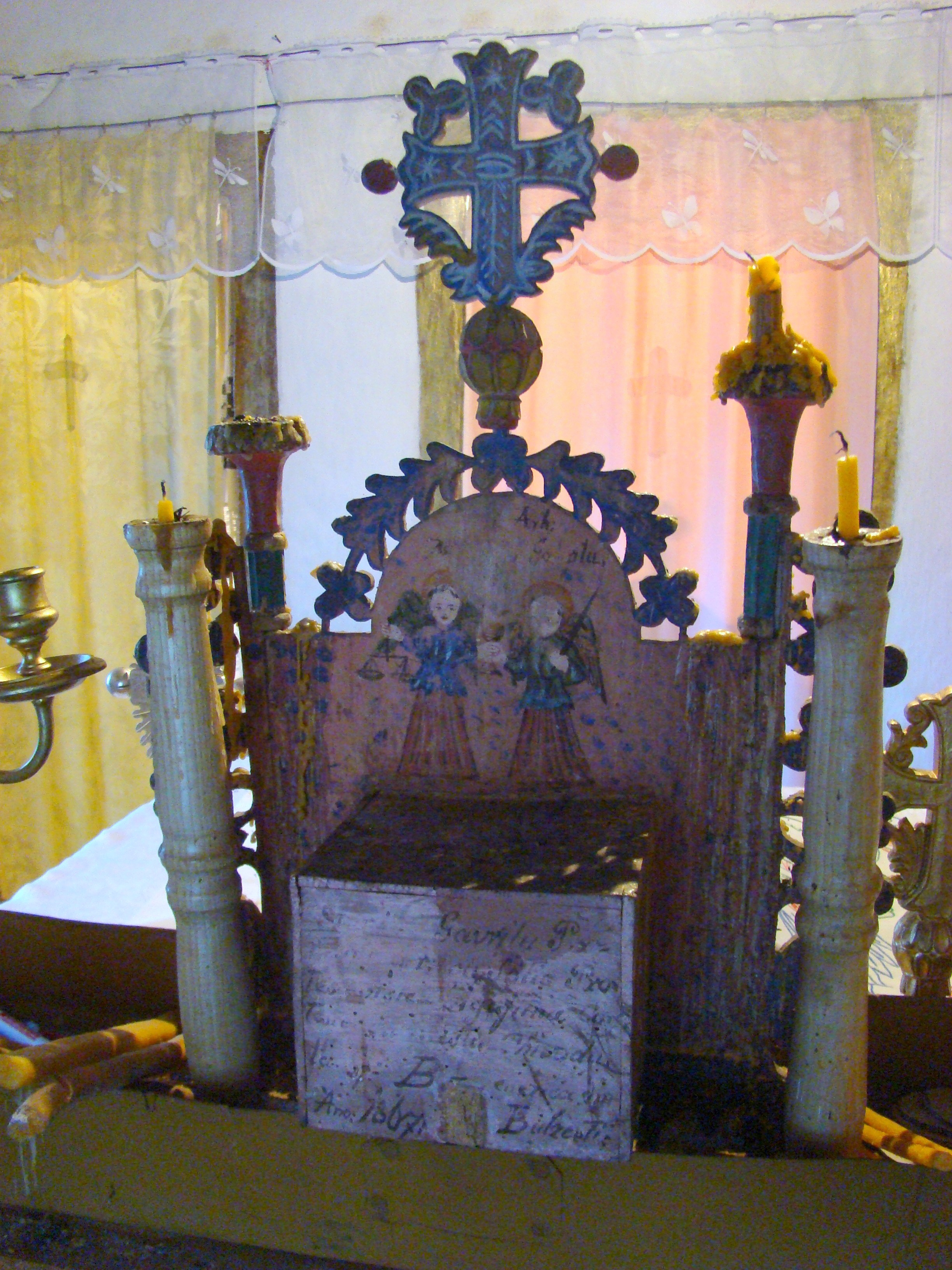
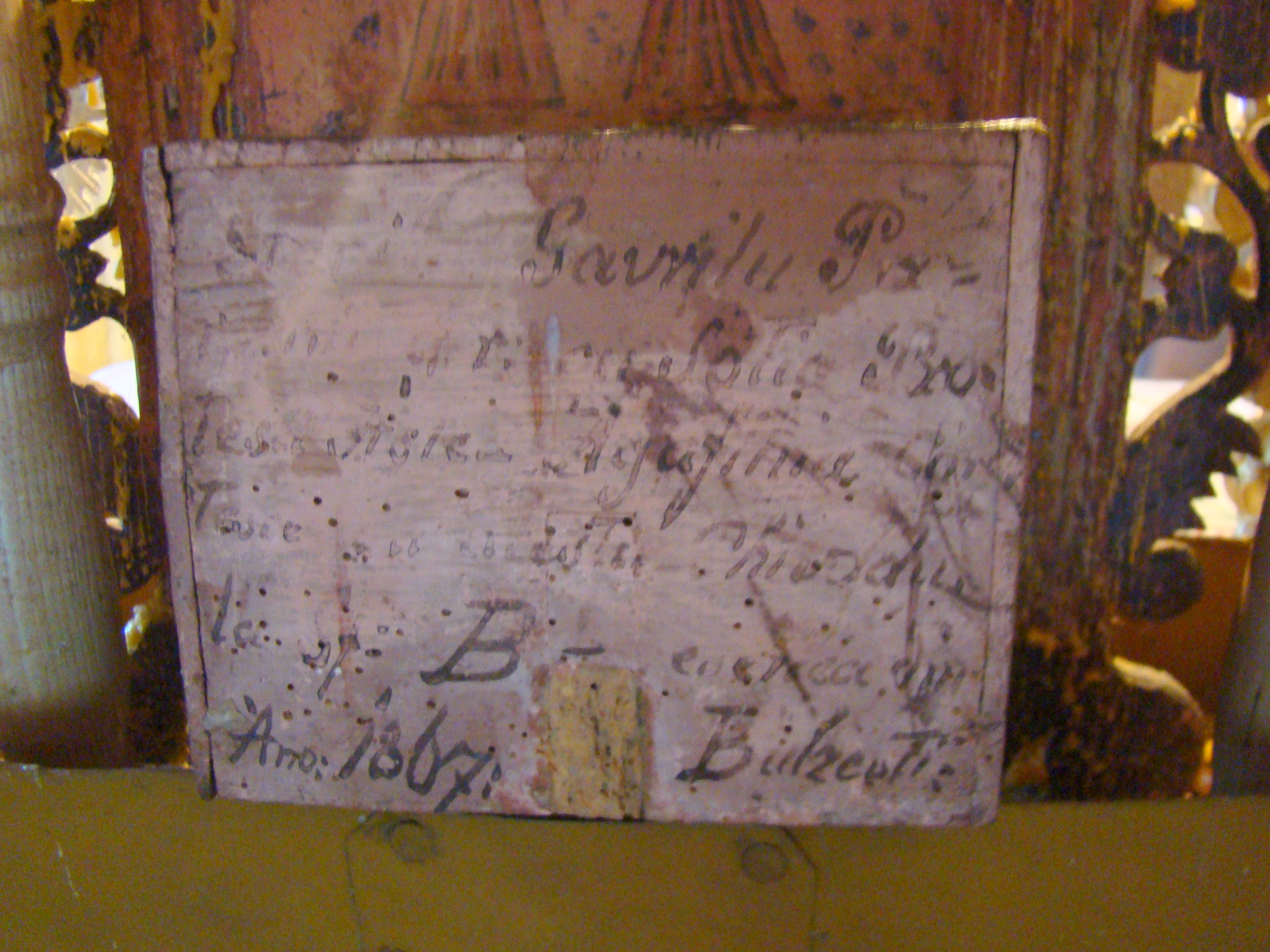
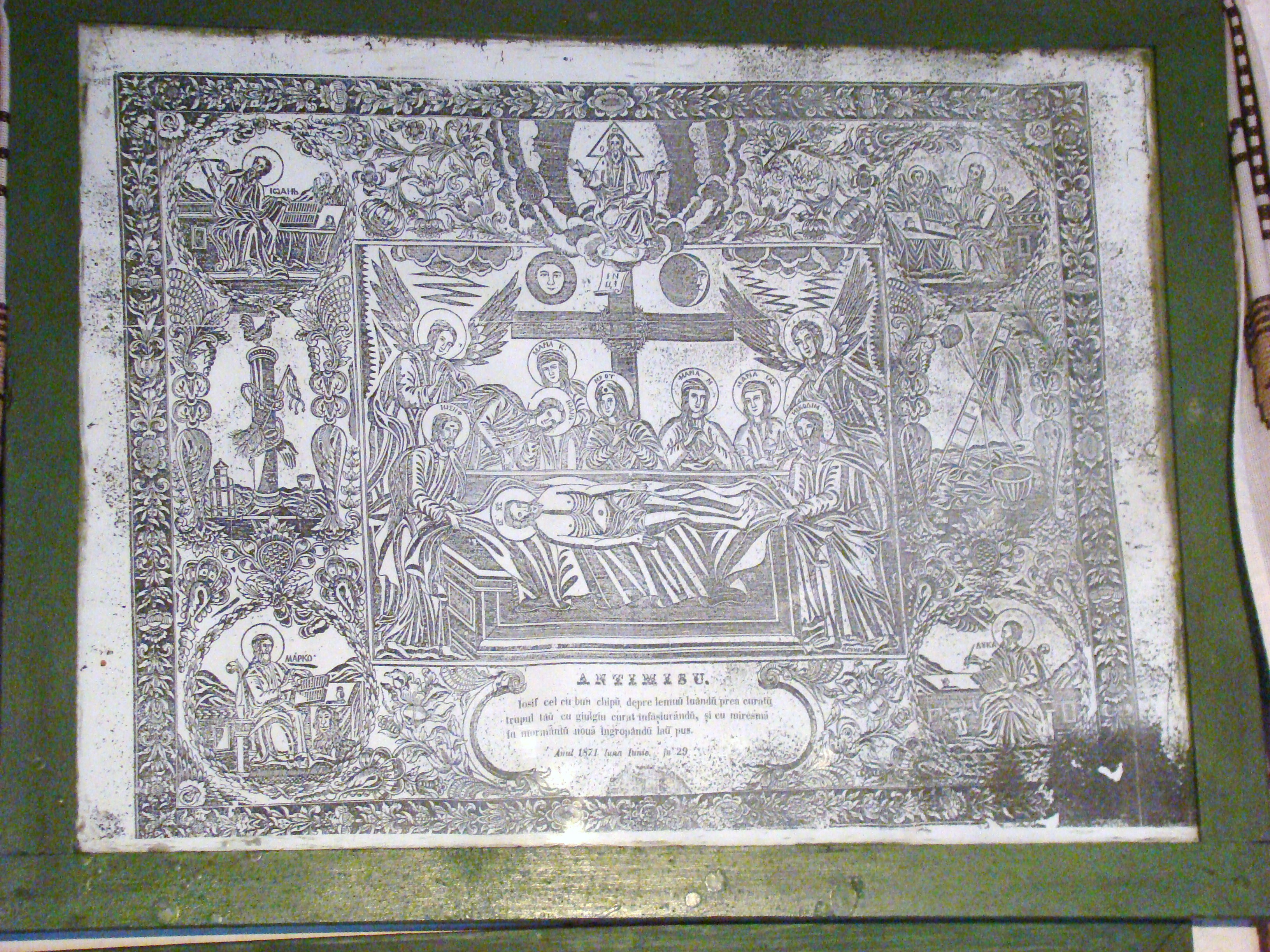
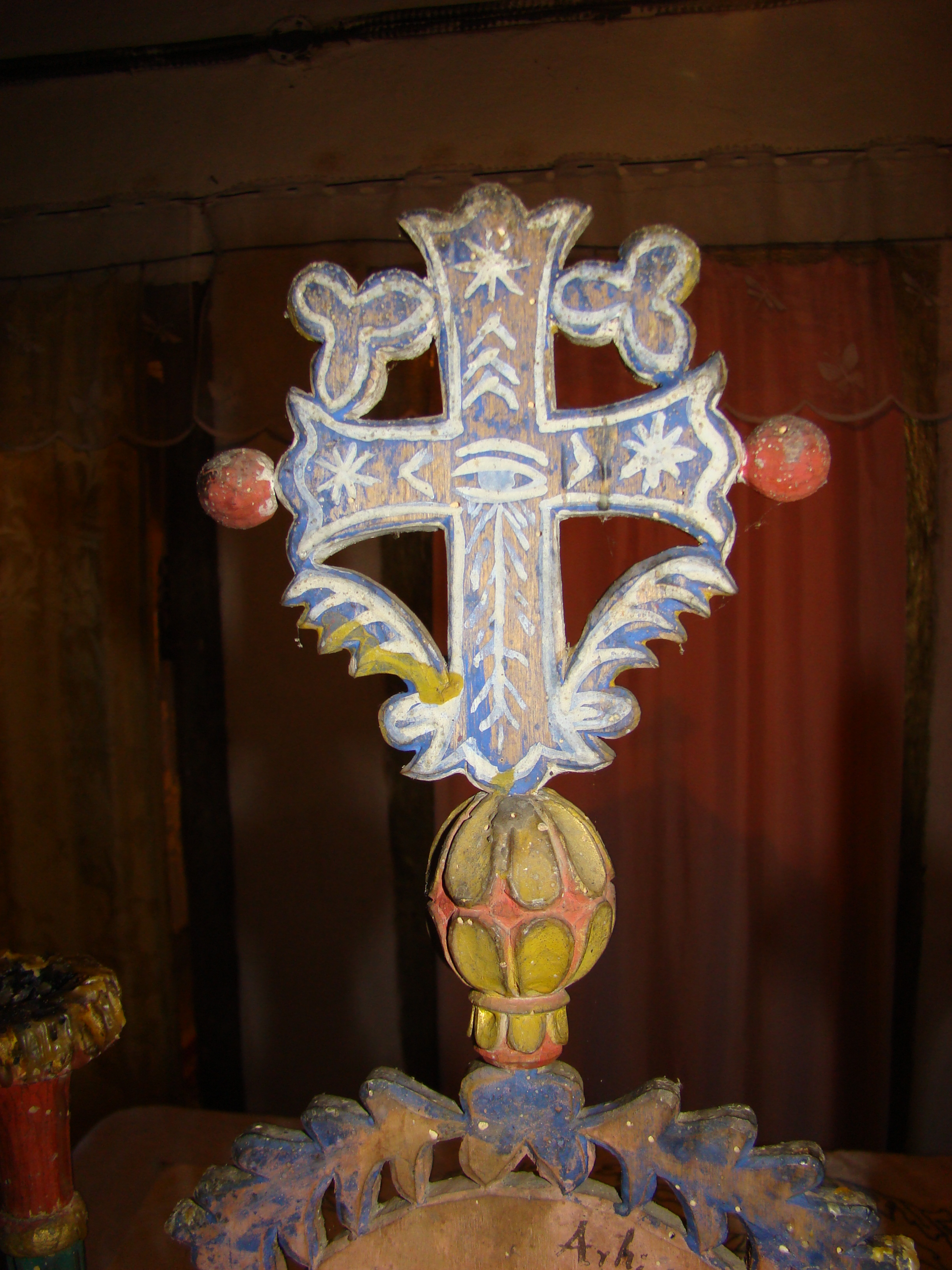
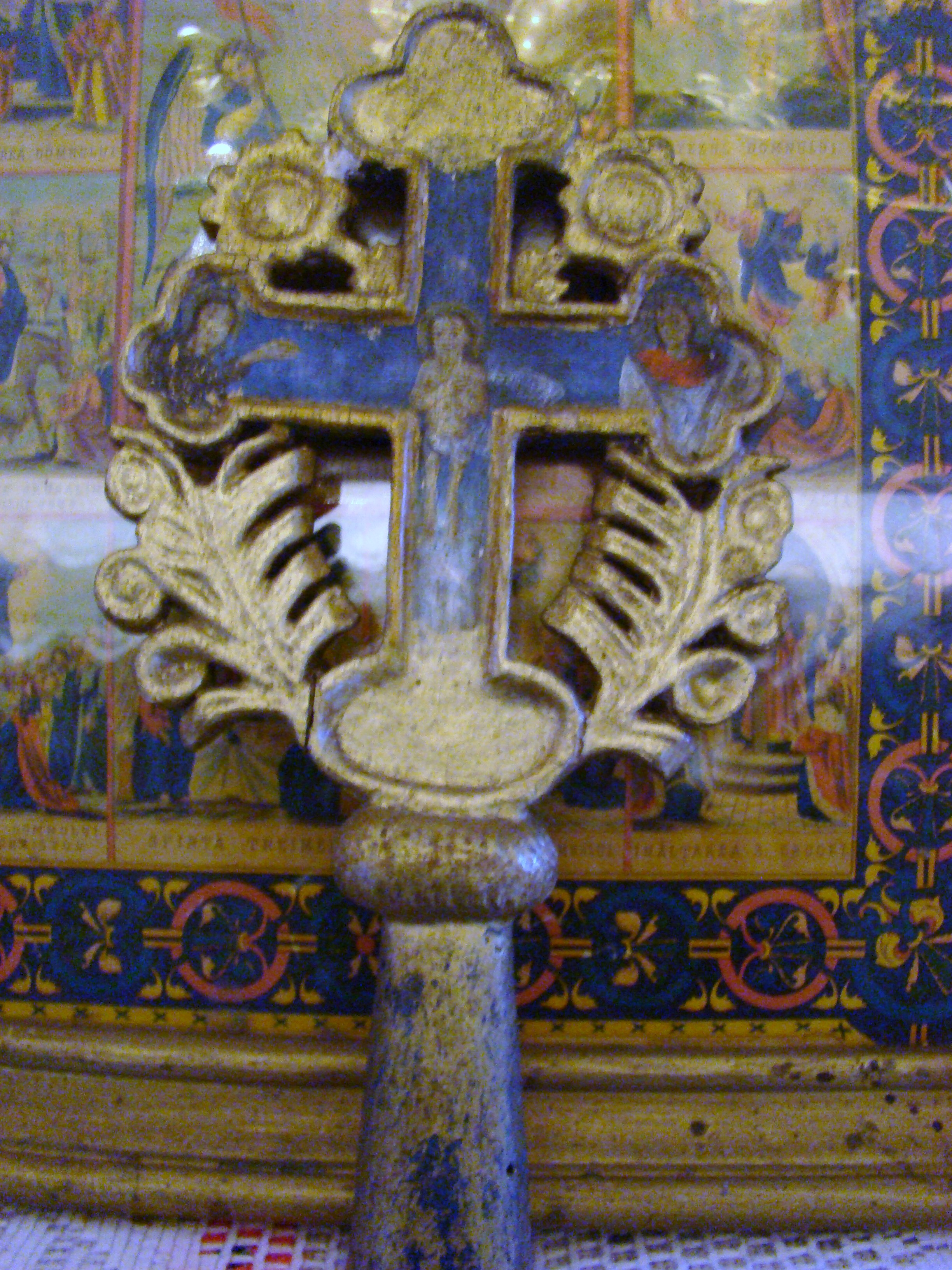
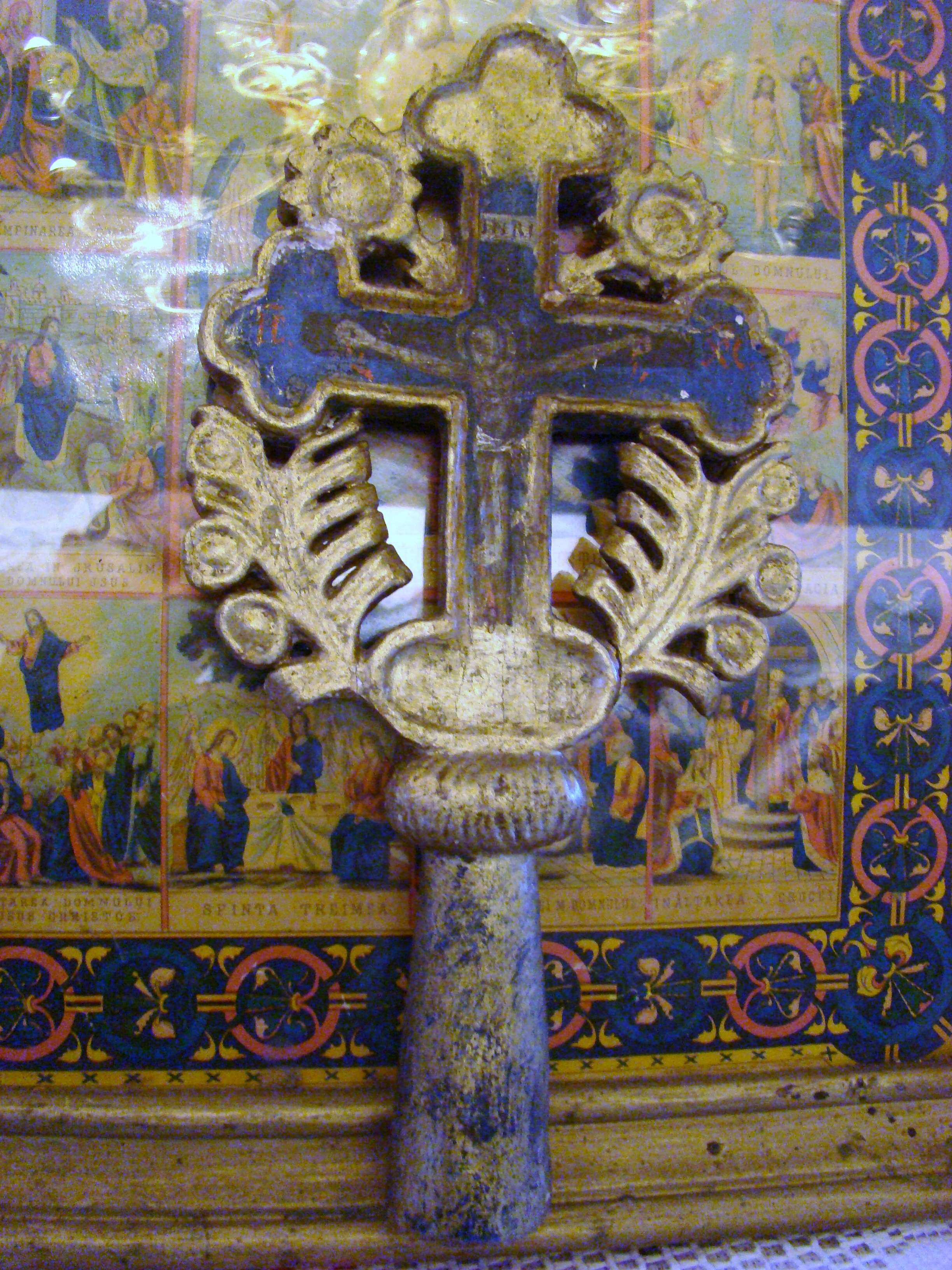
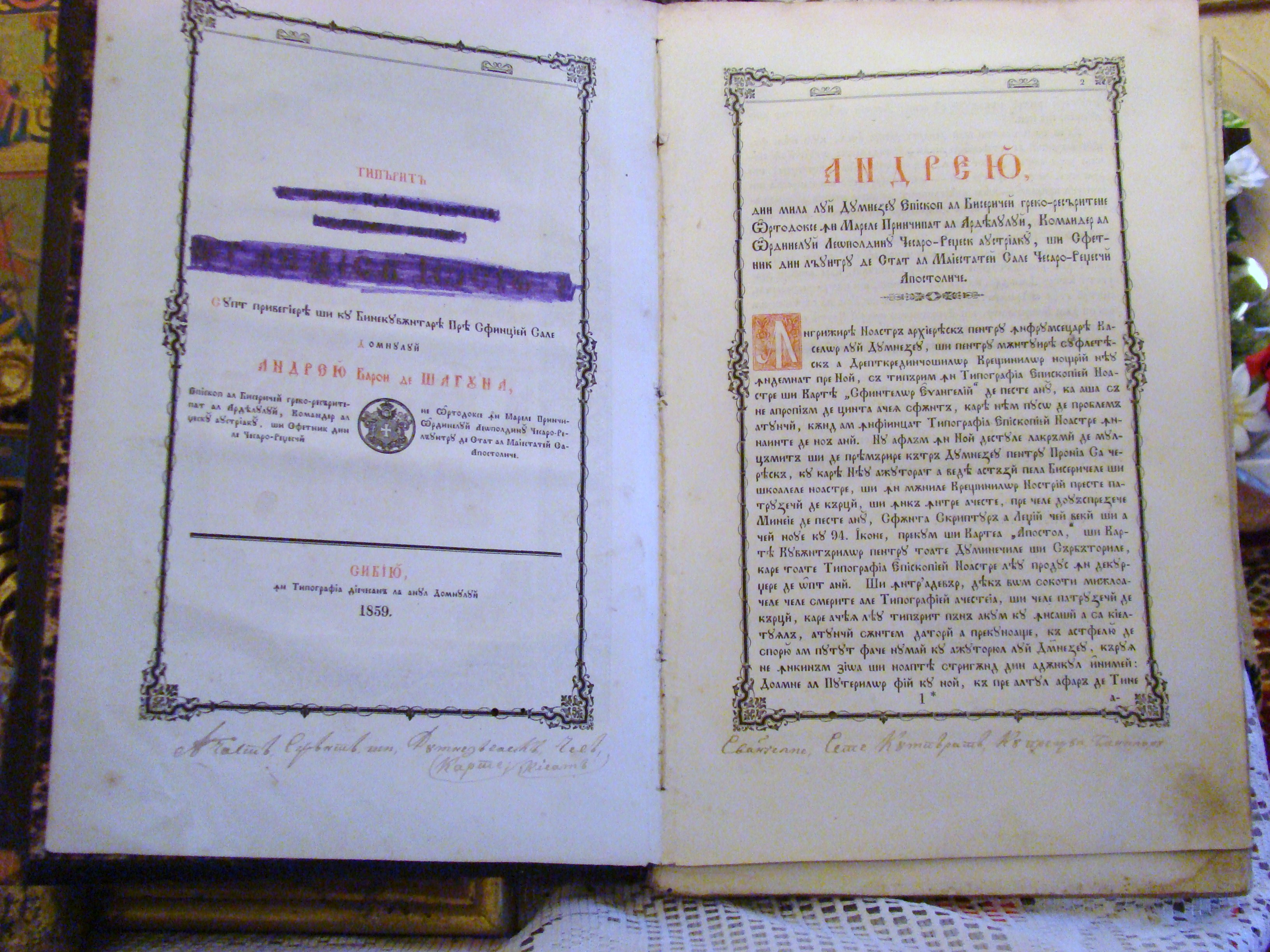
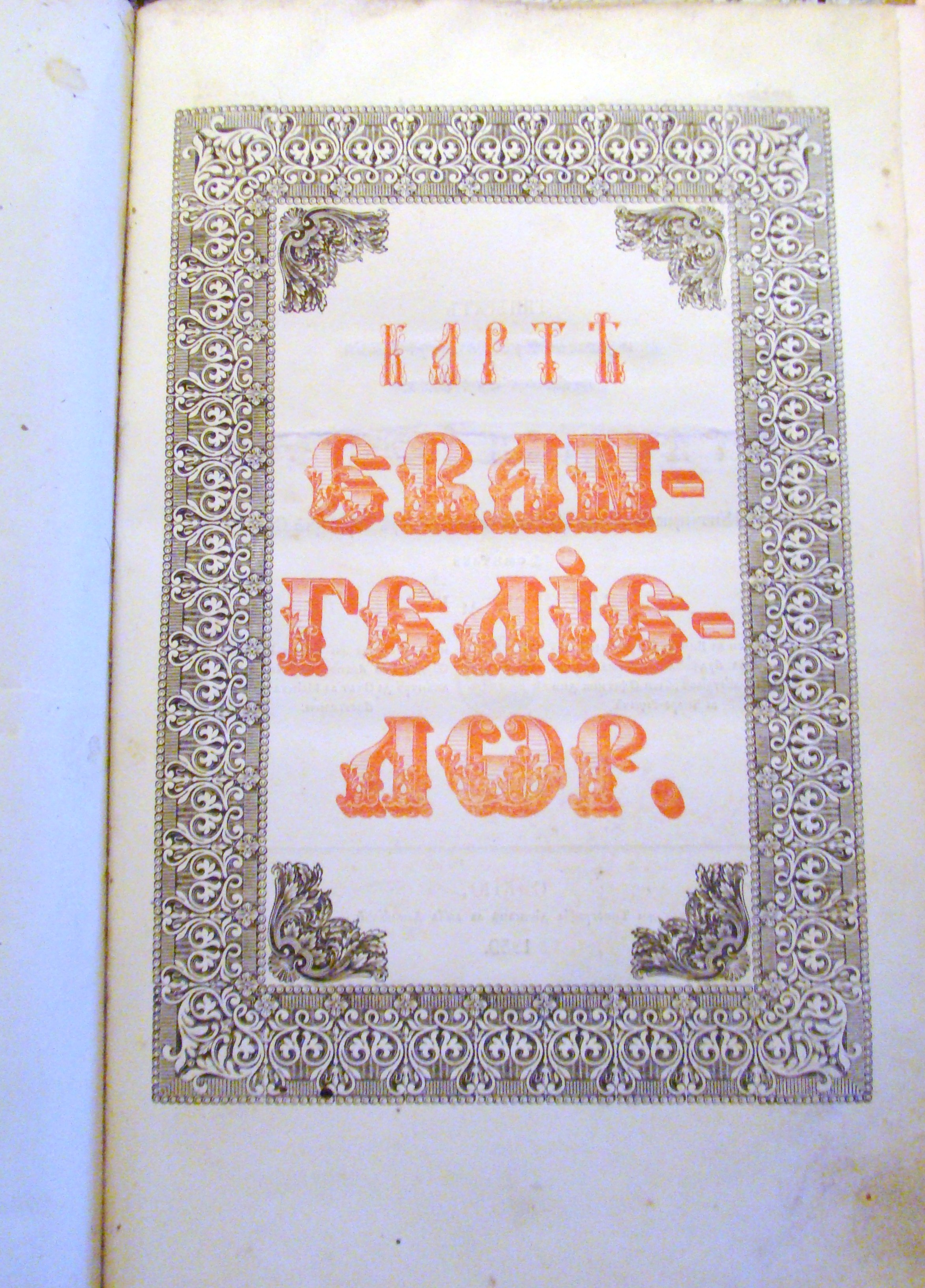
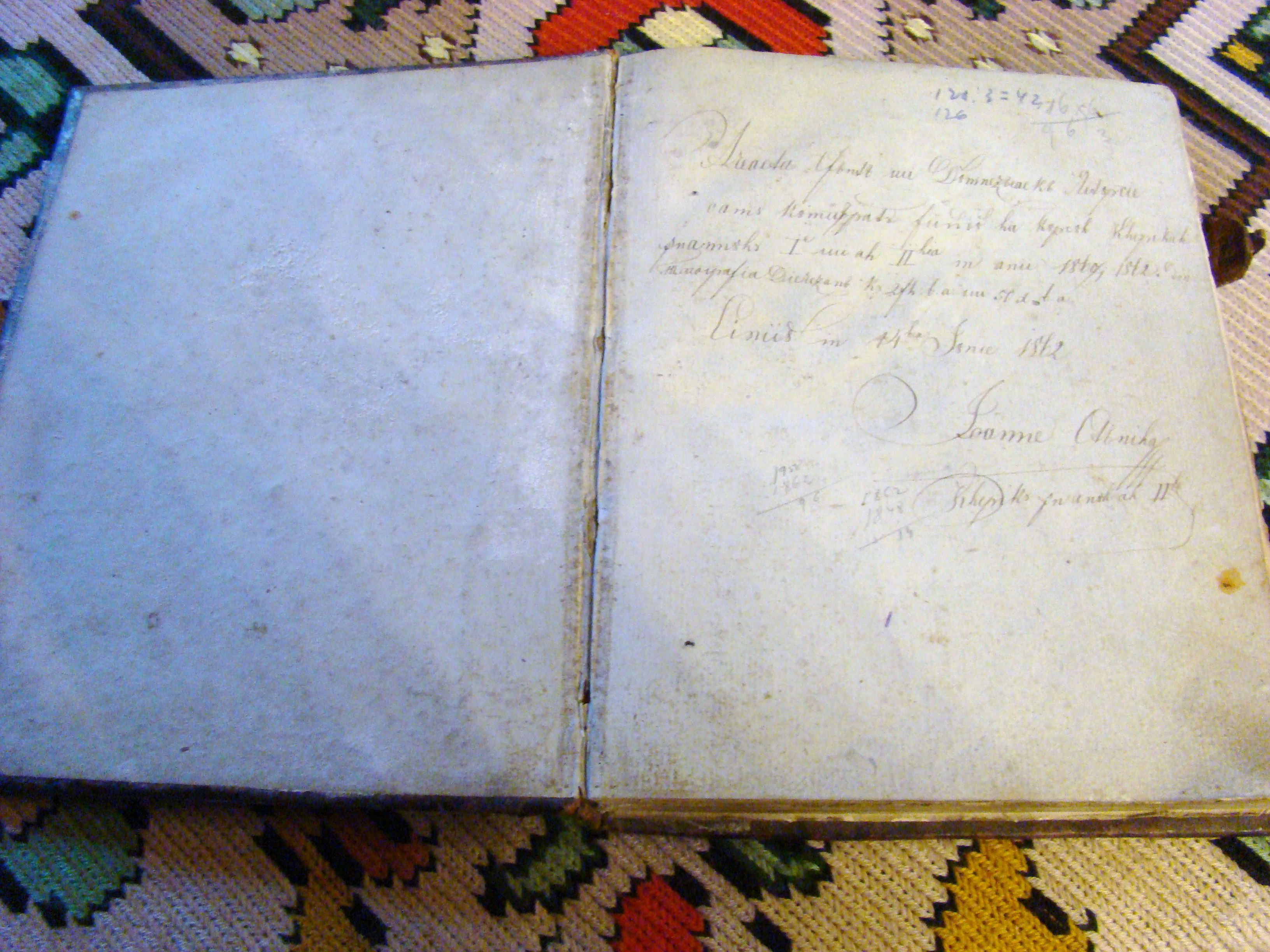
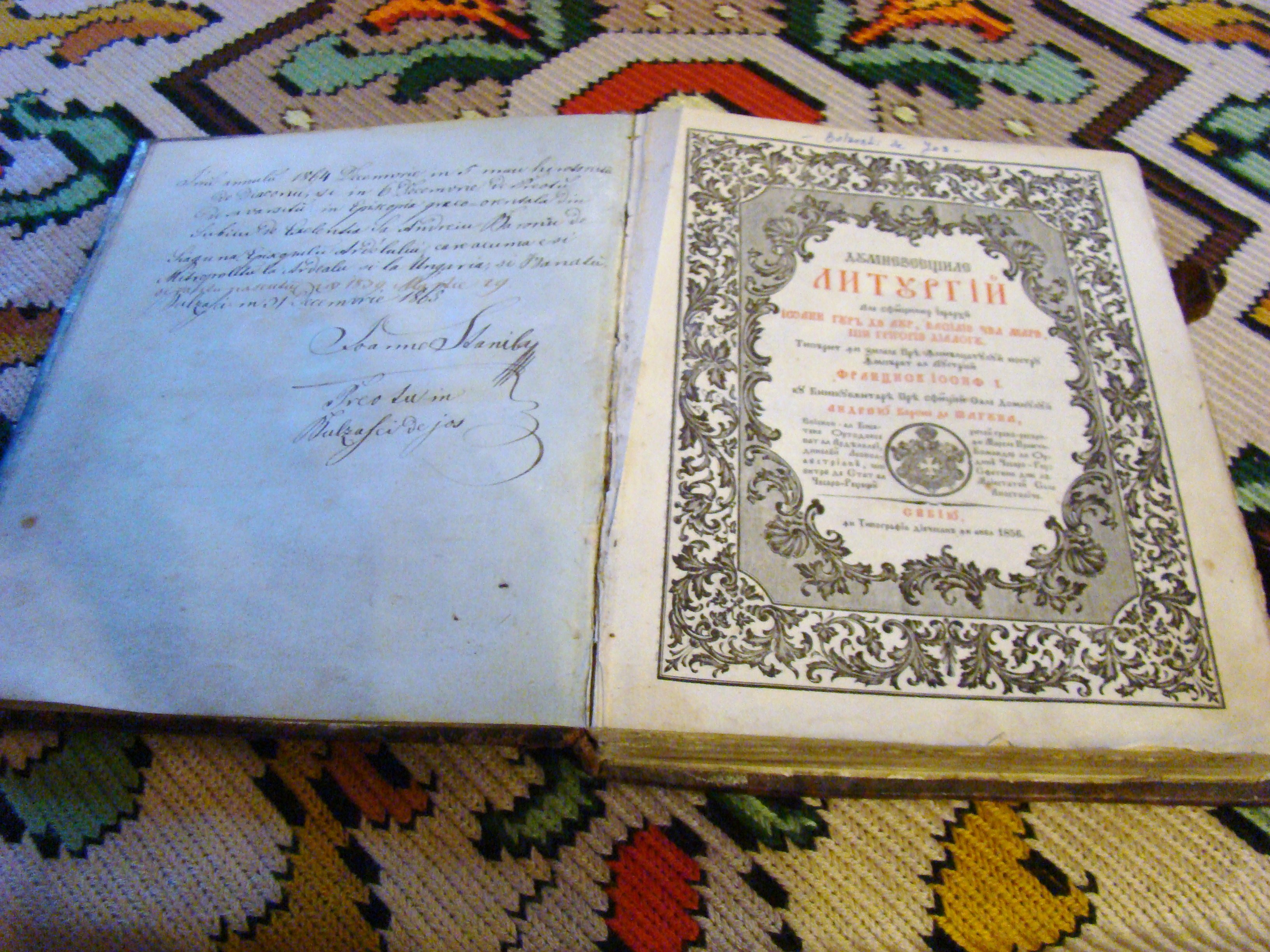
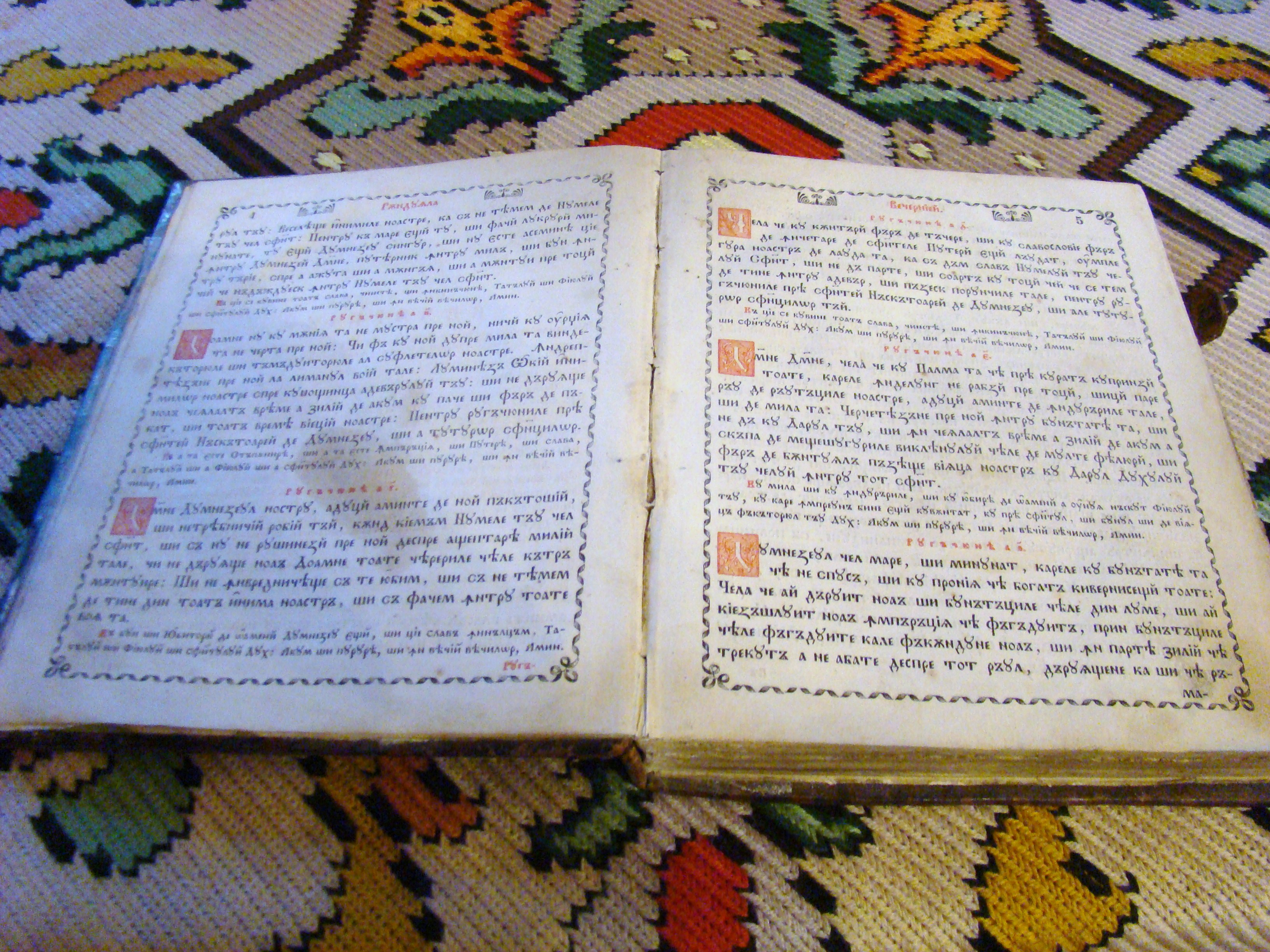
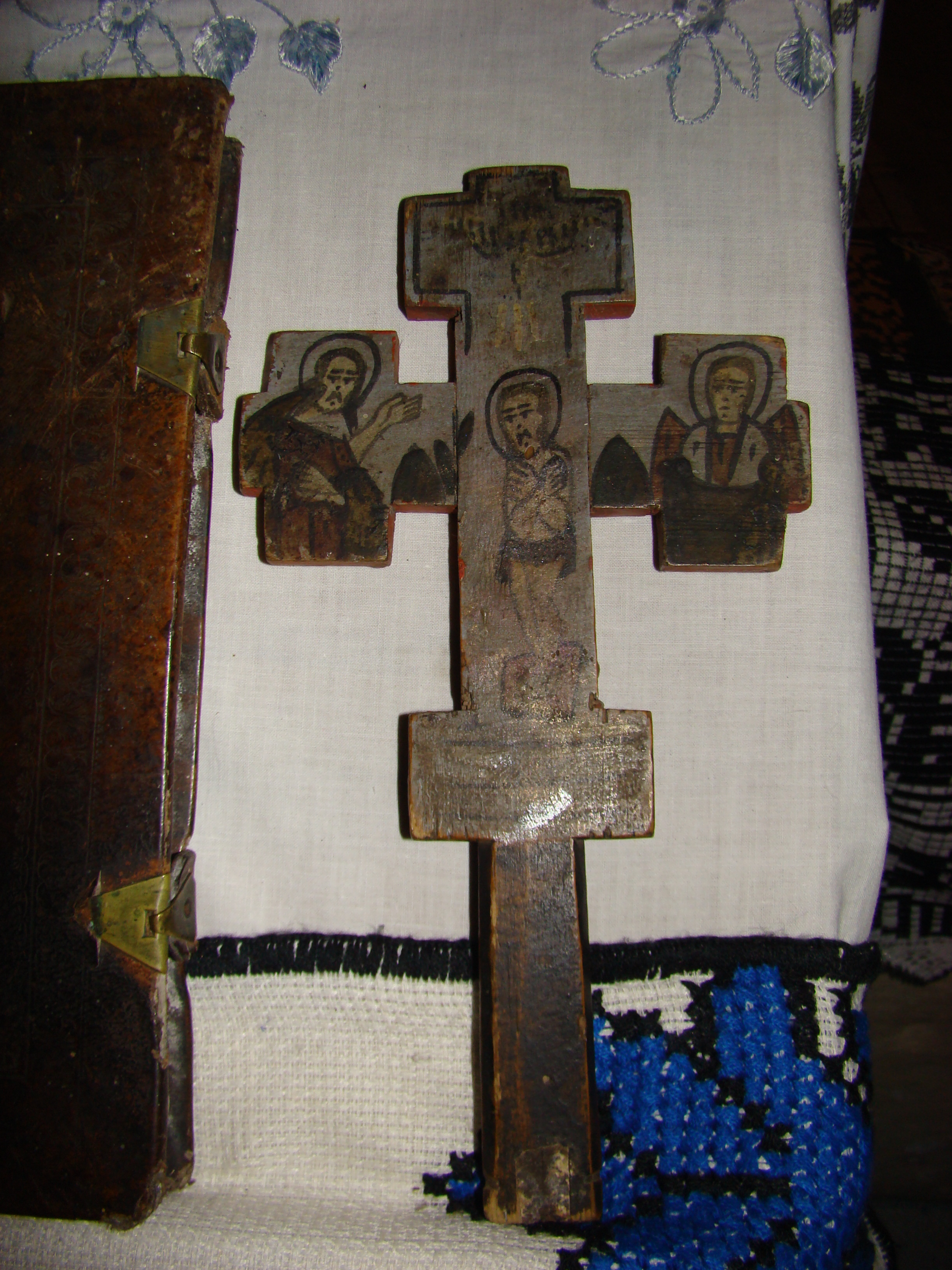
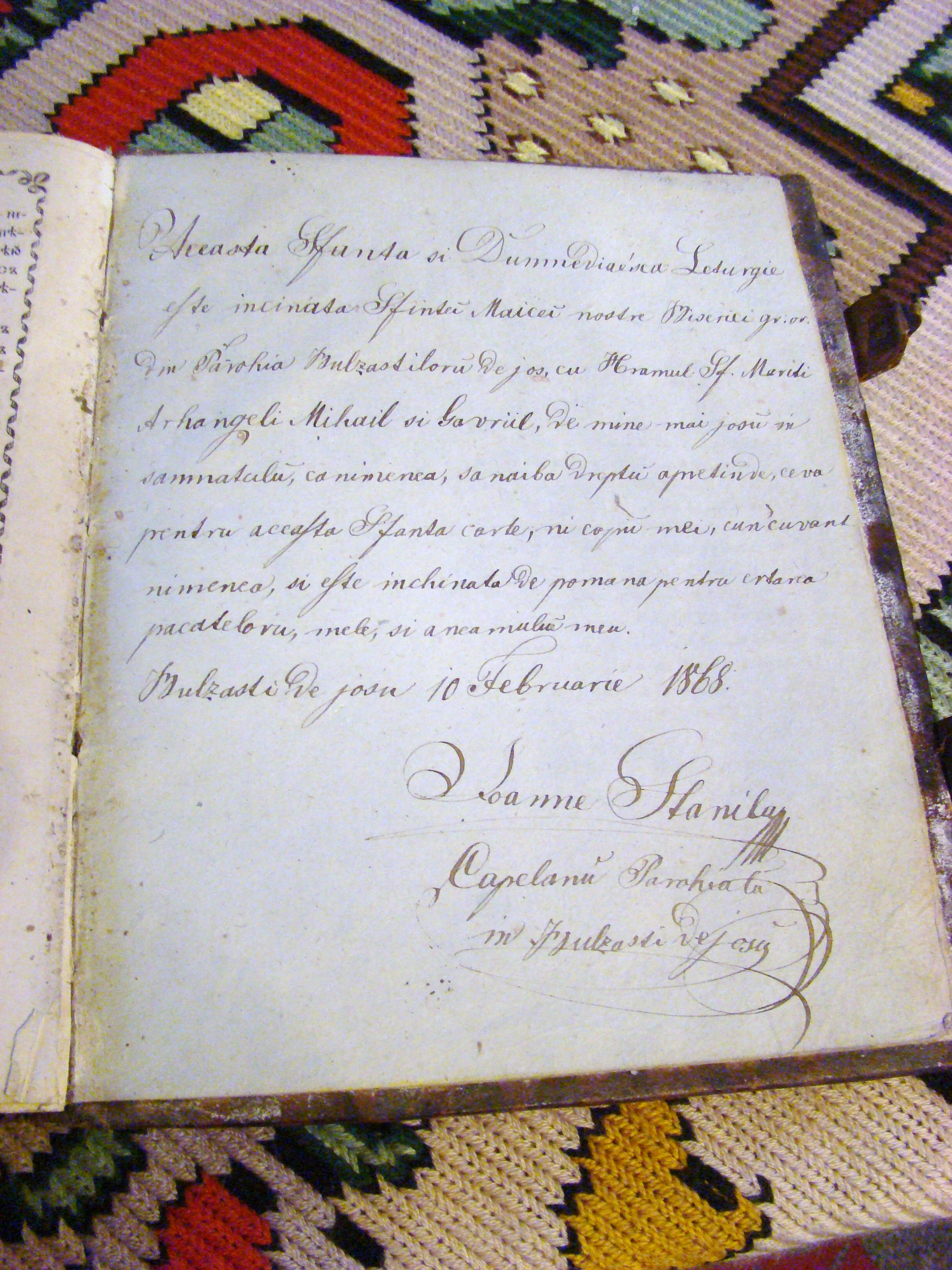
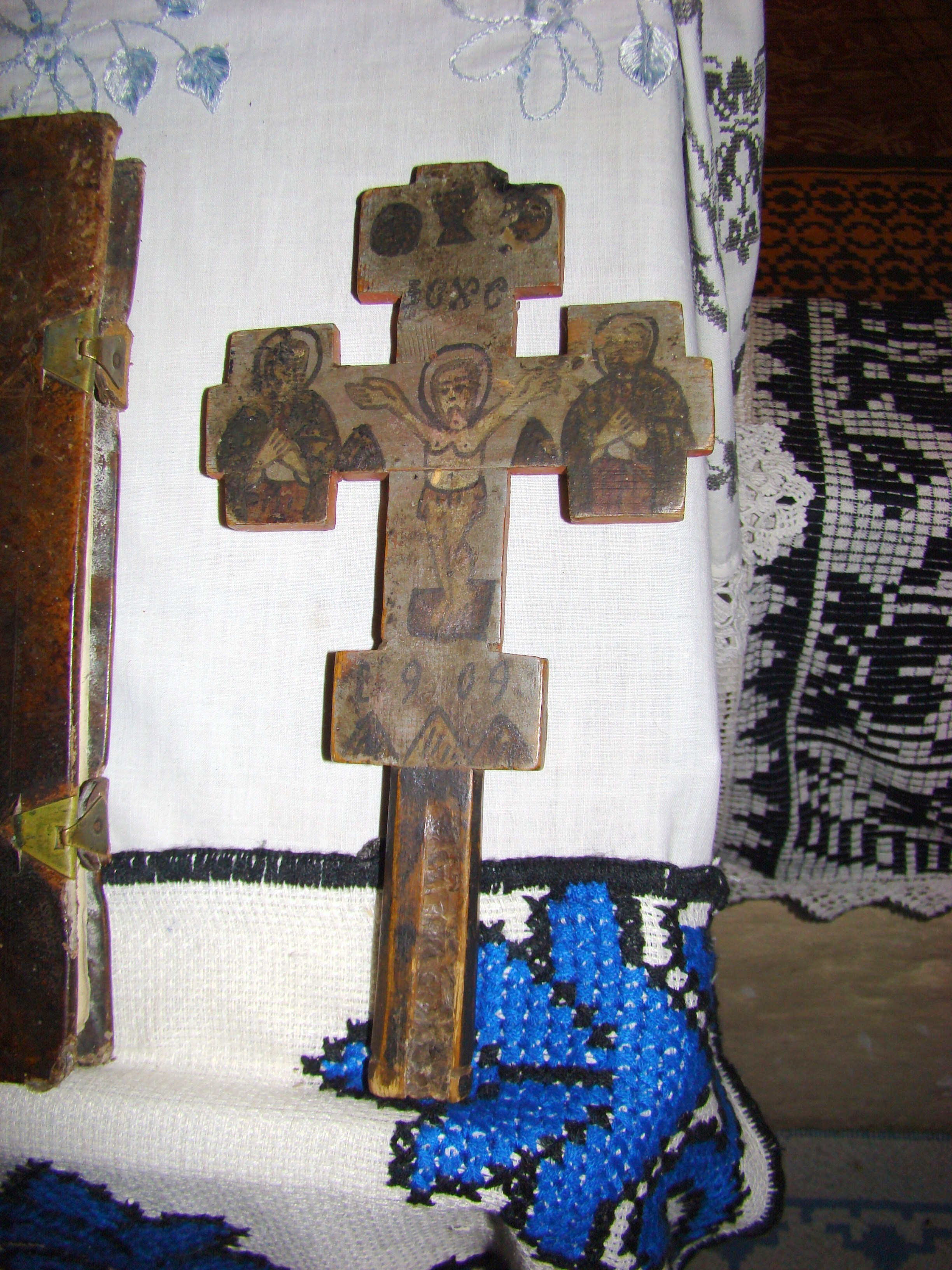
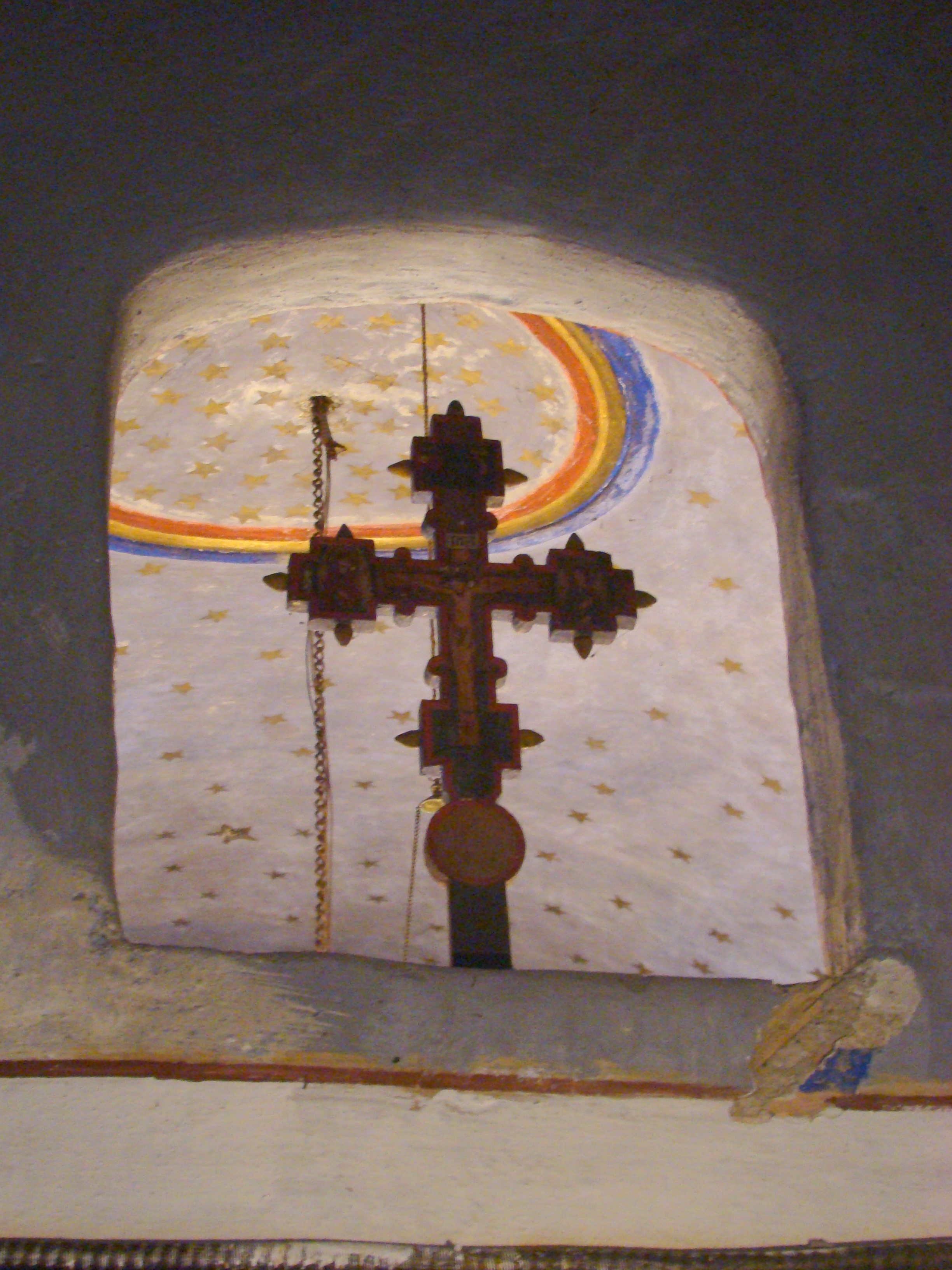
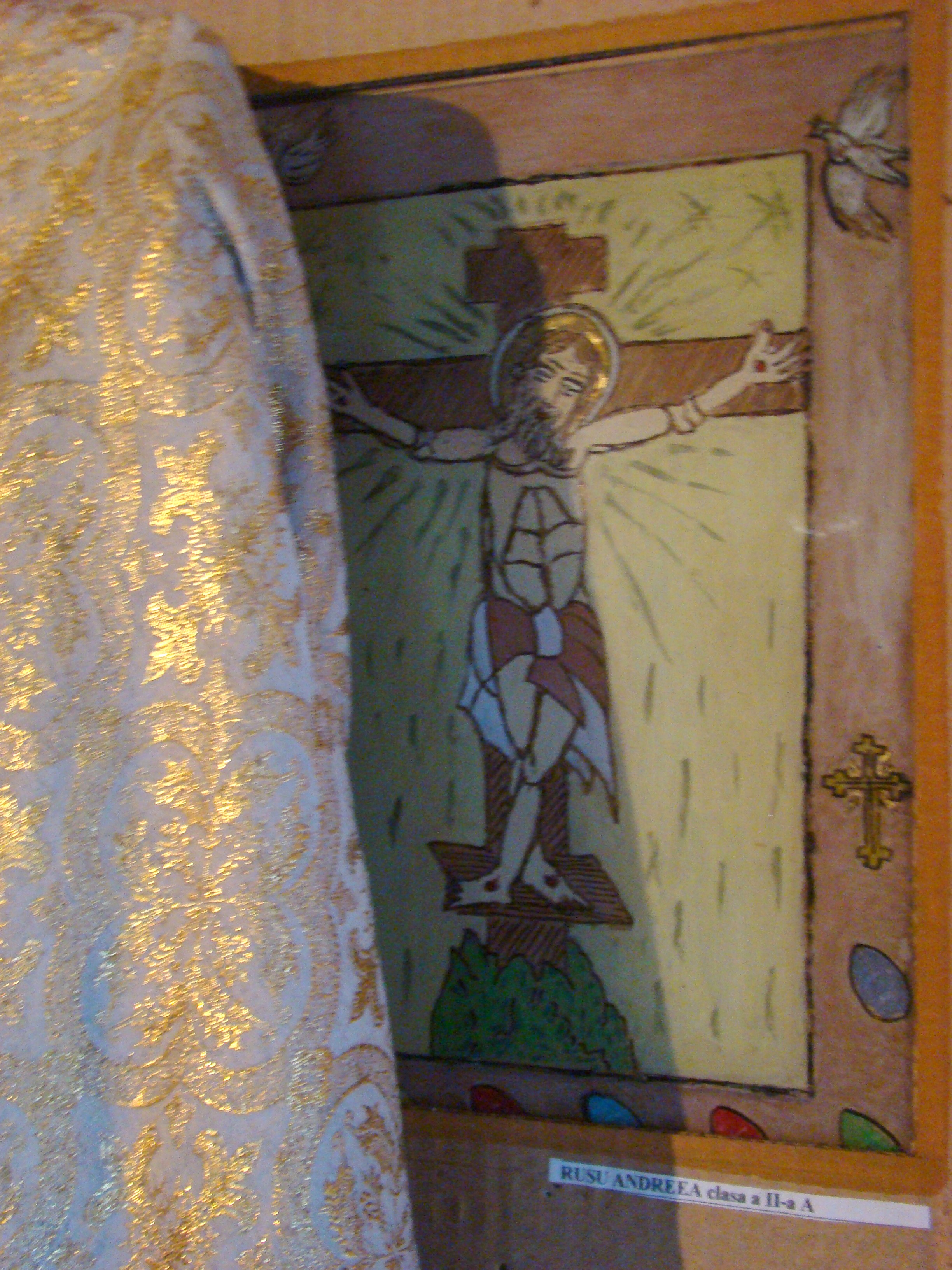
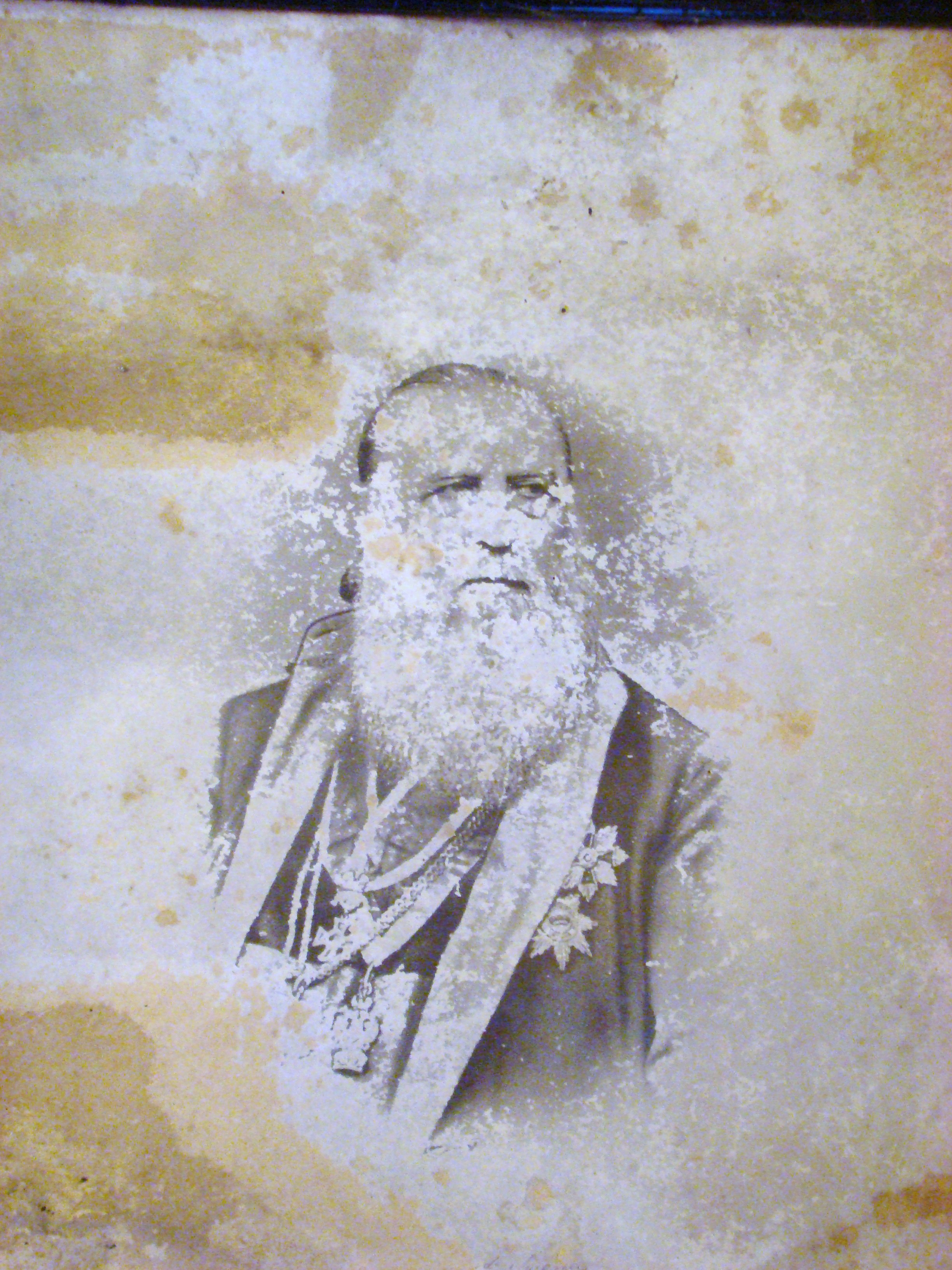
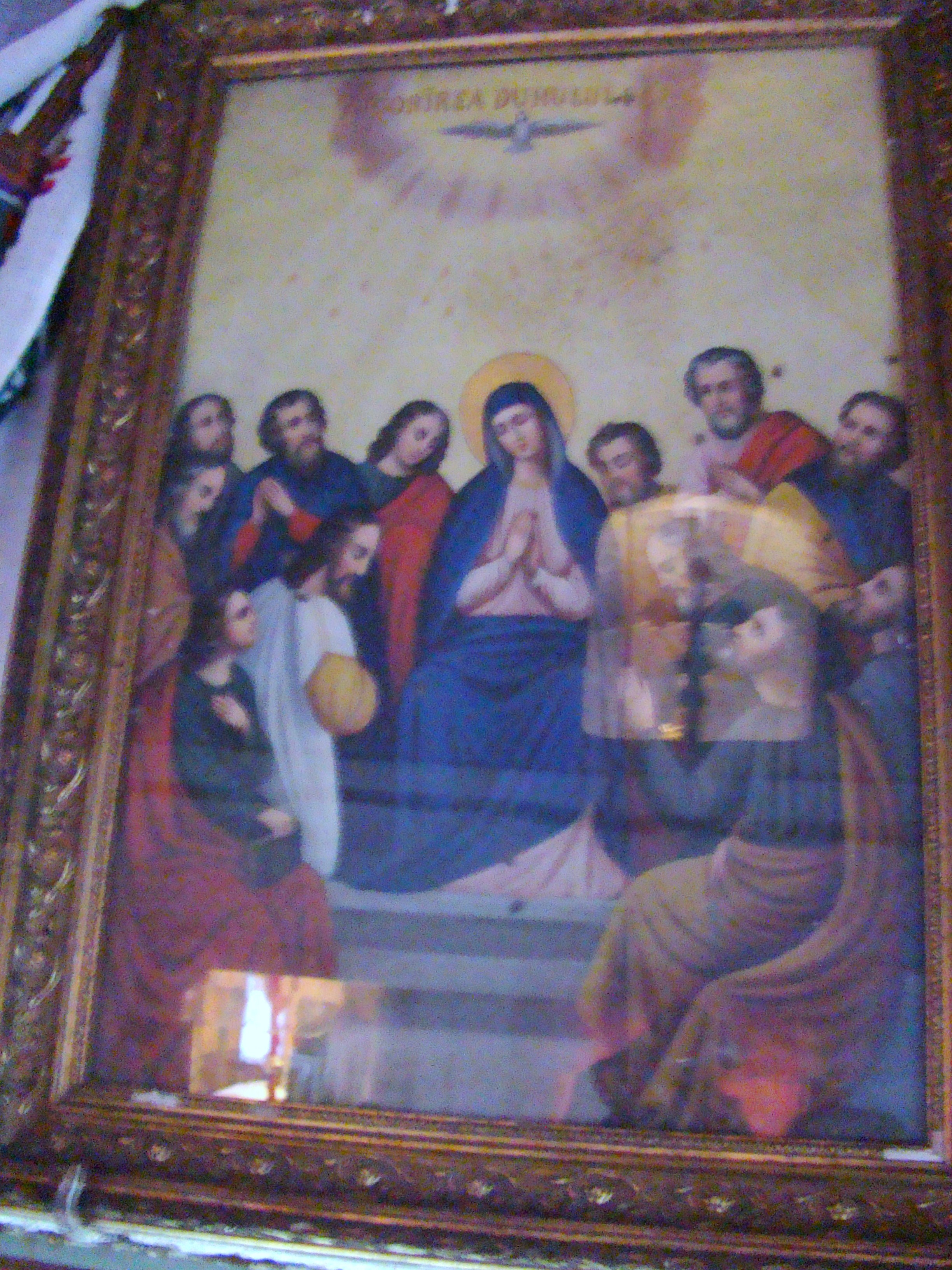
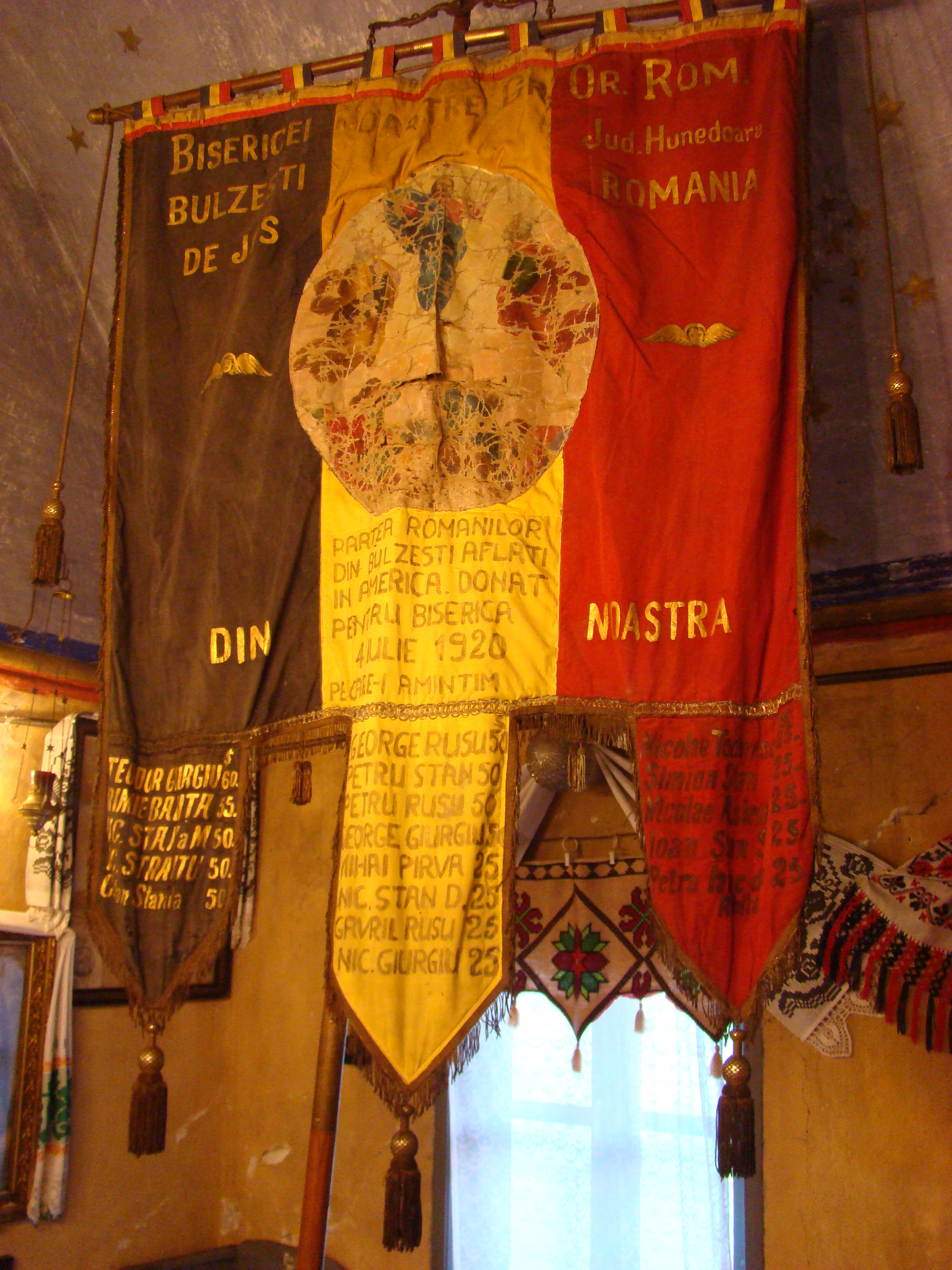
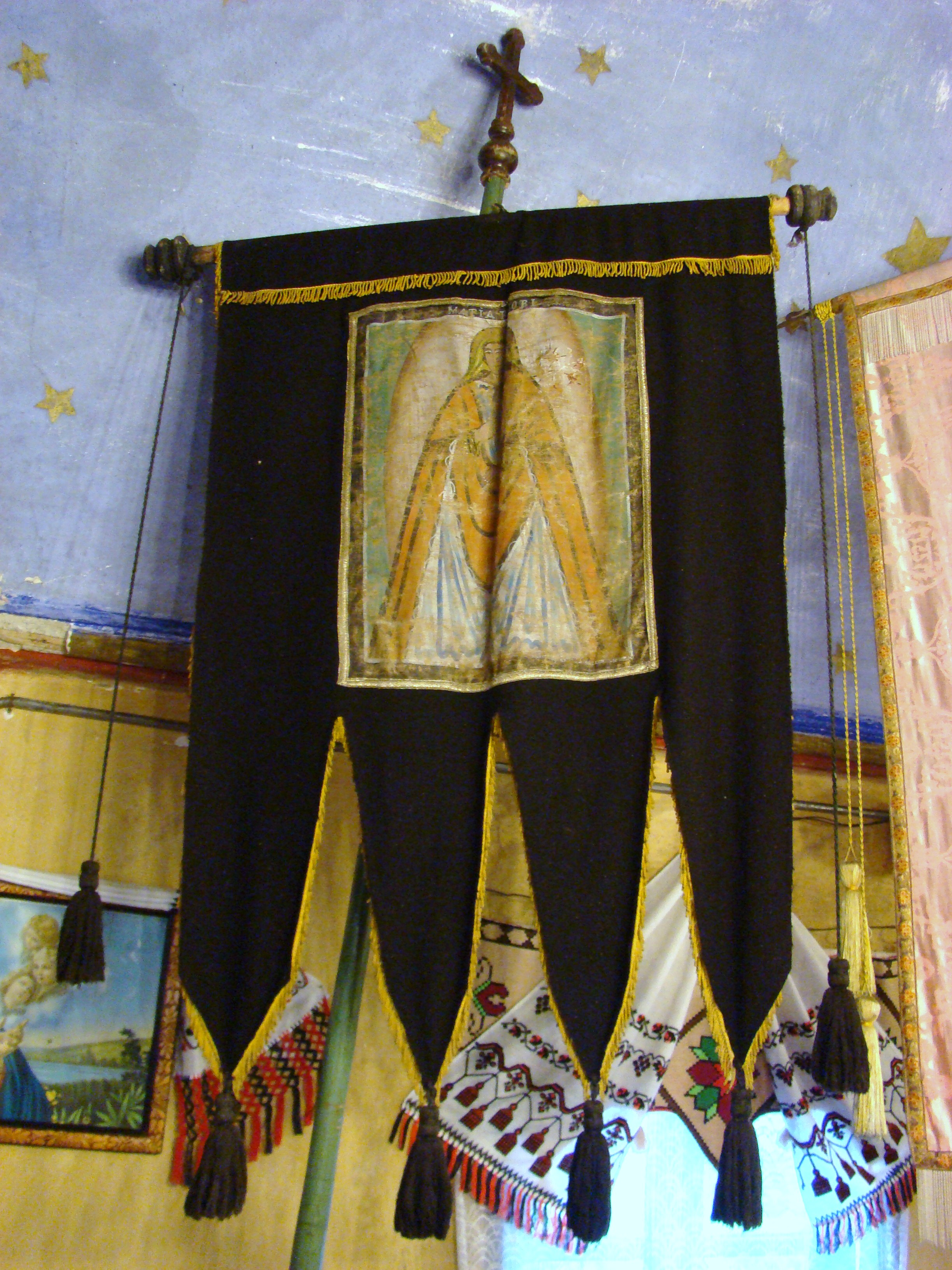
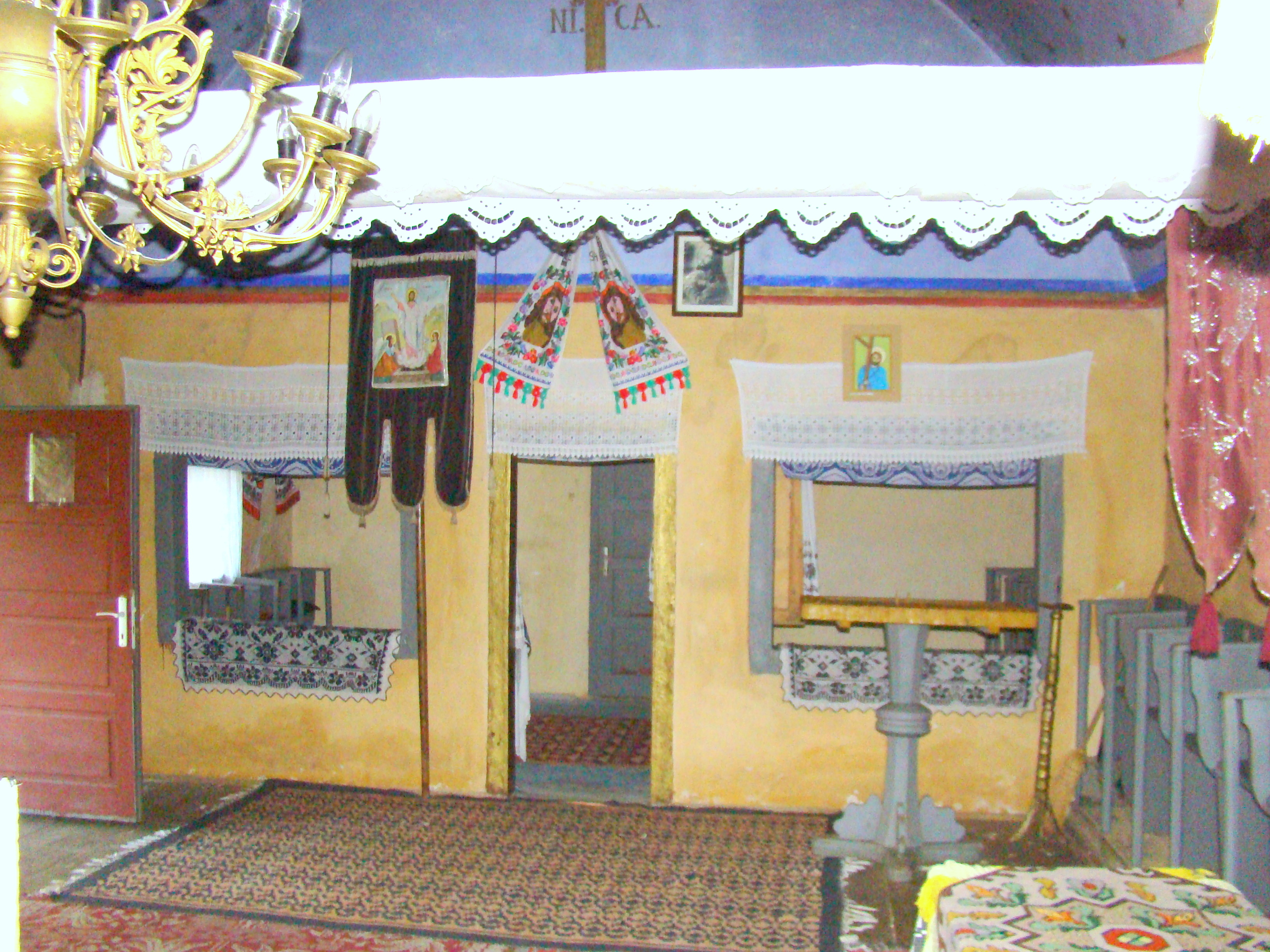
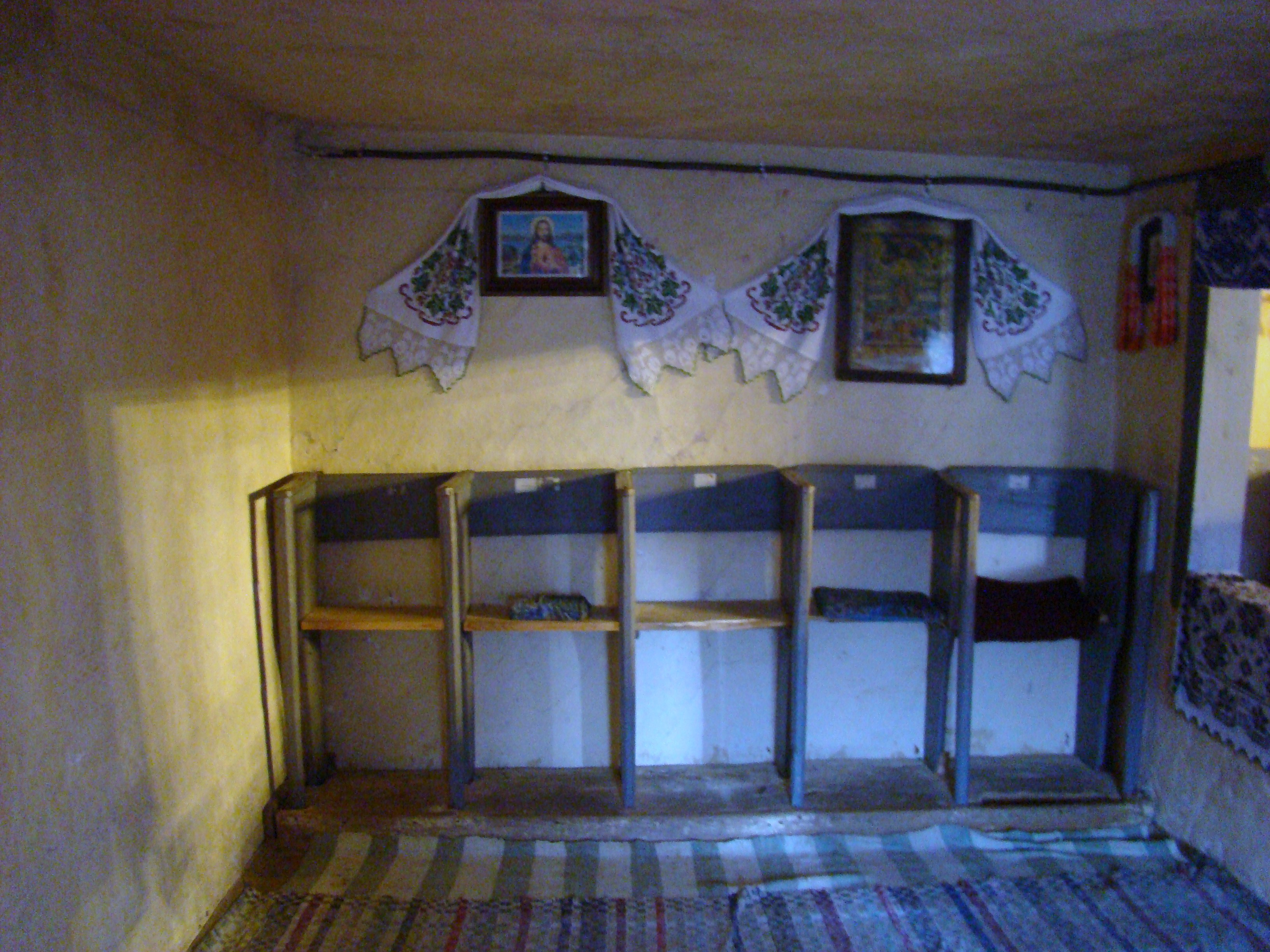